# Épinal
Cet article possède un paronyme, voir Épinac.
Épinal  est une commune française située dans le département des Vosges, en région Grand Est. Préfecture des Vosges, elle se situe au sud de la région historique et culturelle de Lorraine. Épinal est traversée par la Moselle, un affluent du Rhin.
Au recensement de 2022, la commune intra-muros (sans sa banlieue) comptait 32 296 habitants. L'aire urbaine d'Épinal compte en 2018 quant à elle 119 955 habitants et 59 586 emplois en 2017 dans sa zone d'emploi. Il s'agit, de loin, de la première ville vosgienne, et de la quatrième de Lorraine, derrière Metz, Nancy et Thionville ainsi que de la douzième de la région Grand Est.
Épinal est le premier pôle économique et commercial du département et joue donc un rôle majeur à l'échelle régionale dans le cadre du Sillon lorrain.
Épinal est particulièrement connue pour son imagerie populaire, créée en 1796 par Jean-Charles Pellerin, qui a largement contribué à sa renommée en France et à l’étranger. Cette tradition est aujourd’hui mise en valeur par le musée de l'Image. La ville possède également un riche patrimoine architectural et historique, avec des monuments emblématiques comme son château et sa basilique Saint-Maurice.

## Géographie

### Localisation
Dans le sud de la Lorraine, à proximité de la Belgique, du Luxembourg, de l’Allemagne et de la Suisse, Épinal bénéficie d’une situation privilégiée au cœur de l’Europe, aux confins de la Banane bleue.
Épinal est située à 311 km à l’est de Paris, 109 km au nord de Besançon, 106 km au sud-ouest de Strasbourg, 81 km au nord-ouest de Mulhouse et 61 km au sud de Nancy.

### Communes limitrophes
Les communes limitrophes sont Golbey, Hadol, Jeuxey, Renauvoid, Uriménil, Arches, Archettes, Aydoilles, La Baffe, Chantraine, Deyvillers, Dinozé, Dogneville et Dounoux.
| Golbey                   | Dogneville   | Jeuxey Deyvillers         |
| Chantraine               | Épinal       | Aydoilles La Baffe        |
| Uriménil Uzemain Dounoux | Dinozé Hadol | Archettes Arches Jarménil |

### Géologie et relief
La commune se compose de 1 543,19 hectares de territoires artificialisés (25,99 %), 394,13 hectares de territoires agricoles (6,64 %) et 4 000,57 hectares de forêts et milieux semi-naturels (67,37 %).
Espaces naturels :
- Sept zones naturelles d'intérêt écologique, faunistique et floristique (Znieff) :

Étang du Bult à Uriménil,
Affluent du Saint-Oger à Deyvillers,
Ruisseau de Soba et ses affluents à Épinal,
Vallée de la Moselle de la source à Épinal,
Vôge et Bassigny,
Étang du Riefaing à Épinal,
Forêts d'Épinal et de Tannières.
- Trois Sites bioarchéologiques :

Saint-Michel (carrefour),
Chapitre (rue du),
Palais de justice (îlot du).
Épinal a une altitude minimale de 315 m et maximale de 492 m ; son altitude moyenne est de 404 m tandis que celle de sa mairie est de 330 m.
L’ouest du département et ses roches sédimentaires composant le Plateau lorrain, contraste avec l’ancien socle de roches cristallines et gréseuses sur lequel repose la montagne vosgienne à l’Est ; ceci occasionne une multitude de paysages et de reliefs.
Épinal est traversée par la Moselle. La ville se trouve dans un couloir creusé par cette dernière dans les couches de grès vosgien reposant sur le soubassement granitique du massif des Vosges. Le granite clair porphyroïde affleure au fond de la vallée de la Moselle. La largeur de la vallée est d’environ 750 m.
La ville est entourée de plateaux plus ou moins arrondis avec une pente relativement marquée notamment sur la rive droite. La pente est parfois échancrée par des vallées secondaires comme la rue Saint-Michel et le faubourg d’Ambrail au nord. L’altitude au niveau de la Moselle au centre de la ville est de 324 m. À l’ouest (rive gauche), les plateaux s’élèvent jusqu’à une altitude de 360 à 440 m et pour l’est (rive droite), ils atteignent une altitude de 360 à 470 m. La vallée de la Moselle s’élargit rapidement en aval de la ville.

### Hydrographie et les eaux souterraines
Hydrogéologie et climatologie : Système d’information pour la gestion des eaux souterraines du bassin Rhin-Meuse :
Territoire communal : Occupation du sol (Corinne Land Cover); Cours d'eau (BD Carthage),
Géologie : Carte géologique; Coupes géologiques et techniques,
 Hydrogéologie : Masses d'eau souterraine; BD Lisa; Cartes piézométriques.

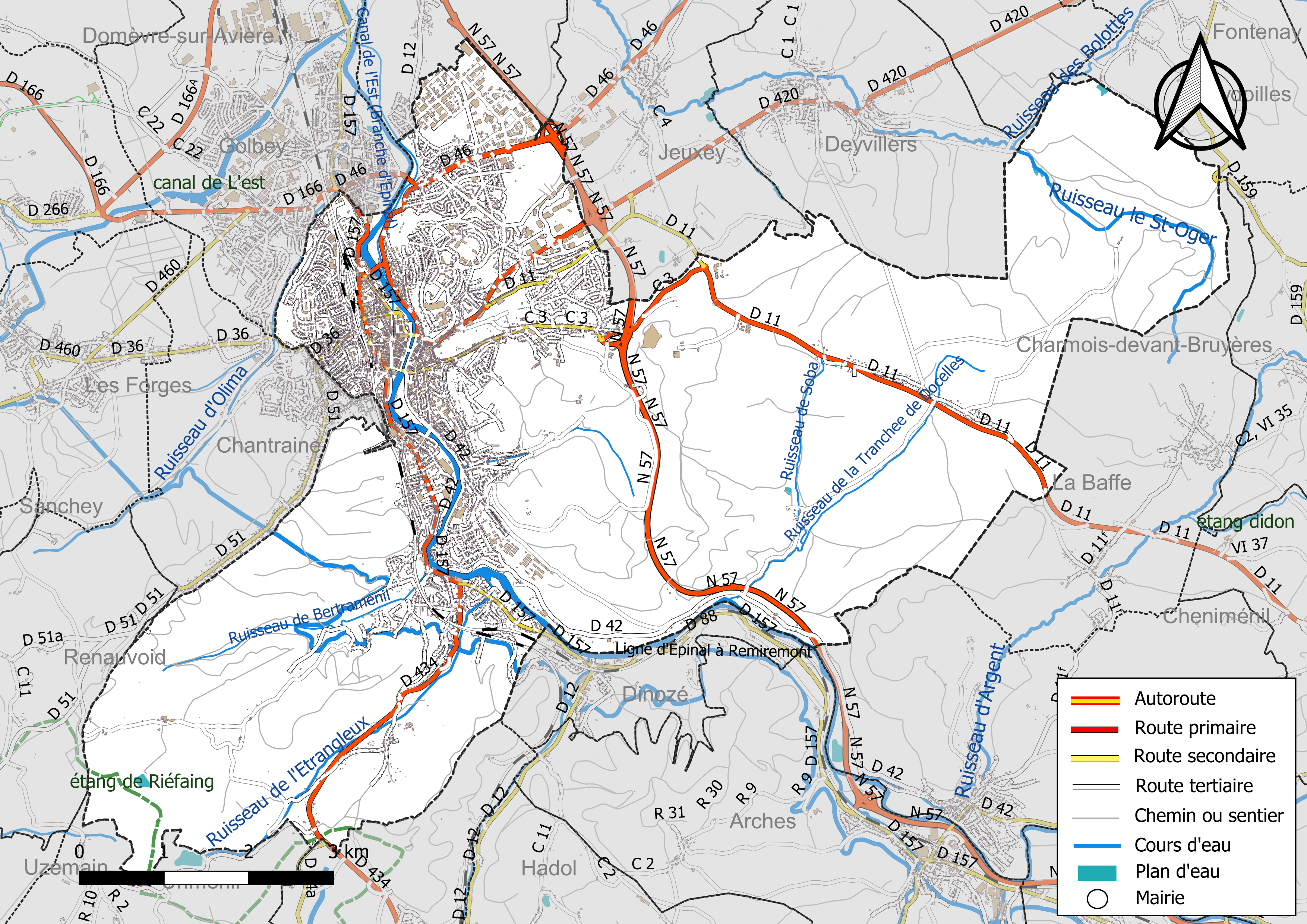
Réseaux hydrographique et routier d'Épinal.

La commune est située pour partie dans le bassin versant du Rhin au sein du bassin Rhin-Meuse et pour partie dans le bassin versant de la Saône au sein du bassin Rhône-Méditerranée-Corse.
Elle est drainée par la Moselle, la rigole d'alimentation du réservoir de Bouzey, le ruisseau le Saint-Oger, le ruisseau de l'Etrangleux, le ruisseau des Bolottes, le ruisseau d'Olima, le canal de l'Est (Branche d'Epinal), le ruisseau de Bertramenil, le ruisseau de la Tranchee de Docelles, le ruisseau de la Vierge (ou des 40 Semaines) et le ruisseau de Soba,.
La Moselle, d’une longueur totale de 560 kilomètres, dont 315 kilomètres en France, prend sa source dans le massif des Vosges au col de Bussang et se jette dans le Rhin à Coblence en Allemagne.
La rigole d'alimentation du réservoir de Bouzey, d'une longueur totale de 41,5 km, prend sa source dans la commune de Saint-Étienne-lès-Remiremont et se jette dans l'Avière à Chaumousey, alimentant le réservoir de Bouzey, après avoir traversé douze communes.
Le ruisseau le Saint-Oger, d'une longueur totale de 17,4 km, prend sa source dans la commune de La Baffe et se jette dans la Moselle à Thaon-les-Vosges, après avoir traversé sept communes.

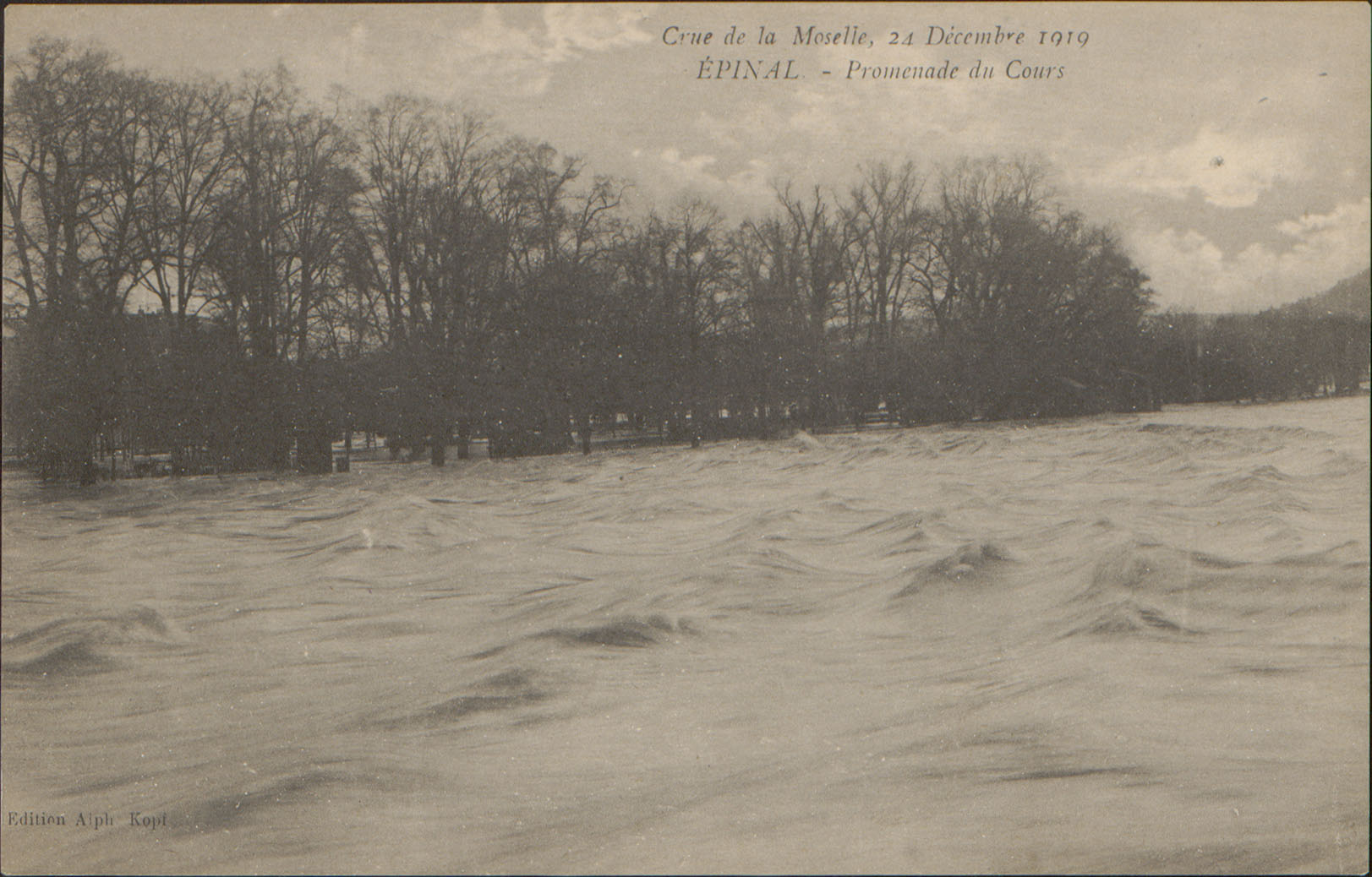
La Promenade du Cours lors de la crue de la Moselle le 24 décembre 1919 (A. Weick).
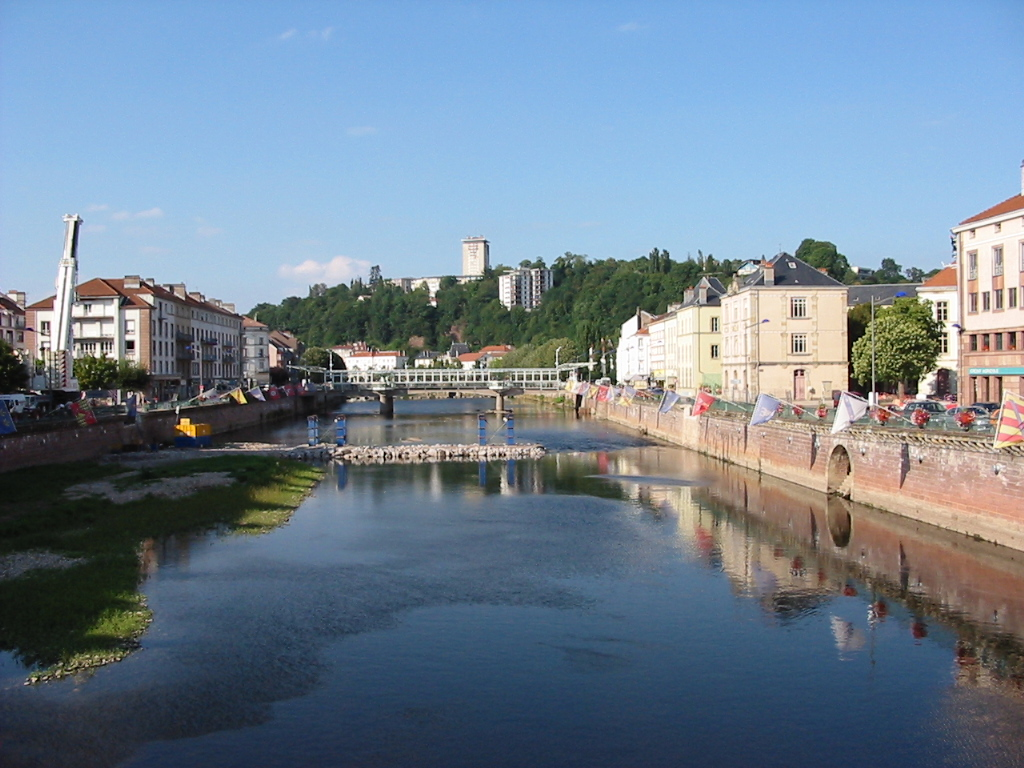
La Moselle dans le centre-ville.

La qualité des eaux de baignade et des cours d’eau peut être consultée sur un site dédié géré par les agences de l’eau et l’Agence française pour la biodiversité.

### Climat
Pour des articles plus généraux, voir Climat du Grand Est et Climat des Vosges.
En 2010, le climat de la commune est de type climat de montagne, selon une étude du Centre national de la recherche scientifique s'appuyant sur une série de données couvrant la période 1971-2000. En 2020, Météo-France publie une typologie des climats de la France métropolitaine dans laquelle la commune est exposée à un climat semi-continental et est dans une zone de transition entre les régions climatiques « Lorraine, plateau de Langres, Morvan » et « Vosges ».
Pour la période 1971-2000, la température annuelle moyenne est de 9,5 °C, avec une amplitude thermique annuelle de 16,9 °C. Le cumul annuel moyen de précipitations est de 1 194 mm, avec 13 jours de précipitations en janvier et 10,5 jours en juillet. Pour la période 1991-2020, la température moyenne annuelle observée sur la station météorologique de Météo-France la plus proche, « Épinal », dans la commune de Dogneville à 6 km à vol d'oiseau, est de 10,3 °C et le cumul annuel moyen de précipitations est de 907,0 mm. 
La température maximale relevée sur cette station est de 39,3 °C, atteinte le 25 juillet 2019 ; la température minimale est de −18,9 °C, atteinte le 12 janvier 1987,,.
| Mois                                             | jan.          | fév.          | mars          | avril        | mai          | juin         | jui.         | août        | sep.         | oct.         | nov.          | déc.          | année      |
| ------------------------------------------------ | ------------- | ------------- | ------------- | ------------ | ------------ | ------------ | ------------ | ----------- | ------------ | ------------ | ------------- | ------------- | ---------- |
| Température minimale moyenne (°C)                | −0,9          | −0,8          | 1,2           | 3,7          | 7,8          | 11,3         | 13,2         | 12,9        | 9,3          | 6,5          | 2,7           | 0,2           | 5,6        |
| Température moyenne (°C)                         | 2             | 2,9           | 6,2           | 9,5          | 13,5         | 17,1         | 19,1         | 18,9        | 14,8         | 10,8         | 5,9           | 3             | 10,3       |
| Température maximale moyenne (°C)                | 4,9           | 6,6           | 11,1          | 15,3         | 19,2         | 22,9         | 25,1         | 24,9        | 20,3         | 15,2         | 9,2           | 5,7           | 15         |
| Record de froid (°C) date du record              | −18,9 12.1987 | −17,1 07.1991 | −17,8 01.2005 | −7,5 08.2003 | −1,6 01.1989 | 0,9 03.2006  | 4,4 31.2015  | 2,6 30.1998 | −0,6 29.1987 | −6,7 30.1997 | −13,6 23.1998 | −18,8 24.2001 | −18,9 1987 |
| Record de chaleur (°C) date du record            | 17,4 05.1999  | 20,6 27.2019  | 24,5 31.2021  | 27,6 27.1993 | 31 25.2009   | 36,8 18.2022 | 39,3 25.2019 | 38 09.2003  | 32,8 15.2020 | 27,9 08.2023 | 23,1 08.2015  | 17,8 16.1989  | 39,3 2019  |
| Ensoleillement (h)                               | 62,6          | 86,5          | 142,5         | 177,5        | 206,5        | 225,1        | 237,7        | 220,5       | 170,5        | 112,8        | 63,9          | 53,8          | 1 759,8    |
| Précipitations (mm)                              | 76,7          | 65            | 67,1          | 61,8         | 82,1         | 73,1         | 71,5         | 72,6        | 77,1         | 88,8         | 83,1          | 88,1          | 907        |
| dont nombre de jours avec précipitations ≥ 1 mm  | 12,3          | 10,8          | 10,7          | 9,8          | 11,8         | 10,6         | 10,7         | 10,1        | 9,4          | 11,7         | 12,2          | 13,4          | 133,5      |
| dont nombre de jours avec précipitations ≥ 5 mm  | 5,6           | 4,7           | 4,7           | 4,5          | 5,8          | 5,1          | 5,1          | 4,9         | 5            | 6,1          | 5,5           | 6,5           | 63,6       |
| dont nombre de jours avec précipitations ≥ 10 mm | 2,1           | 1,8           | 1,9           | 1,8          | 2,8          | 2,3          | 2            | 2,2         | 2,5          | 3            | 2,3           | 3,1           | 27,8       |

| Diagramme climatique                                  |           |             |             |             |              |              |              |             |             |            |            |
| J                                                     | F         | M           | A           | M           | J            | J            | A            | S           | O           | N          | D          |
| 4,9−0,976,7                                           | 6,6−0,865 | 11,11,267,1 | 15,33,761,8 | 19,27,882,1 | 22,911,373,1 | 25,113,271,5 | 24,912,972,6 | 20,39,377,1 | 15,26,588,8 | 9,22,783,1 | 5,70,288,1 |
| Moyennes : • Temp. maxi et mini °C • Précipitation mm |           |             |             |             |              |              |              |             |             |            |            |

Les paramètres climatiques de la commune ont été estimés pour le milieu du siècle (2041-2070) selon différents scénarios d'émission de gaz à effet de serre à partir des nouvelles projections climatiques de référence DRIAS-2020. Ils sont consultables sur un site dédié publié par Météo-France en novembre 2022.

### Paysages et espaces verts
Le cadre est verdoyant, les forêts de résineux et de hêtres des plateaux sont visibles du centre-ville.
Épinal contient plusieurs espaces verts. La ville a d’ailleurs reçu le diplôme de Lauréat International des Villes les plus fleuries et arbore aujourd’hui encore quatre fleurs sur les panneaux d’entrées de ville.
- Le parc du Cours[30] : grand parc public le long de la Moselle, créé au début du siècle. Trente corbeilles y sont plantées chaque année, en mosaïculture.
- La roseraie de la Maison Romaine : étonnante et magnifique reproduction d’une maison de Pompéi, construite en 1905 par la veuve d’un riche industriel qui se ruina dans cette aventure. Cette maison, devenue bibliothèque, est entourée d’une belle roseraie : plus de 500 espèces différentes y sont plantées.
- Le parc du château : parc animalier de 23 ha situé autour des ruines du château.
- Le jardin médiéval reconstitué au pied du château et la vigne qui nous rappelle que jadis, on faisait du vin à Épinal.
- Le port d’Épinal : trois hectares de verdure en centre-ville.
- L'Île sous la Gosse : petit parc boisé situé entre le port d'Épinal et Golbey.
- Le jardin des Cinq-Sens près de la maison de retraite.

## Urbanisme

### Typologie
Épinal est une commune urbaine, car elle fait partie des communes denses ou de densité intermédiaire, au sens de la grille communale de densité de l'Insee,,,.
Elle appartient à l'unité urbaine d'Épinal, une agglomération intra-départementale regroupant 12 communes et 61 488 habitants en 2017, dont elle est ville-centre,.
Par ailleurs la commune fait partie de l'aire d'attraction d'Épinal, dont elle est la commune-centre. Cette aire, qui regroupe 118 communes, est catégorisée dans les aires de 50 000 à moins de 200 000 habitants,.

### Occupation des sols

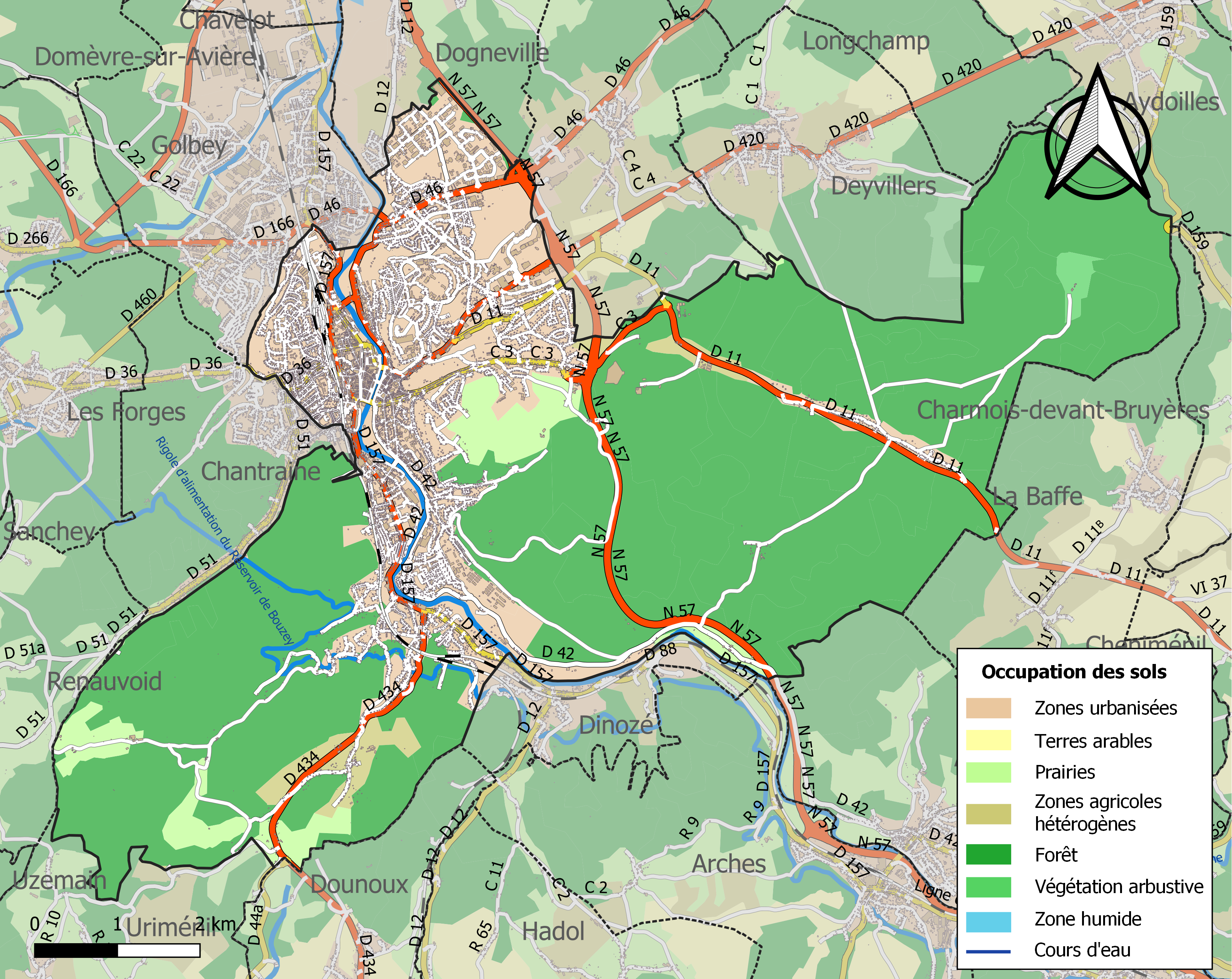
Carte des infrastructures et de l'occupation des sols de la commune en 2018 (CLC).

L'occupation des sols de la commune, telle qu'elle ressort de la base de données européenne d’occupation biophysique des sols Corine Land Cover (CLC), est marquée par l'importance des forêts et milieux semi-naturels (67,3 % en 2018), une proportion sensiblement équivalente à celle de 1990 (66,8 %). La répartition détaillée en 2018 est la suivante : forêts (66,8 %), zones urbanisées (17,7 %), zones industrielles ou commerciales et réseaux de communication (5,6 %), prairies (4,6 %), espaces verts artificialisés, non agricoles (2,8 %), zones agricoles hétérogènes (2,1 %), milieux à végétation arbustive et/ou herbacée (0,5 %). L'évolution de l’occupation des sols de la commune et de ses infrastructures peut être observée sur les différentes représentations cartographiques du territoire : la carte de Cassini (XVIIIe siècle), la carte d'état-major (1820-1866) et les cartes ou photos aériennes de l'IGN pour la période actuelle (1950 à aujourd'hui).

### Morphologie urbaine
Épinal est clairement divisée en deux pôles, de part et d’autre de la Moselle. Rive droite ou quartier historique (hôtel de ville, palais de justice, marché, théâtre, basilique, préfecture, Conseil général, restaurants, cinéma) et rive gauche (commerces, musée, gares) ou nouvelle ville. Chacun de ces deux pôles a pour centre une place importante ; place des Vosges sur la rive droite de la Moselle et place des Quatre-Nations sur la rive gauche.

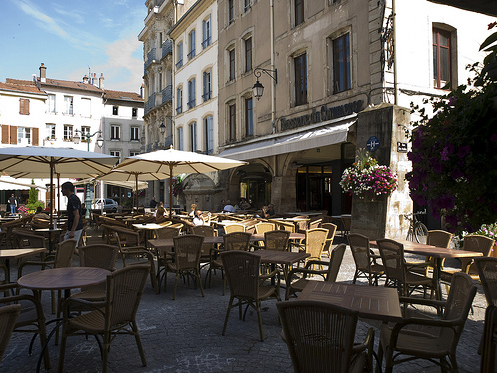
La place des Vosges et ses terrasses.
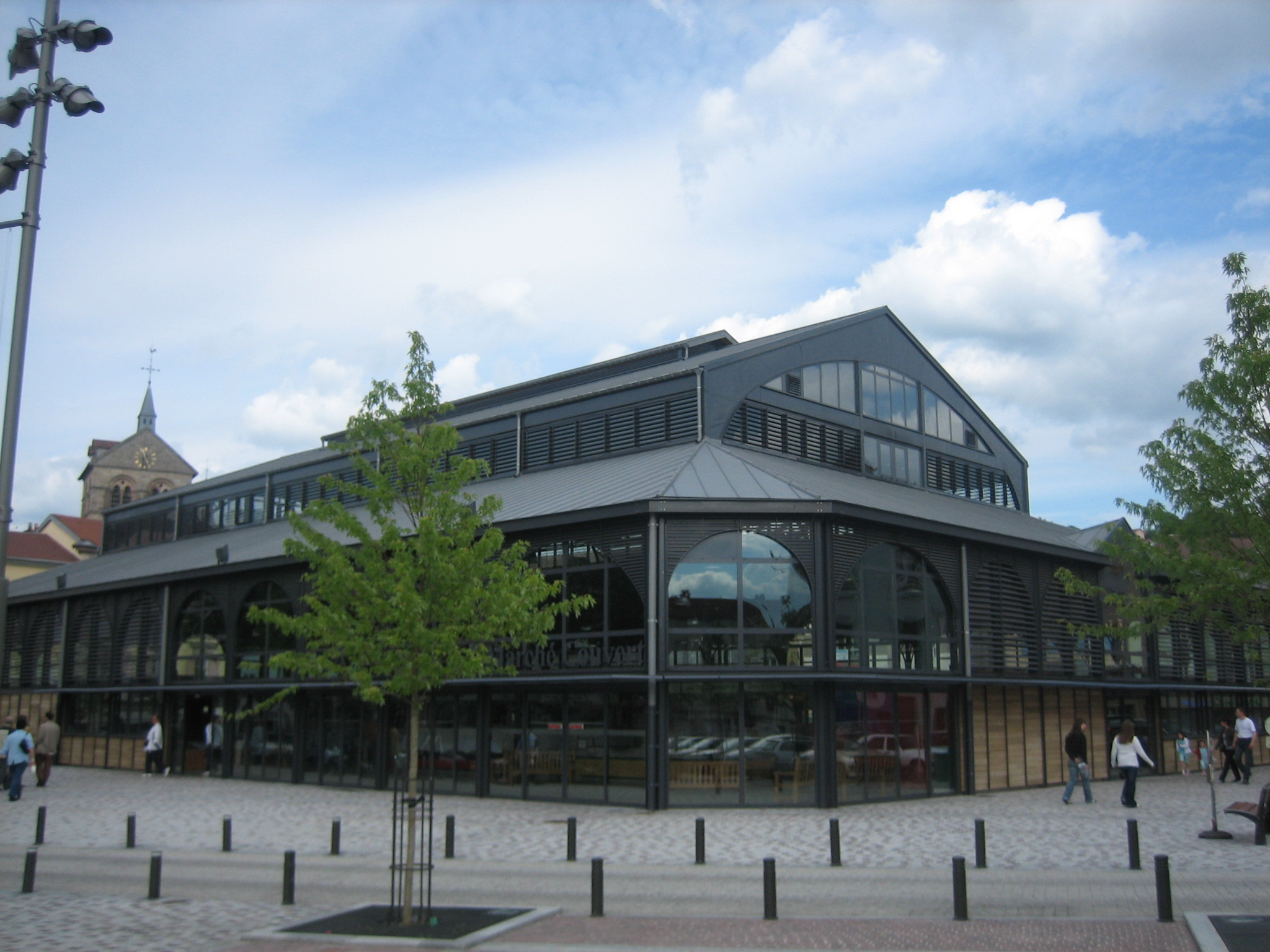
Le marché couvert rénové en 2005[41].
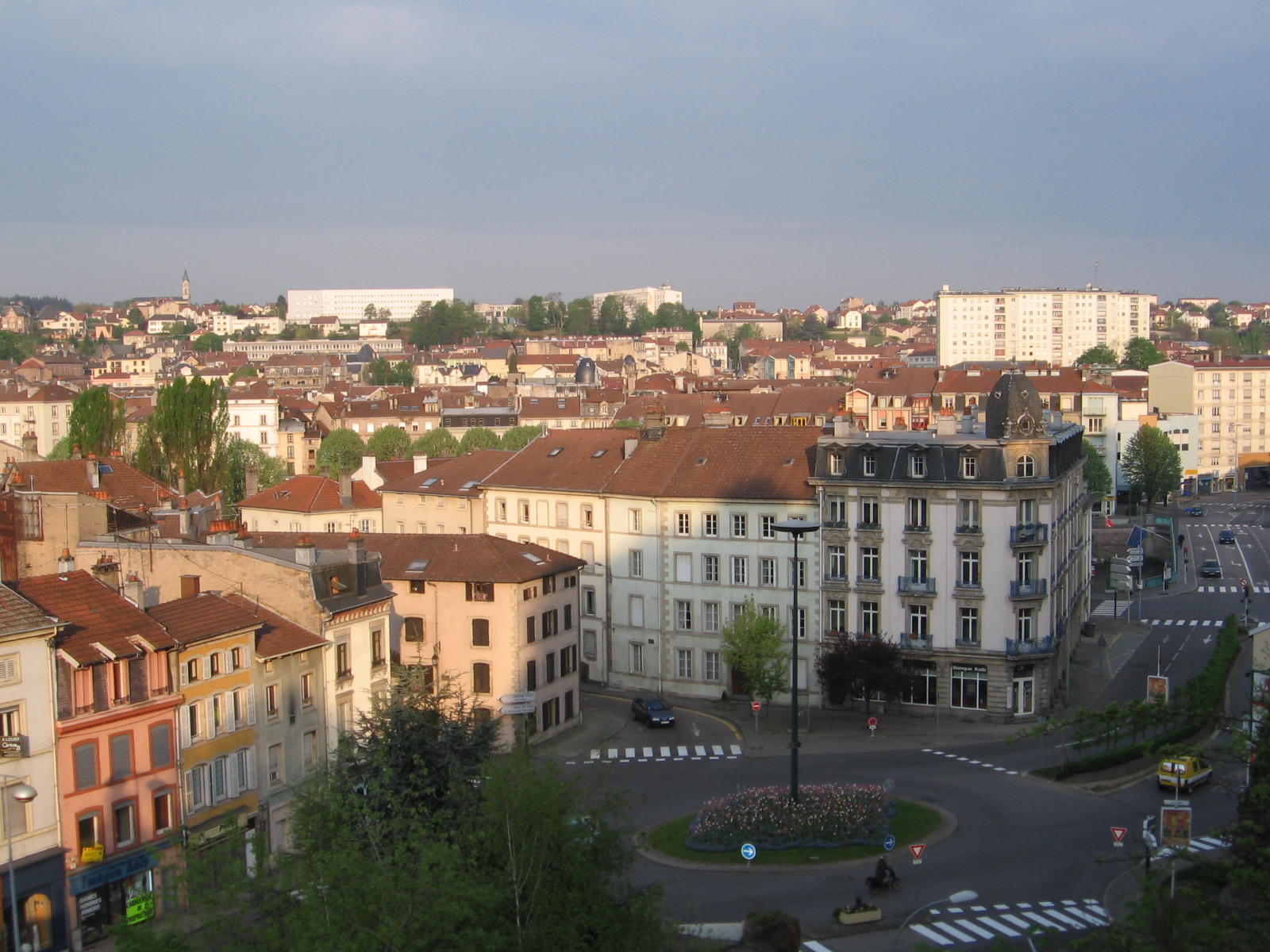
Place Guilgot.
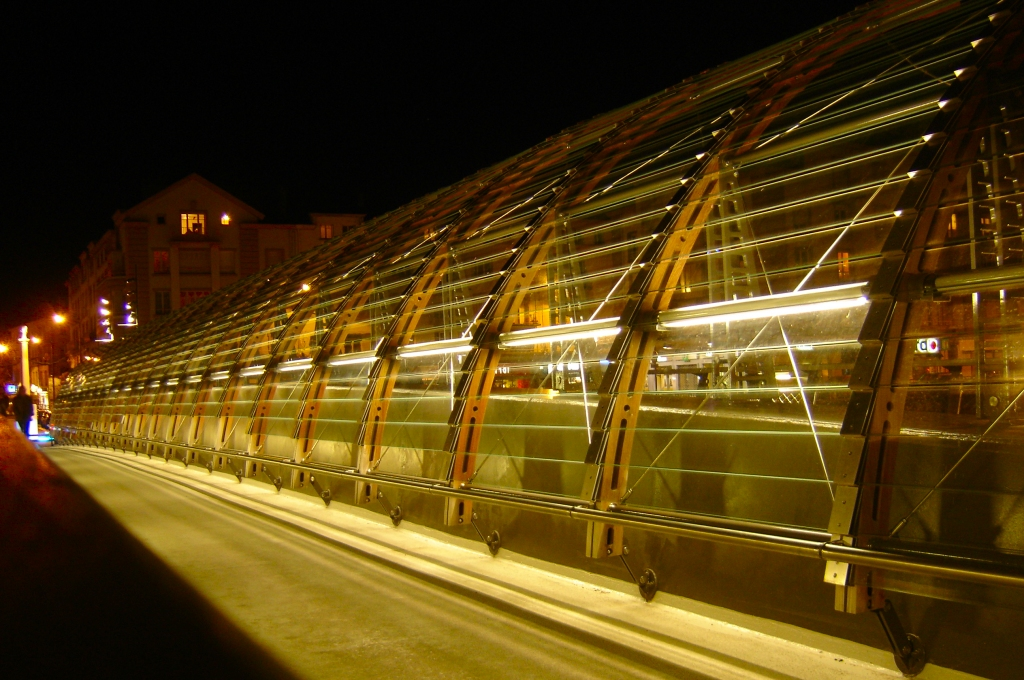
La passerelle de nuit[42].
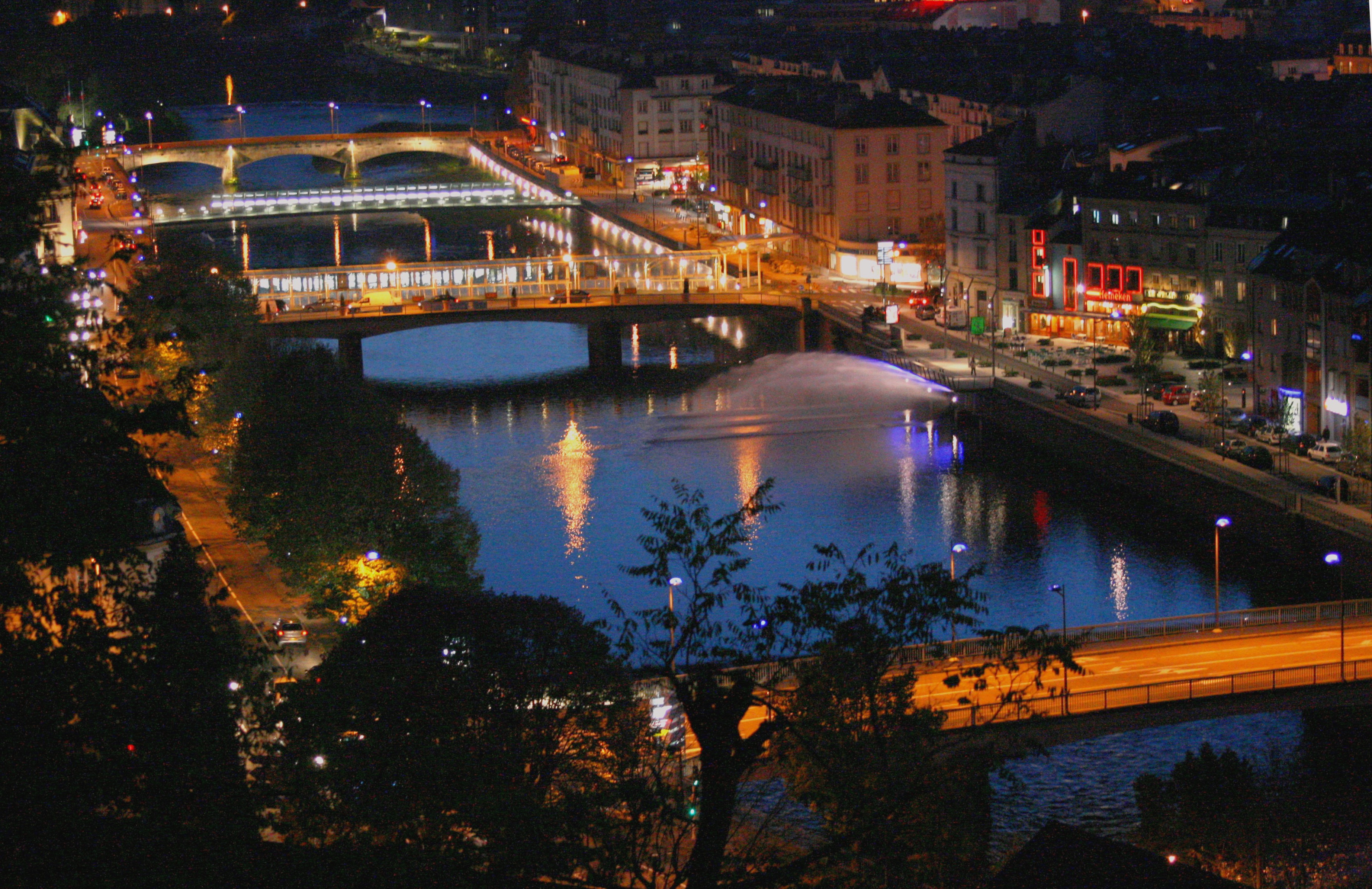
Épinal "de nuit".
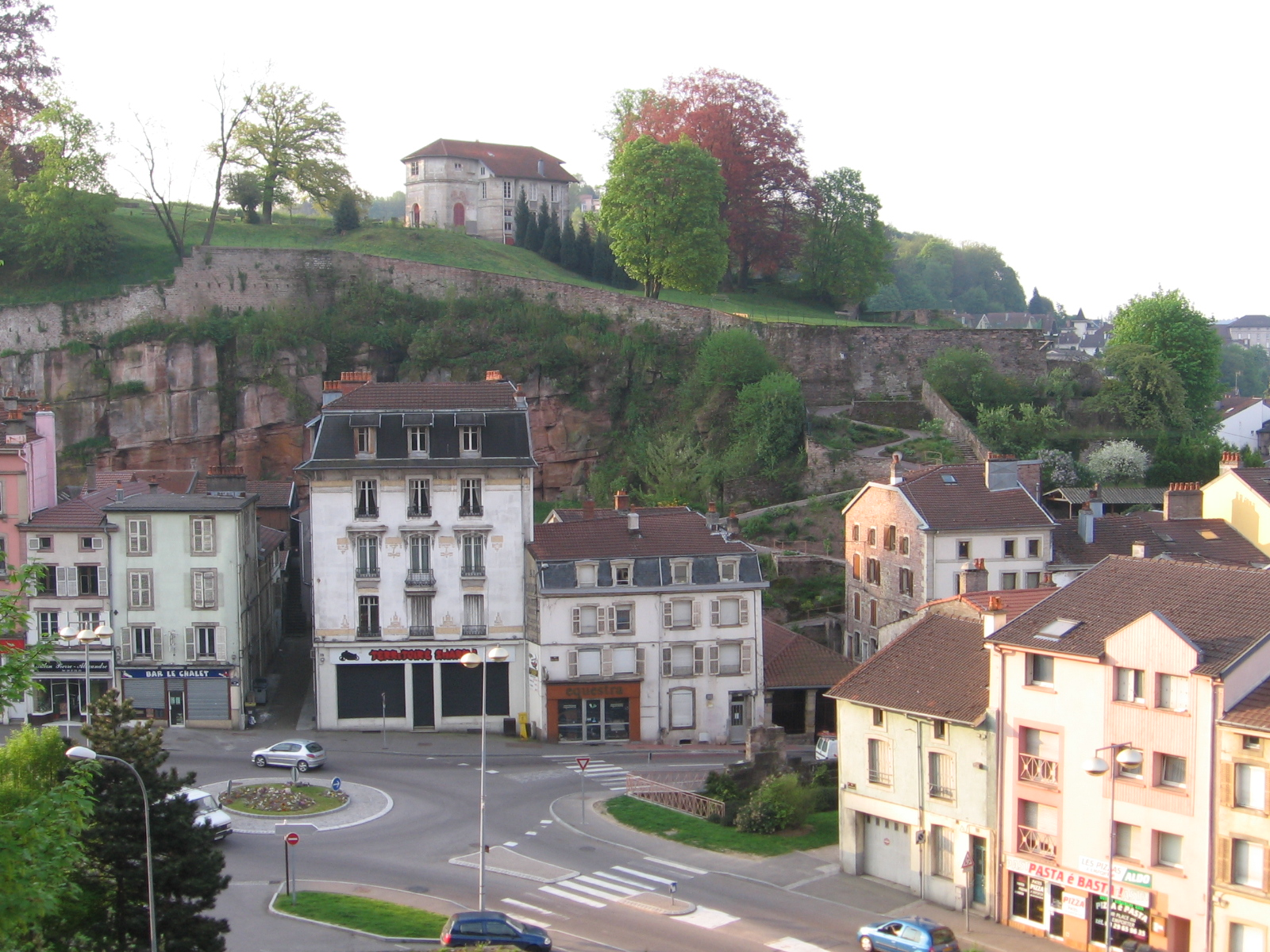
Angle rue Saint-Michel/rue Entre-Les-Deux-Portes et les ruines du château en haut.
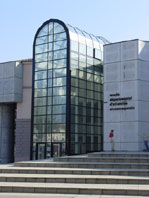
Le musée départemental d’Art ancien et contemporain.
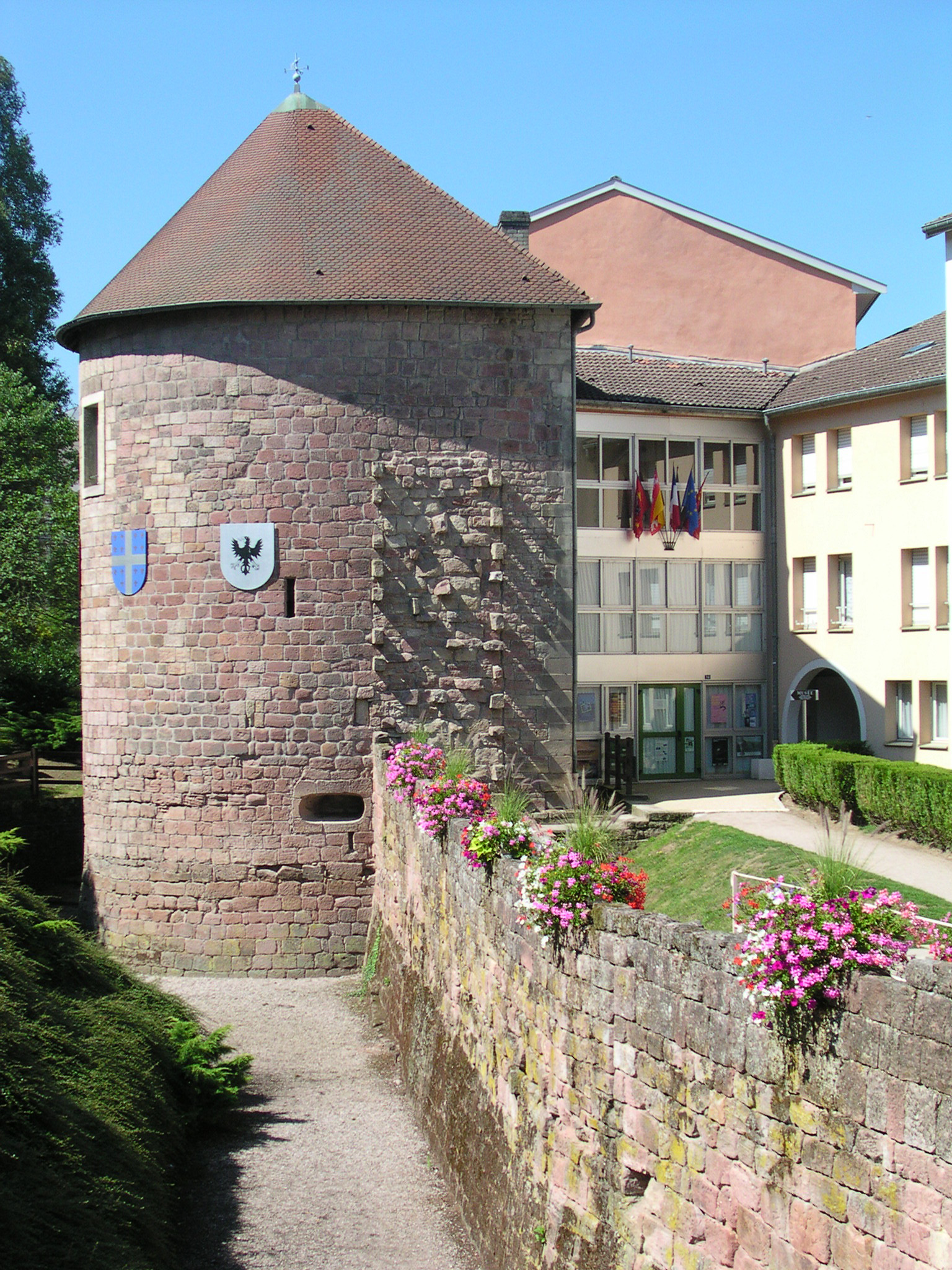
Le musée du Chapitre et les anciennes fortifications.
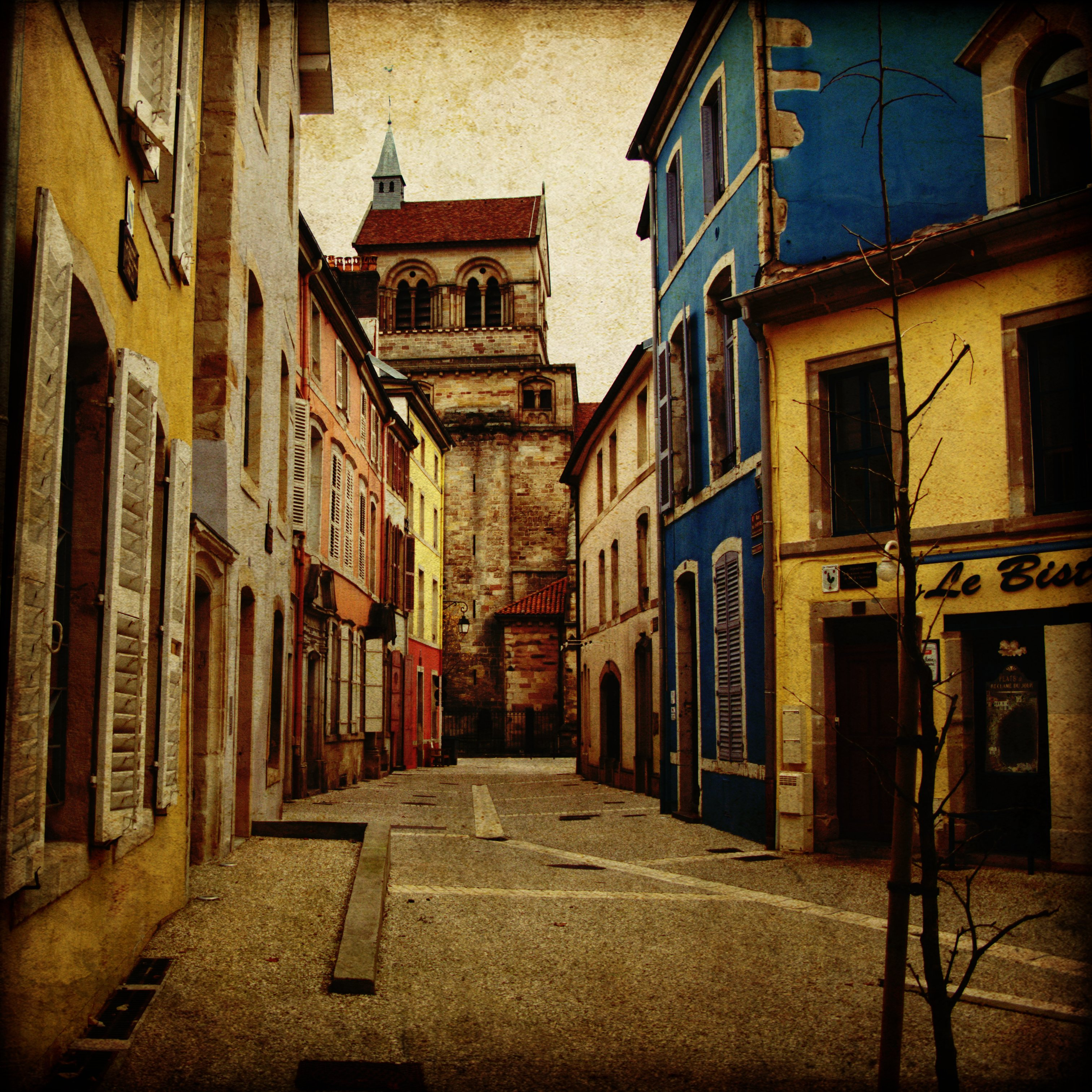
Anciennes ruelles.
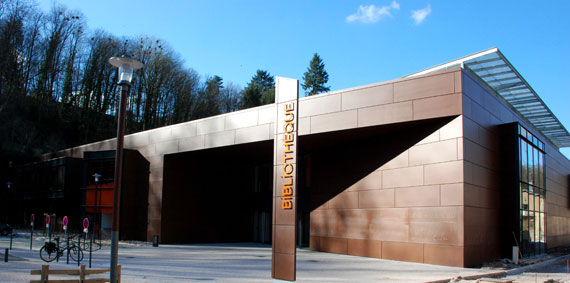
La bibliothèque multimédia intercommunale.
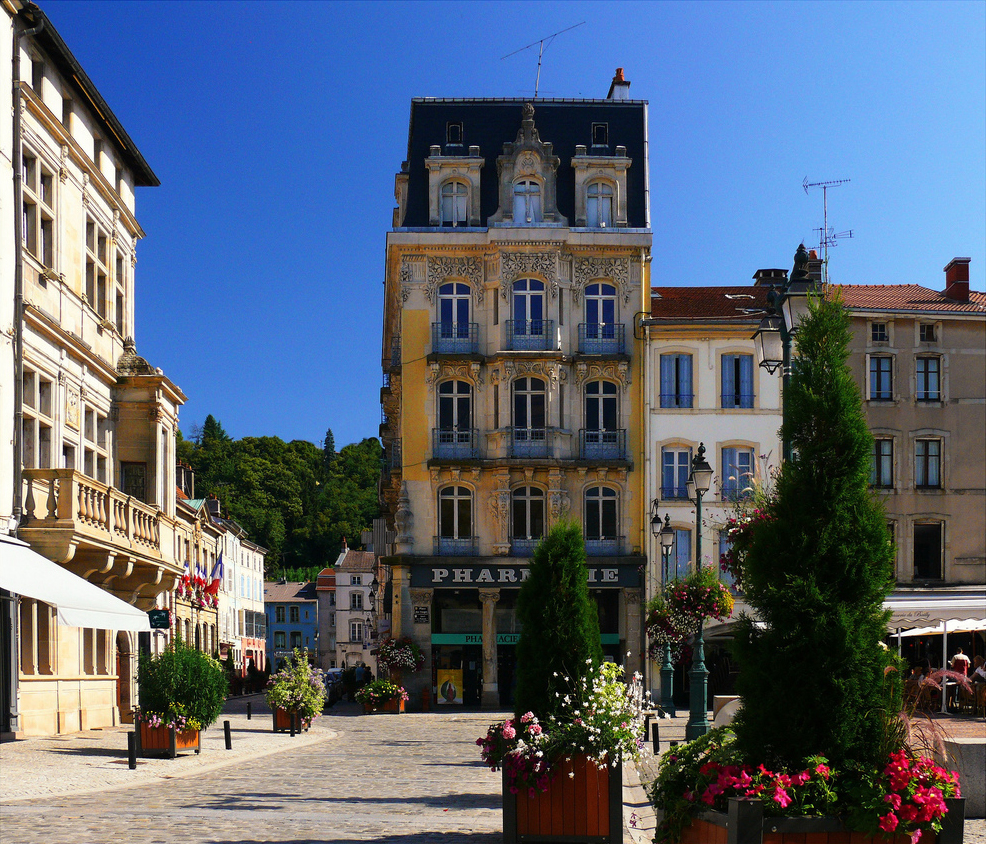
La place des Vosges.
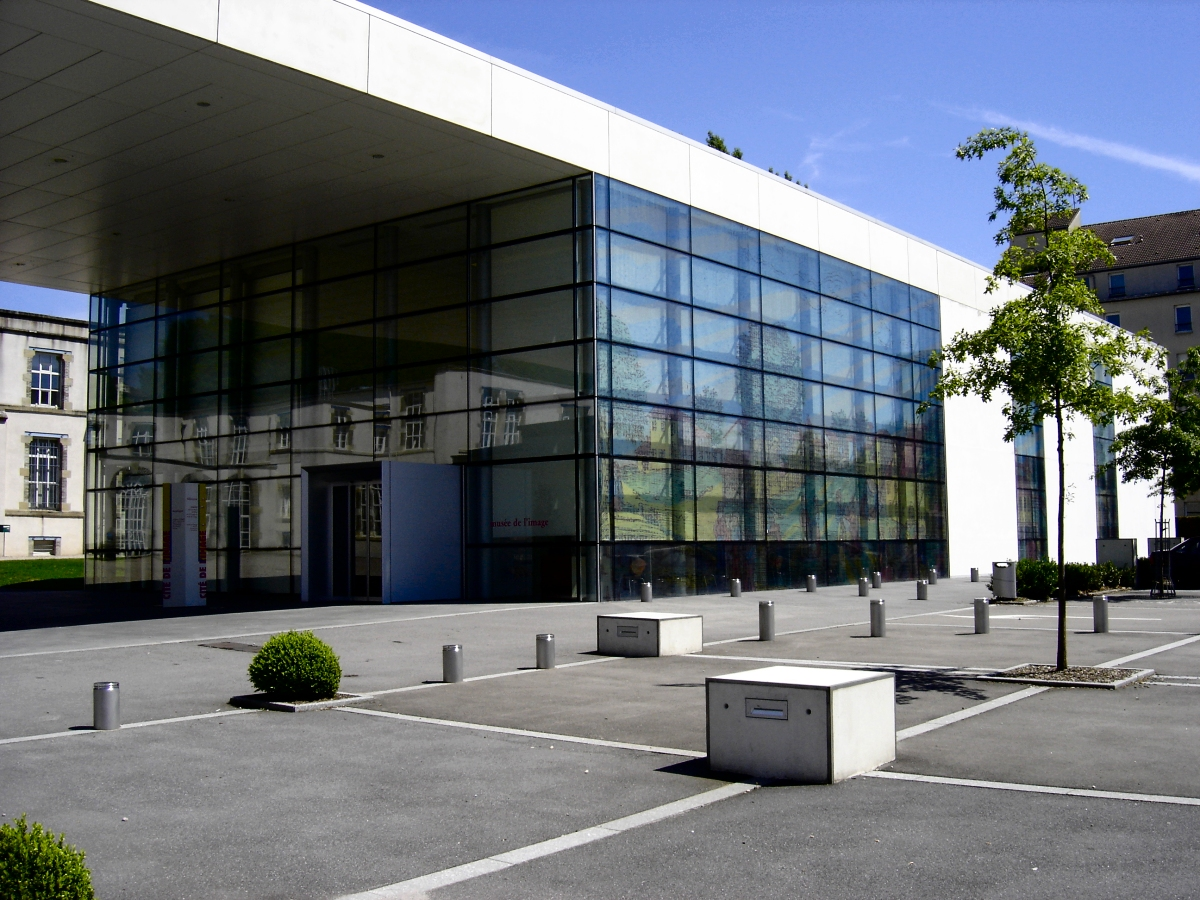
Le musée de l'Image.

### Quartiers
La ville se compose de dix quartiers constitutifs.

### Habitat et logement
En 2021, le nombre total de logements dans la commune était de 19 086, alors qu'il était de 18 684 en 2016 et de 18 203 en 2011.
Parmi ces logements, 84,1 % étaient des résidences principales, 2,2 % des résidences secondaires et 13,7 % des logements vacants. Ces logements étaient pour 30,5 % d'entre eux des maisons individuelles et pour 68,6 % des appartements.
Le tableau ci-dessous présente la typologie des logements à Épinal en 2021 en comparaison avec celle des Vosges et de la France entière. Une caractéristique marquante du parc de logements est ainsi la faible proportion des résidences secondaires et logements occasionnels (2,2 %) par rapport au département (10,1 %) et à la France entière (9,7 %).
| Typologie                                               | Épinal | Vosges | France entière |
| ------------------------------------------------------- | ------ | ------ | -------------- |
| Résidences principales (en %)                           | 84,1   | 78,9   | 82,2           |
| Résidences secondaires et logements occasionnels (en %) | 2,2    | 10,1   | 9,7            |
| Logements vacants (en %)                                | 13,7   | 11     | 8,1            |

La commune respecte les obligations qui lui sont faites par l'article 55 de la loi SRU de disposer d'au moins 20 % de son parc de résidences principales constituées de logements sociaux

### Travaux et projets
Cette section ne s'appuie pas, ou pas assez, sur des sources secondaires ou tertiaires indépendantes du sujet. Le texte peut contenir des analyses inexactes ou inédites de sources primaires.
Pour l'améliorer, ajoutez-en, ou placez des modèles {{Source secondaire souhaitée}} ou {{Source secondaire nécessaire}} sur les passages mal sourcés. (mars 2024)
- Depuis 2004, la municipalité s'est lancée dans un vaste programme de transformation du centre-ville en liaison avec le Plan de Déplacements Urbains (PDU) approuvé par la commune en 2000.

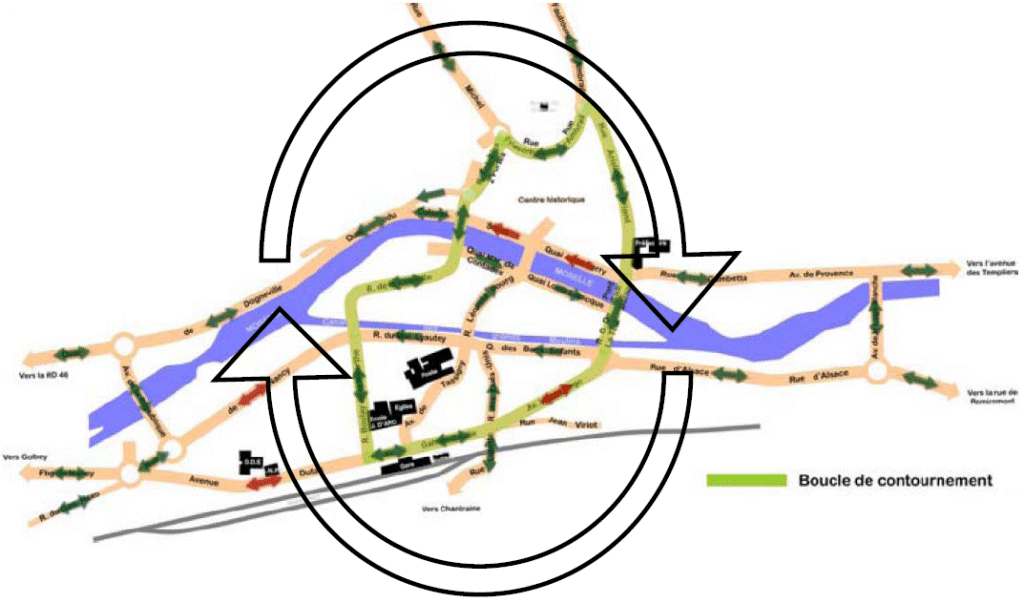
Projet de boucle de contournement de l'hyper centre.

D'abord entamés avec la rénovation de la rue des États-Unis et de la rue des Minimes, puis par la construction d'une nouvelle passerelle et de la rénovation complète de l'ancien marché couvert et de ses abords, les travaux ont ensuite visé le réaménagement des places de la ville et de ses rues : place de la Chipotte, place Stein, place Pinau, quais de Contades et Sérot, quais Ferry et Lapicque.
Le secteur de la gare SNCF s'est vu également restructuré.
Les réaménagements se sont donc accompagnés de différentes réflexions, sur les déplacements doux, l’accessibilité à tous des transports en commun, l’offre de stationnement, et enfin sur le schéma de circulation.

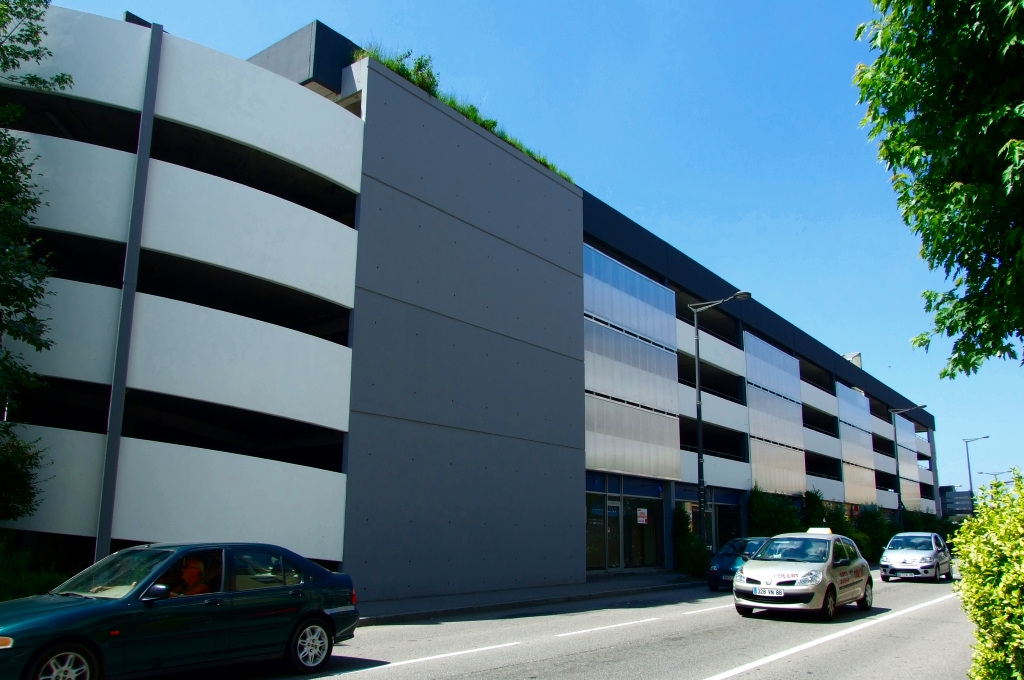
Le parking aérien de la Gare (205 places).

Les préconisations du plan de déplacements urbains ont servi de base de travail ; différentes études (comptage de véhicules, identification origine-destination des flux) ont permis de vérifier certaines hypothèses et d’ajuster les propositions.
Concrètement, les axes Victor-Hugo/Dutac, la rue de Nancy et le quai des Bons-Enfants seront mis en double sens et le sens de la rue des Petites-Boucheries sera inversé. Une boucle de contournement du centre-ville sera ainsi constituée pour sortir le transit de l’hypercentre et la place des Quatre-Nations aura une vocation unique de pôle de transports urbains en 2011.
Le centre-ville d'Épinal présente plus de 4 300 places de stationnement sur voirie dont plus des deux tiers sont gratuites.
Le stationnement payant est concentré sur l'hypercentre, avec près de 1 400 places. En limitant dans la durée le stationnement dans ces secteurs, l'objectif est d'assurer la rotation des véhicules pour faciliter l'accès de la clientèle aux commerces et services.
La société Q-Park, qui est chargée du stationnement par délégation depuis 2008, a réalisé une rénovation des parkings en ouvrage (Gare, 205 places ; Marché-Couvert, 38 places ; Saint-Nicolas, 410 places) et créé des parkings en enclos : Clemenceau (57 places) et de-Lattre (57 places). De plus, en 2018, est créé un nouveau parking en ouvrage pour compenser la disparition des parkings de places Henry et de l'Âtre.
- En 2019, les places Edmond-Henry et de l'Âtre situées de part et d'autre de la basilique Saint-Maurice, sont complètement refondées pour en faire une zone de rencontre importante du centre-ville d'Épinal. En 21 mois, les places qui servaient de parkings austères, se sont transformées en véritable zone piétonne. Une fontaine est aménagée autour de la basilique tandis que des jets d’eau rafraîchiront, l’été, les passants entre les terrasses des restaurants. Deux ans plus tard, c'est au tour de la rue Abbé Friesenhauser de faire peau neuve, conférant à la vieille ville une très bonne qualité d'accès.

### Voies de communication et transports
Située au cœur de l'Europe, le long de la vallée de la moyenne Moselle, Épinal est à la croisée de chemins commerciaux, industriels et touristiques, au carrefour de l'Allemagne, de la Belgique, du Luxembourg et de la Suisse.

#### Voies routières

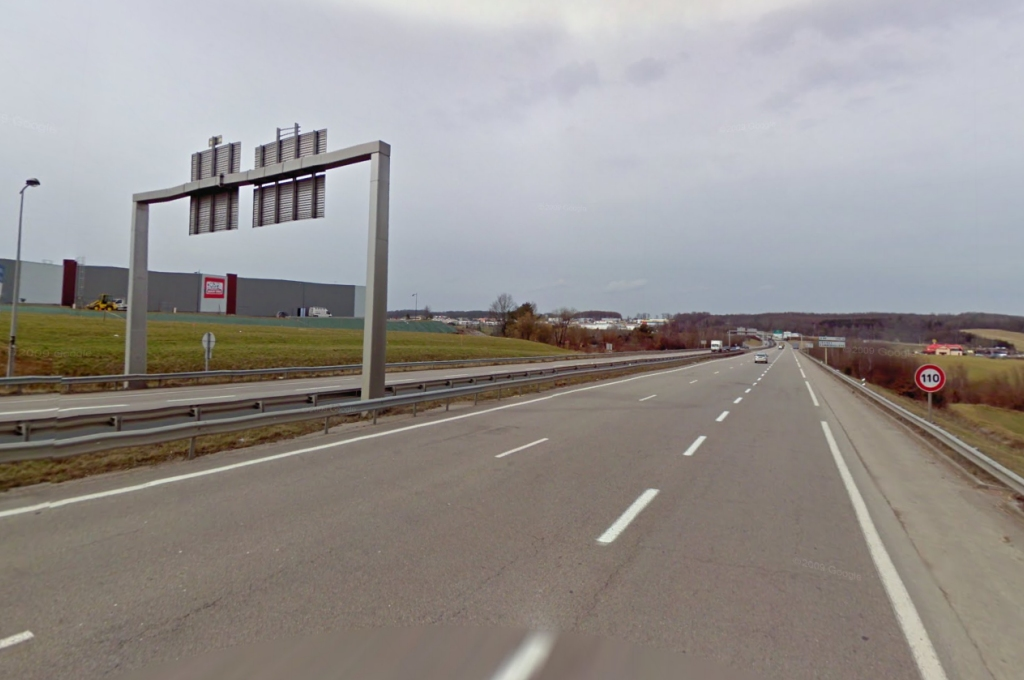
La RN 57 dans l'agglomération spinalienne.

Véritablement au cœur du réseau routier départemental, Épinal dispose depuis une quarantaine d'années d'une desserte nord-sud (RN 57 / E23) la situant à 75 km (0 h 40) de Nancy, 130 km (1 h 15) de Metz et ouvrant l'accès tant à l'Europe du Nord (A31) qu'à la Franche-Comté, l'Alsace et la Suisse (RN 66).
Dans le sens est-ouest, la ville bénéficie également d'un accès privilégié à l'Ouest vosgien grâce à la RD 166 doublée entre Uxegney et Dompaire. Un projet est porté dans les années 2010 par le Conseil général pour doubler la RD 46 depuis Épinal en direction de l'Alsace et de Saint-Dié-des-Vosges (Y vosgien). En effet, l'évolution du trafic entre Épinal et Rambervillers - passé de 6 180  à   8 160 véhicules par jour (soit une progression de 32 %) entre 1994 et 2004 - fait que le Conseil général des Vosges a choisi de concentrer prioritairement ses moyens sur cette section de l'axe est-ouest. Un nouvel échangeur avec la RN 57 pourrait également voir le jour dans le secteur de La Voivre à Épinal pour raccorder cette nouvelle voie mais la suppression envisagée de l'échangeur actuel de Jeuxey est contestée par la population en raison des nombreux flux locaux dans le secteur, notamment occasionnés par la présence de zones commerciales. D'ailleurs, en octobre 2021, après 1 an de travaux, le nouvel échangeur de Jeuxey dit « à doubles lunettes » réalisé pour fluidifier la circulation entre Épinal et la voie rapide pour se diriger vers Nancy ou vers Remiremont est opérationnel.
La RN 57 sur le secteur de l'agglomération spinalienne sert également de rocade est. Plus de 31 000 véhicules (dont 12,7 % de poids lourds) y circulent quotidiennement (chiffres de 2004).
La RD 166A, quant à elle, supporte le trafic nord. À long terme, est projeté pour l'agglomération un projet de rocade sud ― sud-ouest afin de créer une véritable rocade complète de transit.

#### Transport ferroviaire
Depuis l'arrivée du TGV Est européen le 10 juin 2007, Épinal est à 2 h 20 min de Paris avec deux allers-retours quotidiens. Parallèlement, dans le cadre d'un partenariat avec les collectivités territoriales, la création d'un pôle d'échanges multimodal pour faciliter les déplacements et les transferts entre les différents modes de transport a vu le jour. De plus, depuis 2008, l’Association pour la liaison de la Lorraine et du Nord franc-comtois au TGV Rhin-Rhône, présidée par le député-maire d'Épinal Michel Heinrich, œuvre pour que le projet d’électrification de la ligne ferroviaire Épinal ― Belfort prenne corps (les liaisons vers la Franche-Comté et le Sud Alsace étant pour l'heure de médiocre qualité). L’électrification de la ligne permettrait de relier le TGV Est au TGV Rhin-Rhône. Cette ouverture du Sud Lorraine offre de nouvelles perspectives pour de nombreux voyageurs et des enjeux économiques et sociaux importants. Le Luxembourg et les villes du Sillon lorrain (Thionville, Metz, Nancy, Épinal) pourraient ainsi être reliées au bassin lyonnais et au Grand Sud ; Épinal serait par exemple à 1 h 56 min de Lyon.

#### Transports urbains

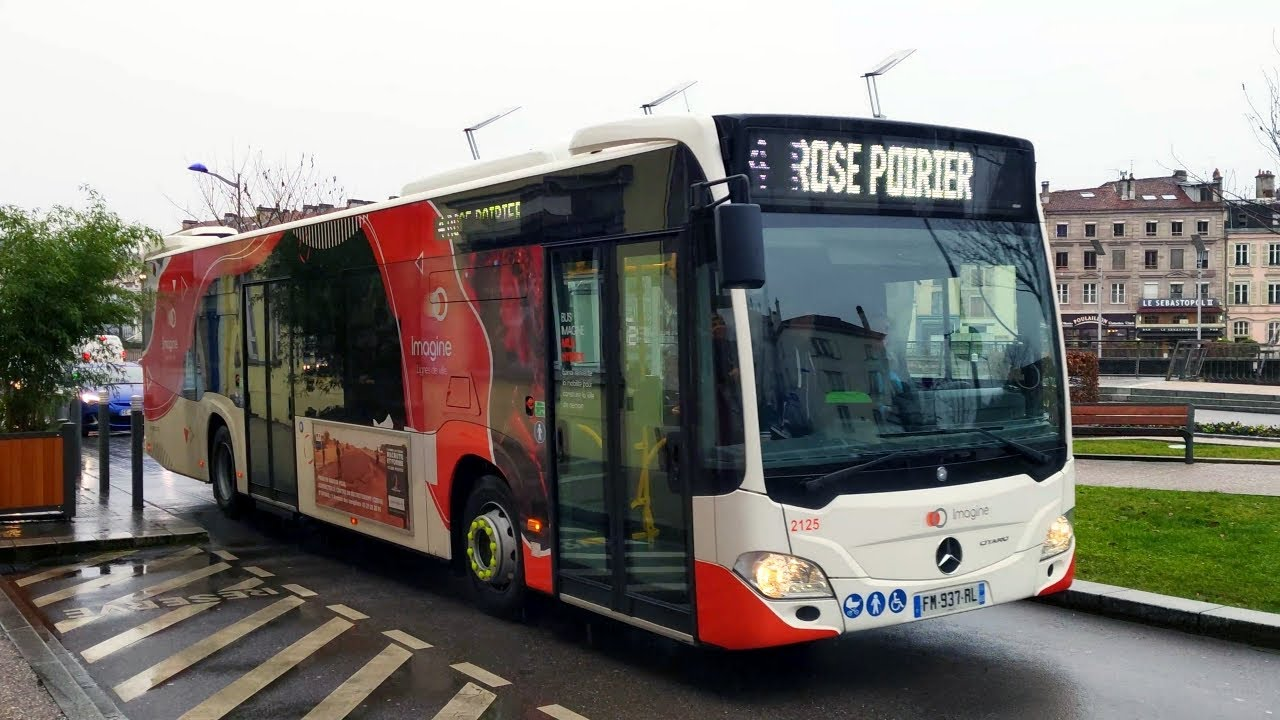
Bus du réseau Imagine.

- Transports en commun : Le transport en commun urbain est assuré par l'agglomération sous le nom commercial Imagine et est exploité par l'entreprise Kéolis Épinal. Le réseau est constitué de 10 lignes qui relient également des communes limitrophes à partir du centre-ville spinalien : Golbey, Chantraine, Dinozé, Jeuxey, Chavelot ou Thaon-les-Vosges[46] notamment. 7 des 8 lignes urbaines de bus du réseau Imagine transitent par un pôle d'échange central situé place des Quatre-Nations. Le réseau Imagine comprend :
  - huit lignes urbaines fonctionnant de 6 h à 20 h 30 tous les jours de la semaine et les week-ends avec une fréquence réduite le dimanche et les jours fériés ;
  - du transport à la demande sur l'ancienne commune de Saint-Laurent ;
  - un service de transport de personnes à mobilité réduite (PMR) appelé Cap'Imagine et effectué à l'aide de plusieurs minibus spécialement aménagés ;
  - un réseau de soirée gratuit les vendredi et samedi soir jusqu'à minuit.
  - un parking relais P+R à l'entrée Est de la ville, à côté du Centre des congrès ;
  - 460 vélos à assistance électrique en libre service répartis dans 77 stations équipées de bornes de recharge automatique sous le nom commercial Vilvolt.
  - une navette gratuite de centre ville électrique qui fonctionne du lundi au samedi, de 8 h 45 à 12 h 30 et de 13 h 45 à 19 h 30, avec une fréquence de passage toutes les 10 minutes permet de relier, en moins de cinq minutes, le grand parking gratuit du Champ de Mars (2 000 places) au centre-ville.

L'exploitation du réseau Imagine est confiée par l'agglomération à une société privée (Keolis Épinal, filiale de Keolis) dans le cadre d'un contrat de délégation de service public opérationnel depuis le 1er janvier 2012.
Depuis plusieurs années, tous les bus du réseau, un peu plus d'une trentaine, ainsi que les principaux arrêts sont équipés d'un système d'affichage dynamique en temps réel. La requalification de la place des Quatre-Nations en un pôle d'échanges central pour toutes les lignes du réseau, et exclusivement réservé aux bus et aux piétons est en projet, tout comme la poursuite du développement du réseau dans l'agglomération spinalienne.
Depuis 2020, le réseau Imagine a remplacé tous ses véhicules par de nouveaux bus hybrides, économiques et rejetant moins de CO2.

#### Pistes cyclables
Des pistes cyclables ont été aménagées depuis le début des années 2000 en centre-ville par la ville et la communauté d'agglomération d'Épinal. Le réseau de pistes cyclables est destiné aux trajets domicile-travail et fréquenté avant tout pour le loisir. Une grande piste relie le port au réservoir de Bouzey (13 km). La ville a également mis en place une agence de location de bicyclettes au port (Vélo Bleu). La Communauté d'agglomération d'Épinal a notamment installer plusieurs stations de vélos électriques en location courte durée (VilVolt).
Épinal se trouve dans les grands itinéraires Véloroutes et Voies Vertes de France et pourrait aussi s'inscrire dans le programme de l'EuroVelo 6 (EV 6).

#### Transport fluvial
Dans le cadre des travaux réalisés au port au début des années 2000, un effort tout particulier a été fait à destination des plaisanciers. Ce sont 32 points d'amarrage avec bornes d'eau et d'électricité qui sont en service. Les sanitaires sont à leur disposition à la capitainerie. La fréquentation du port est en hausse constante. Le port d'Épinal est relié à la branche sud du canal de l'Est, aussi dénommée canal des Vosges (depuis 2003).

#### Transports aériens
L'aéroport d'Épinal-Mirecourt (33 km) accueille une société spécialisée dans les vols d'affaires en France et en Europe. Son activité se répartit entre les vols d'affaires, les vols charters, l'aviation privée et les vols d'entraînement (formation des équipages civils et militaires). Épinal se situe également à une heure de l'aéroport de Metz-Nancy-Lorraine régional et à deux heures des aéroports internationaux de Bâle-Mulhouse-Fribourg et de Luxembourg.
Depuis 1921, Épinal dispose également un petit terrain d'aviation doté d'une piste de 700 mètres en herbe. L'aérodrome est situé juste au nord de l'agglomération, dans la commune de Dogneville. L'aéro-club vosgien est un aéro-club lorrain évoluant sur le site.

## Toponymie
Un vieux mémoire, cité par Dom Calmet, nous apprend que le château d’Épinal, un des plus anciens de la Gaule Belgique, dominait autrefois une ville du nom de "Chaumont", (Calmonensis, en latin) ; qu'il fut détruit, ainsi que la ville, par les Vandales en 406 ; qu'Albéric ou Ambon les fit rebâtir, l'un et l'autre, en 431 et qu'enfin, en 636, les Barbares les ruinèrent de nouveau de fond en comble.

Par la suite, ce lieu se couvrit de ronces et d'épines, particularité qui lui valut primitivement le nom Spinalium du latin spina, puis celui d’Espinal, d’Épinaeaux et enfin d’Épinal.
Le nom de la localité est attesté sous les formes Spinal (983) ; Castrum de Aspinaul (vers 1000) ; Aspinaus (XIe siècle) ; Wiricus de Spinali (avant 1164) ; Fratr. de Espinas (1172) ; Espinal (1173) ; Galterus de Spinas (1181) ; ? Capellanus de Hospinal (1196) ; Ebalus miles de Epinal (1214) ; Wautiers d’Espinaz (1266) ; Espinaus (1270) ; Espinax (1272) ; Espinaux (1272) ; Spinaus (1274) ; Colenouns d’Espinais (1275) ; Espinalz (1281) ; Espinaulz (1286) ; Espinaul (1289) ; Epinails (1297) ; Allexandres d’Aipinalz (1299) ; Espinals (1303) ; Apinal (1305) ; Espinauls (1306) ; Rechiers de Spinals (1307) ; Espinaulx (1311) ; Spinalz (1332) ; Apinalz (1352) ; Espinal (1362) ; Spinal (1365) ; Apinals (1386) ; Johan Badewin von Spinal (1394) ; Spinnal (1396) ; Le voil d’Eppinaulx (XIVe siècle) ; De Spinalo (1402) ; Zu Spinal (1431) ; Umb Spinal (1451) ; De Spinallo (1453) ; Aspinal (XVIe siècle) ; Spital (1570) ; Espiné (XVIe siècle) ; Espinael (XVIIe siècle) ; Épinal (1751).

En lorrain, et pas seulement en patois de la montagne comme il est souvent écrit, la ville se nomme Pinau (Pi-nô). Nicolas Haillant l'écrit ainsi mais le même écrit aussi que les habitants s'appellent les Pinaudrèyes. Il n'est donc pas inconvenant d'écrire Pinaud, avec un [d] final muet comme dans « Lo grand discours… », ou encore Spinasch en vosgien.

Du nom latin médiéval Spinalium, et peut-être antérieurement d'un nom de l'idiome local, Spinal.

## Histoire

### De la fondation auXesiècleà l'intégration au duché de Lorraine

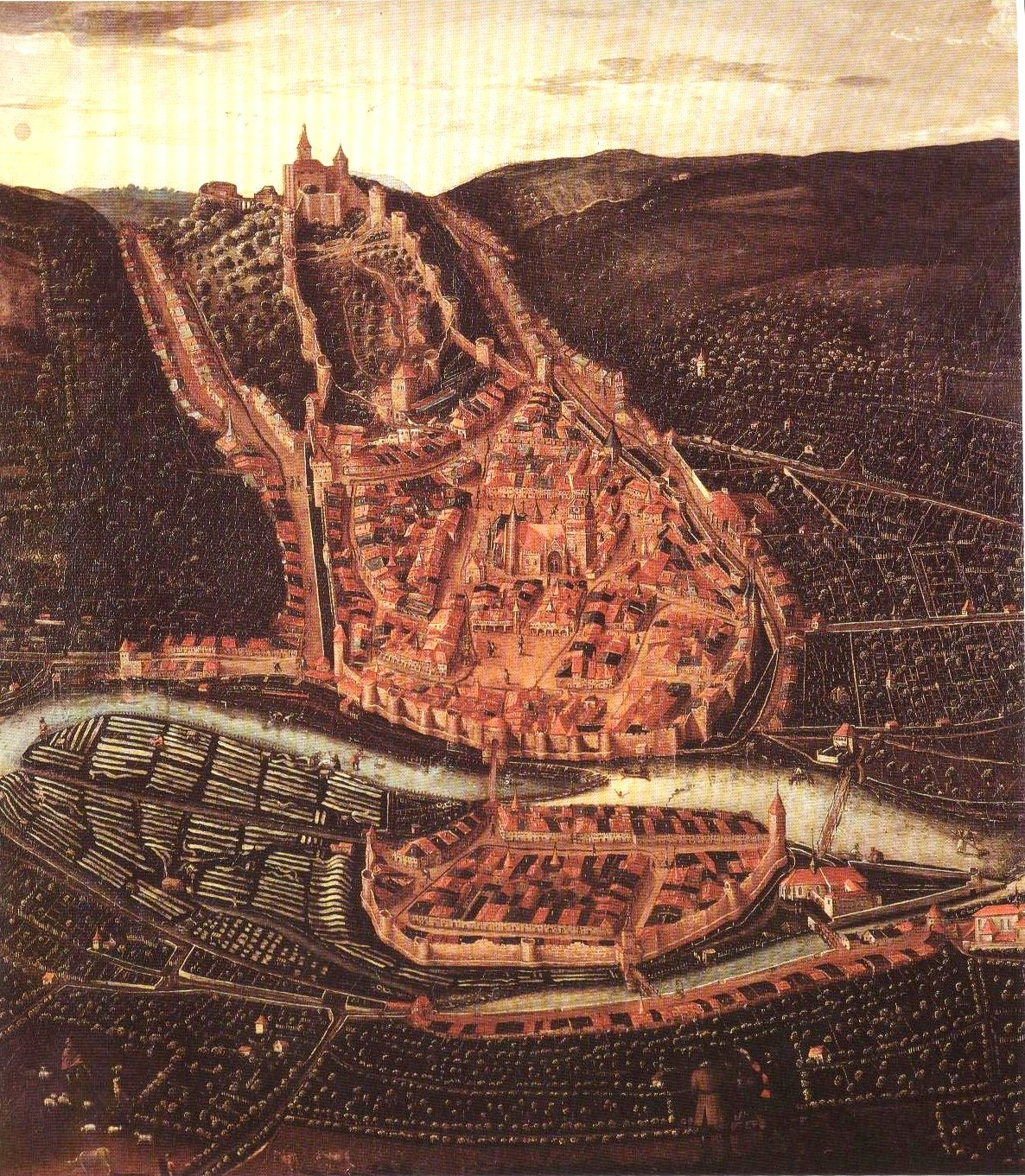
Tableau de Nicolas Bellot (1626).

La date mythique de fondation d'Épinal serait 983 puisque des célébrations ont eu lieu pour le « Millénaire » en juin 1983. Cette date a été choisie de manière politique pour marquer un « point de départ » à la suite de l'élection de Philippe Séguin au poste de maire, en mars 1983.
Sur une terre qui appartenait à l'ancienne cité des Leuques, se trouve un promontoire qui surplombe les routes d'eau nord-sud de l'ancienne route de Germanie (voie romaine Metz-Bâle) et un embranchement de la voie Langres-Strasbourg. Thierry Ier évêque de Metz décide de construire dans l'une des manses de la paroisse de Dogneville un château et un monastère. La manse s’appelait la manse de Spinal, la ville recouvrait aussi les terres des manses d'Avrinsart, Grennevo, Rualménil et Villers. Il dota l’ensemble d’un marché. Le but de Thierry était de protéger le sud de ses possessions qui était attaqué par les pillards bourguignons. À l’époque, la ville de Remiremont était bourguignonne. Il donna au monastère les reliques de saint Goëry qui se trouvaient dans le monastère messin de Saint-Symphorien. Ces reliques furent l’objet de nombreux pèlerinages ce qui permit l’essor économique de la ville.
Des fouilles archéologiques ont confirmé des traces d'une présence humaine au Xe siècle. Un dépotoir a été retrouvé, ainsi que des traces de clôtures et des latrines.
Le monastère n'est occupé que sous le règne d'Adalbéron II. L’église et le monastère sont consacrés en l’honneur de saint Maurice et de saint Goëry. Le monastère aurait d'abord été occupé par des hommes (chanoines), puis rapidement par des femmes, bénédictines puis chanoinesses, au XIIe siècle.

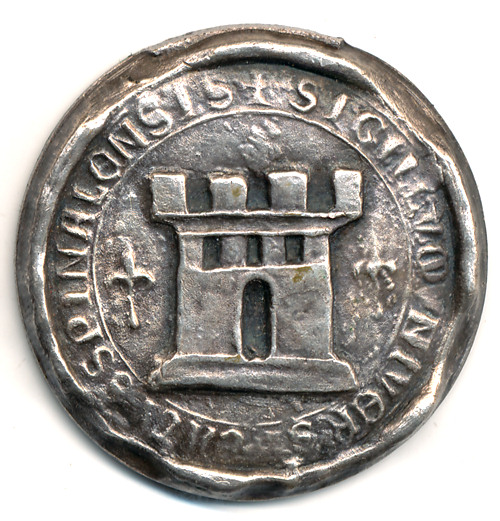
Grand sceau d’Épinal annexé à une charte du 10 septembre 1444 par laquelle les quatre gouverneurs d'Épinal et de Rualmesnil ont confirmé la donation de la ville d'Épinal au roi. Sceau de la ville repris sur une médaille de 1966.

En 1444, la ville d'Épinal fait encore partie de la principauté épiscopale de Metz. En septembre, des représentants de la ville profitent du passage du roi Charles VII à Nancy pour lui offrir la soumission de la ville et pour lui demander sa protection en retour. L'acte de soumission d’Épinal est daté du 7 septembre 1444,. Le roi promet de ne jamais aliéner la cité ; Louis XI cède pourtant la place au maréchal de Bourgogne en 1465. Finalement, Épinal passe sous la tutelle du duc de Lorraine.

### Temps modernes: Épinal au cœur des relations entre la France et la Lorraine

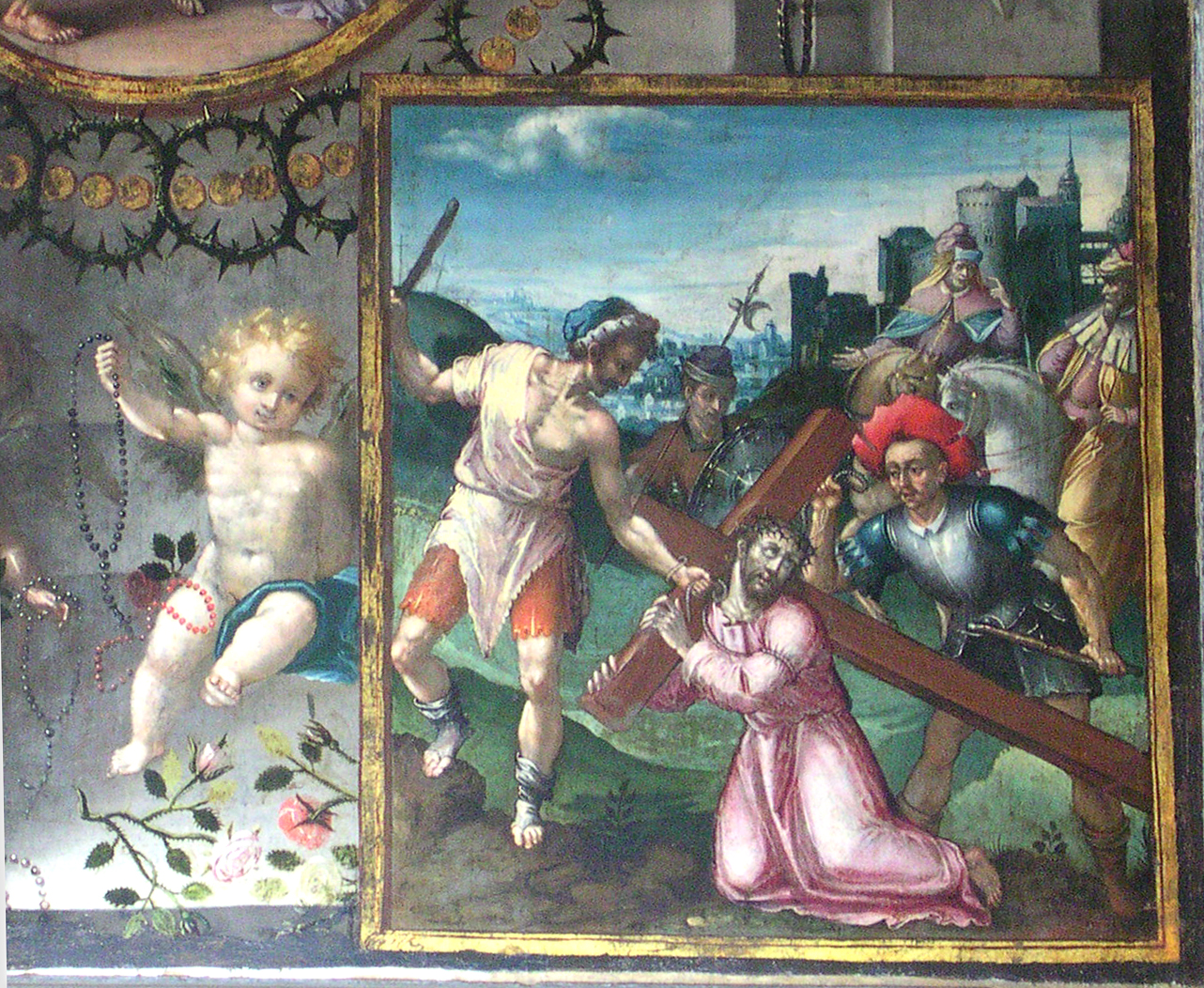
Le château d’Épinal au XVIIe siècle. Extrait d’un tableau de Nicolas Bellot représentant la Passion du Christ. L’artiste a symbolisé Jérusalem par le château d’Épinal. Le tableau est exposé dans la basilique Saint-Maurice.

Depuis 1466 Épinal appartient au duché de Lorraine. Celui-ci est indépendant depuis le traité de Nuremberg de 1542. À l’intérieur du duché, la ville bénéficie d’un statut de relative autonomie. Elle est administrée par un collège de quatre notables choisis tous les ans. En 1585, on recense un peu moins de 4 000 habitants. Il y a une importante activité textile parfaitement visible sur le plan peint par Nicolas Bellot en 1626 (tableau original visible au musée de la Cité des images à côté de l’imagerie, reproduction visible au musée du Chapitre). Sur cette peinture on distingue parfaitement le blanchiment sur prés des draps au lieu-dit les Gravots. Il existe également une industrie papetière utilisant les moulins sur le bord de la Moselle (également visible sur le plan Bellot). Le plan montre également le château ainsi que les remparts qui protègent la ville. La ville connaît dans la première partie du siècle une certaine prospérité grâce aux activités industrielles et commerciales. Avec l’avènement de Charles IV duc de Lorraine (début du règne le 28 novembre 1625), la situation d’Épinal et de toute la Lorraine change. Ce dernier a un caractère belliqueux et inconstant. Malgré une intelligence certaine et de bonnes qualités militaires, il se montre incapable de mener une politique qui sauvegarde les intérêts du duché. Il choisit les Habsbourg contre les Bourbons, ne comprenant pas que la France est en pleine évolution et devient la puissance dominante en Europe. Au même moment Richelieu récent conseiller du roi Louis XIII cherche à affaiblir la maison d’Autriche. La situation s’aggrave quand Charles IV accueille le frère du roi, Gaston d’Orléans alors en disgrâce et qui fuyait Paris. Ce dernier épouse Marguerite de Lorraine à Nancy.

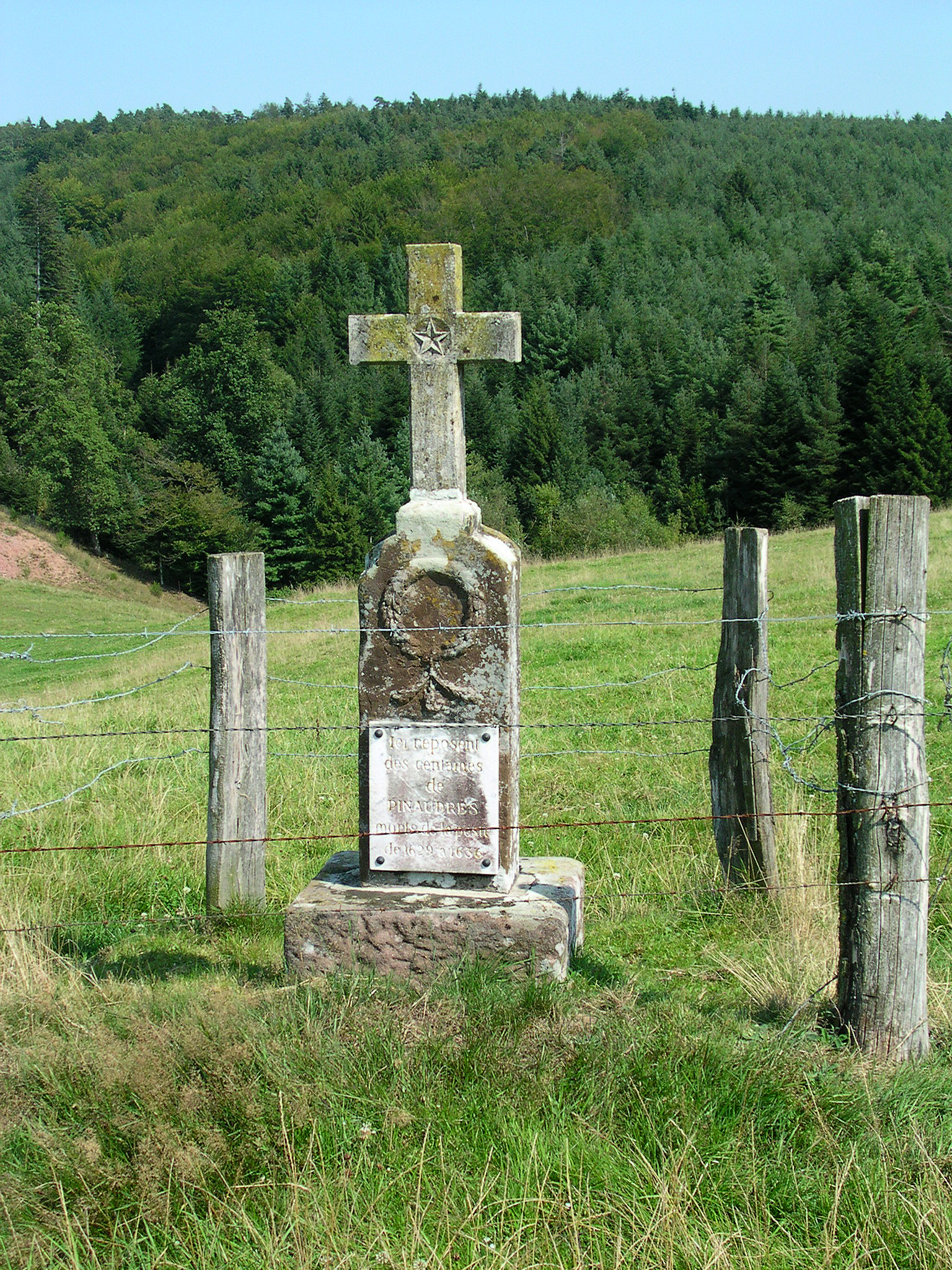
La croix des pestiférés à la Quarante-Semaine. La croix se situe à l’endroit où ont été inhumées les victimes de l’épidémie de peste de 1636.

En 1629, la ville est atteinte par une épidémie extrêmement violente de peste pendant les mois de juillet, août et septembre. En 1632, la Lorraine est atteinte par les armées suédoises qui mènent des incursions meurtrières dans le duché durant la guerre de Trente Ans.
Le 26 mars 1632, Charles IV reconnait par lettre patente les trente-deux religieuses de l’Annonciade sous la direction de la mère supérieure Seguin (ce couvent se situait sur la place du marché couvert).
En 1633, la ville est attaquée par les troupes françaises du maréchal Caumont de La Force. La ville se rend sans combattre ce qui lui permet de négocier des conditions favorables (proclamation du 17 septembre 1633).
En 1635, le maréchal de La Force empêche Jean de Werth et la ligue catholique d’occuper Épinal. La ville est assiégée par Charles IV, installé à Rambervillers. La défense de la ville est sous les ordres du colonel Gassion. Charles IV doit se replier en novembre sur Besançon sans prendre la ville.
La ville est touchée par une seconde épidémie de peste en 1636. La mortalité est énorme, à la fin de l’épidémie, il ne reste que 1 000 habitants dans la ville. La ville garde la mémoire de cet épisode. Cette épidémie est appelée l’épidémie des quarante semaines (à cause de sa durée) et un  quartier de la ville s’appelle toujours le quartier de la Quarante-Semaine (proche de l’endroit où furent enterrés les malades morts de la peste).
En octobre de cette même année, Charles IV reprend la ville grâce à la complicité d’un conseiller de la ville Denis Bricquel. À la suite de négociations de l’abbesse de Remiremont Catherine, tante de Charles IV, la neutralité de la ville est reconnue par le roi le 24 septembre. Le 2 avril 1641, Louis XIII et Charles IV signent la paix de Saint-Germain qui ne durera que quatre mois. Le 28 août, le lieutenant français du Hallier prend le château de la ville au baron d’Urbache. Commence alors une occupation de la ville par les troupes françaises qui dure jusqu’en 1650. Les habitants doivent supporter les frais de cette occupation (logement et nourriture des soldats et des chevaux).
Pendant que la France est affaiblie par la Fronde, les troupes de Charles IV commandées par le colonel Lhuiller reprennent la ville avec l’aide des habitants, le 16 août 1650. Malheureusement l’occupation lorraine est aussi lourde que l’occupation française. À la suite de négociations, la ville est de nouveau reconnue neutre par les deux parties. Mais les Français s’arrangent pour faire jouer la neutralité en leur faveur. La municipalité prête allégeance sous la menace au roi de France Louis XIV le 18 juillet 1653 à Nancy. Ainsi commence la troisième occupation française qui dure jusqu’au traité de Vincennes en 28 février 1661. La ville retourne ensuite dans le giron lorrain.
La ville est ruinée par ces épreuves. Dans une requête datée de 1654 au duc de Lorraine Nicolas François, frère de Charles IV (celui-ci est alors prisonnier en Espagne), le rédacteur mentionne la ville comme étant la plus misérable de la province.

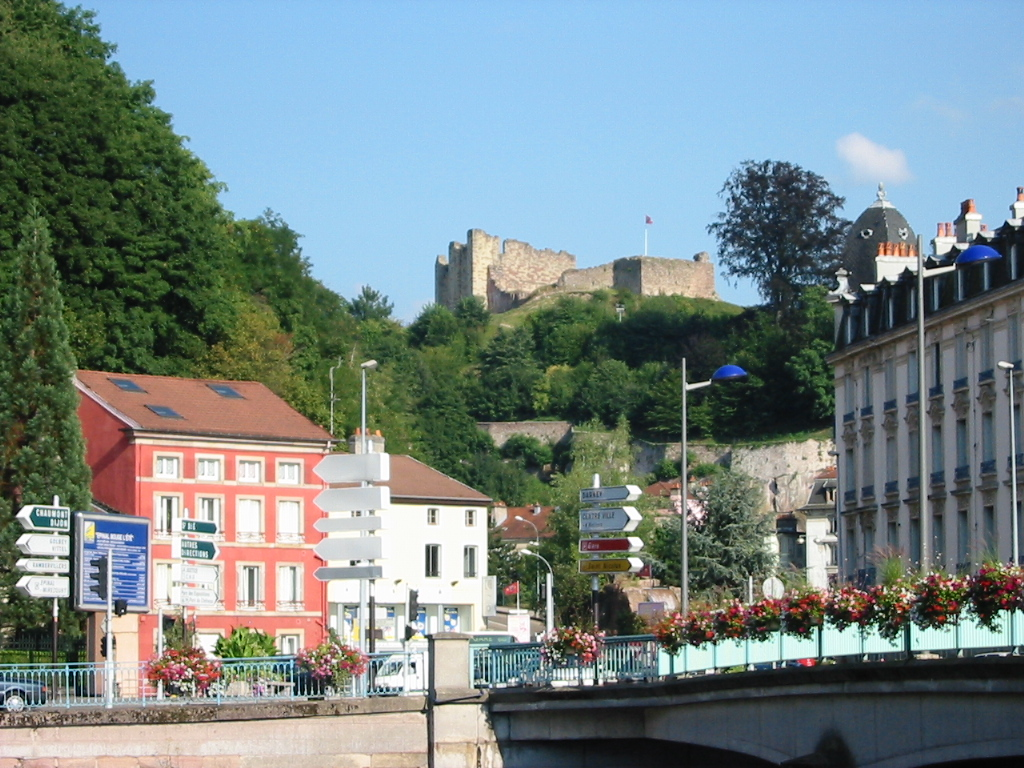
Le château vu de la ville et le pont Clemenceau.

En 1670, les Français prennent la ville de Nancy, Charles IV se réfugie à Épinal. La ville défendue par le Lorrain comte de Tornielle est attaquée par les troupes du maréchal de Créqui. Il s’empare de la ville le 19 septembre et du château le 28 septembre. La ville est condamnée à verser aux Français une somme exorbitante de trente mille francs barrois et doit démolir à ses frais le château et les fortifications. Ces conditions exigées sur ordre du roi étaient destinées à effrayer la Lorraine. Le château est détruit mais les fortifications ne sont détruites que partiellement. Les remparts sont en fait intégrés progressivement à l’habitat. Les portes (porte des Grands-Moulins, porte Saint-Goëry, porte d’Ambrail, porte d’Arches) sont détruites entre 1723 et 1778. La porte du Boudiou n’est détruite qu’au XIXe siècle (un jour avant l’arrivée de Prosper Mérimée qui venait déclarer la porte monument historique). Le montant de la somme d’argent à verser est fortement diminué après la reddition des autres places fortes lorraines. Mais la chute de la ville représente un tournant. Elle cesse d’être une place forte.
La ville se francise progressivement. En 1685, le bailliage est remplacé par le bailliage royal. Le système des quatre gouverneurs disparaît. Le premier maire royal de la ville, François de Bournaq est nommé.

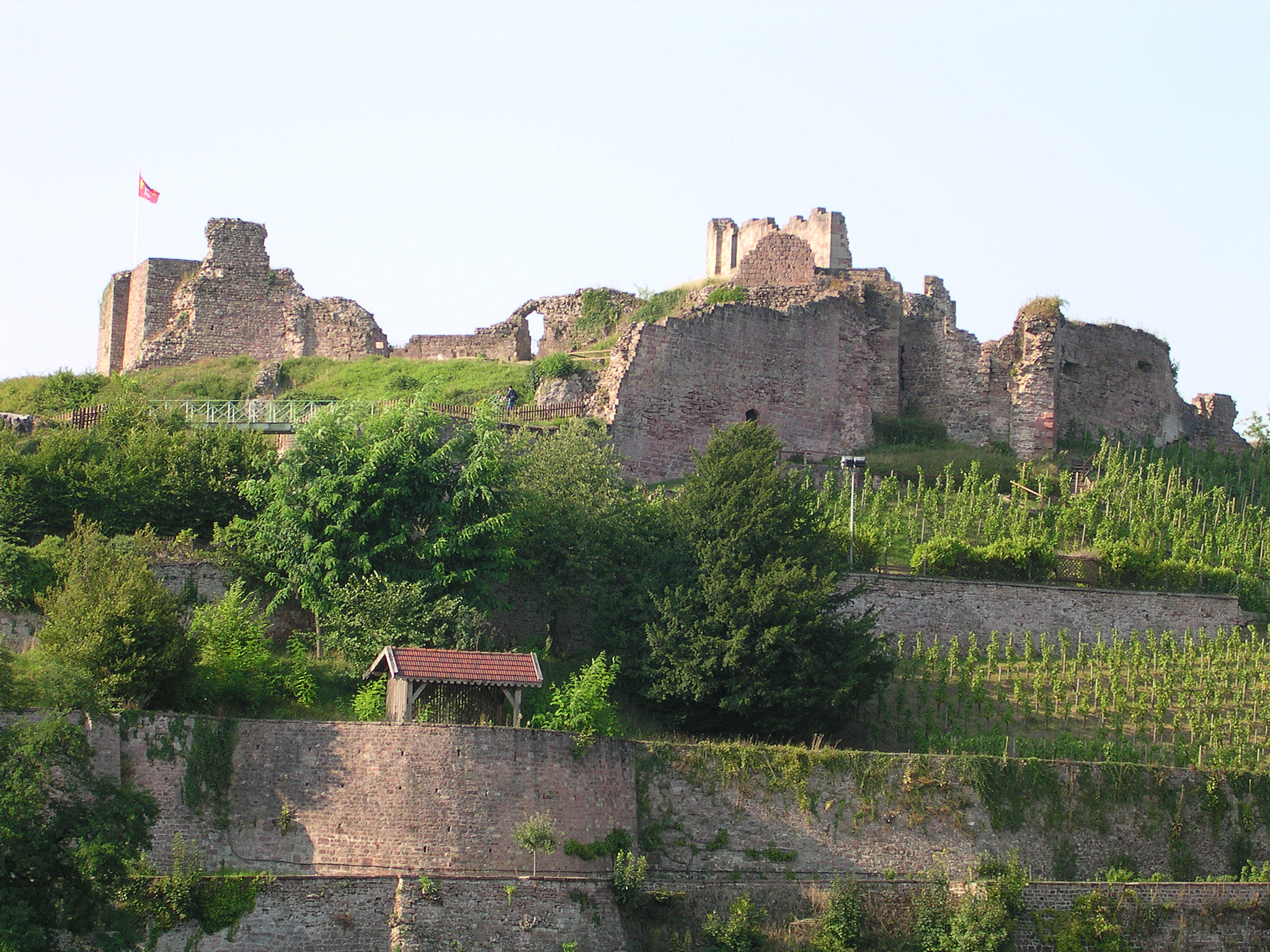
Les ruines du château et ses vignes.
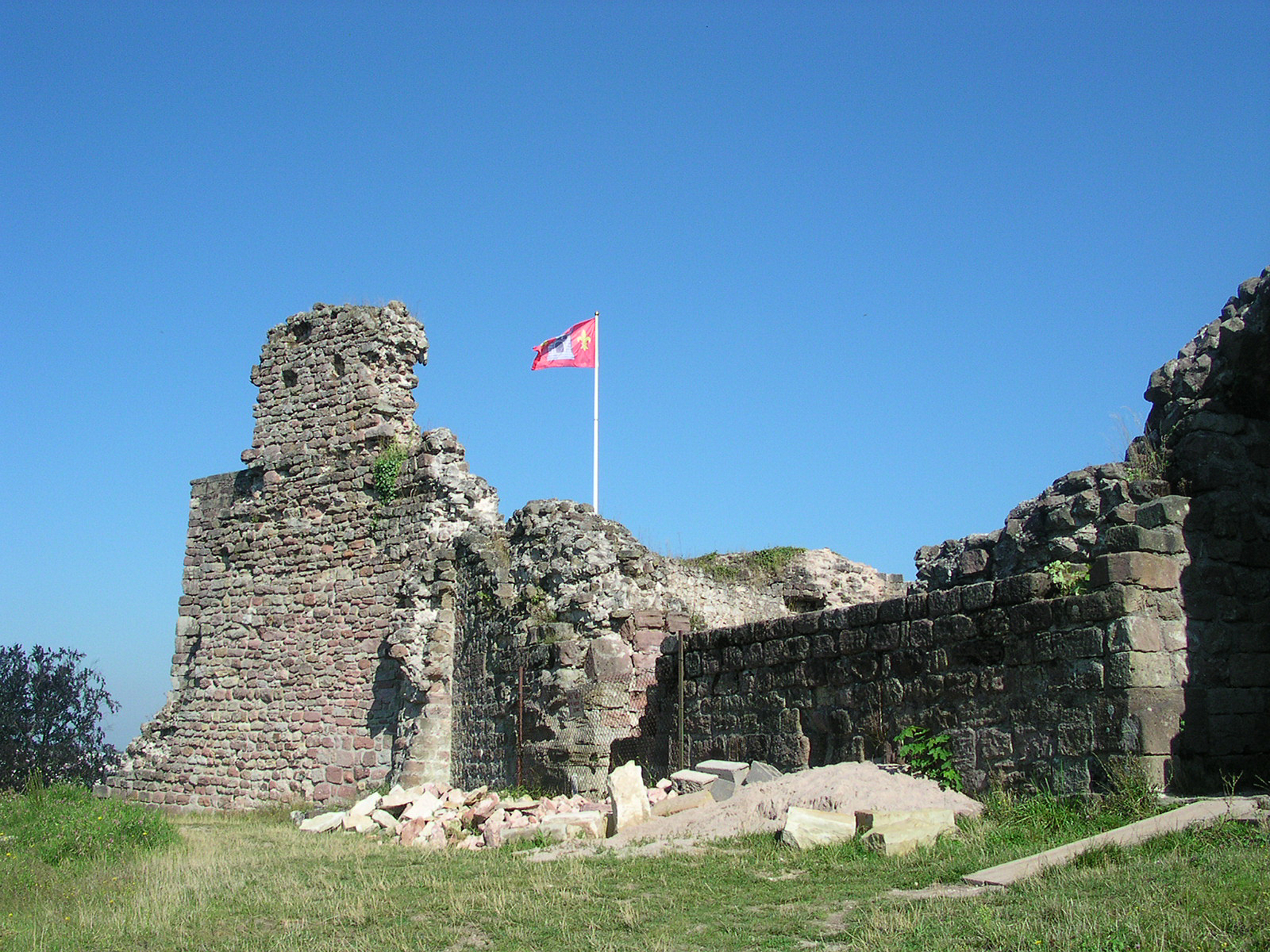
Le château en l’état.
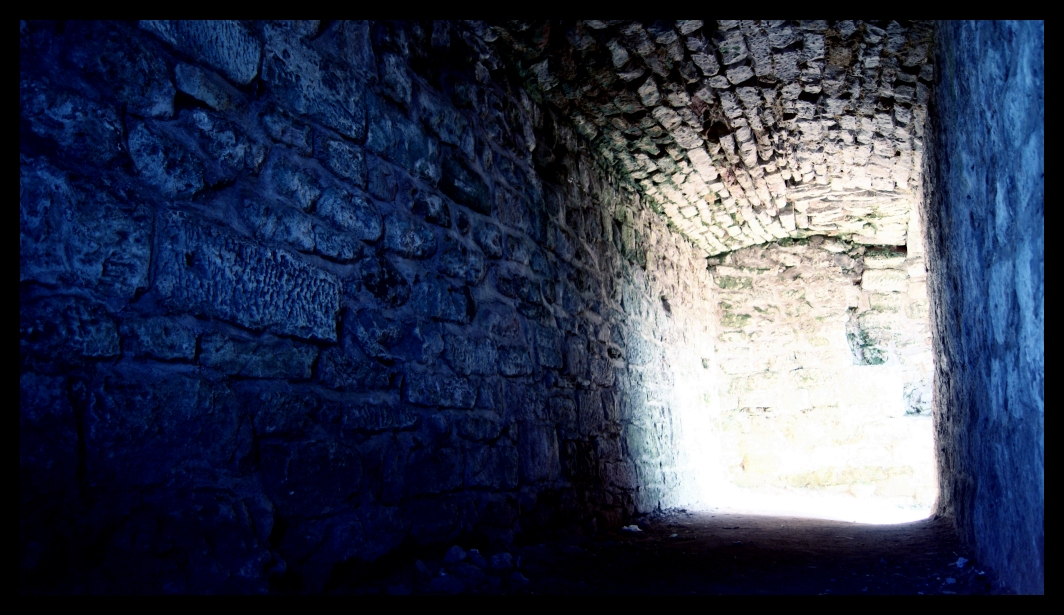
Souterrains dans le château d'Épinal.

### Révolution française et Empire
En 1790, l’Assemblée constituante demande à l’assemblée départementale des Vosges de choisir entre Mirecourt et Épinal pour désigner le chef-lieu du département. L’assemblée départementale se réunit à Épinal le 1er juin et choisit par trois cent onze voix contre cent vingt-sept la ville d’Épinal. Mirecourt devient une sous-préfecture.

### Époque contemporaine

#### 1870: la guerre mais aussi le début d’un nouvel apogée

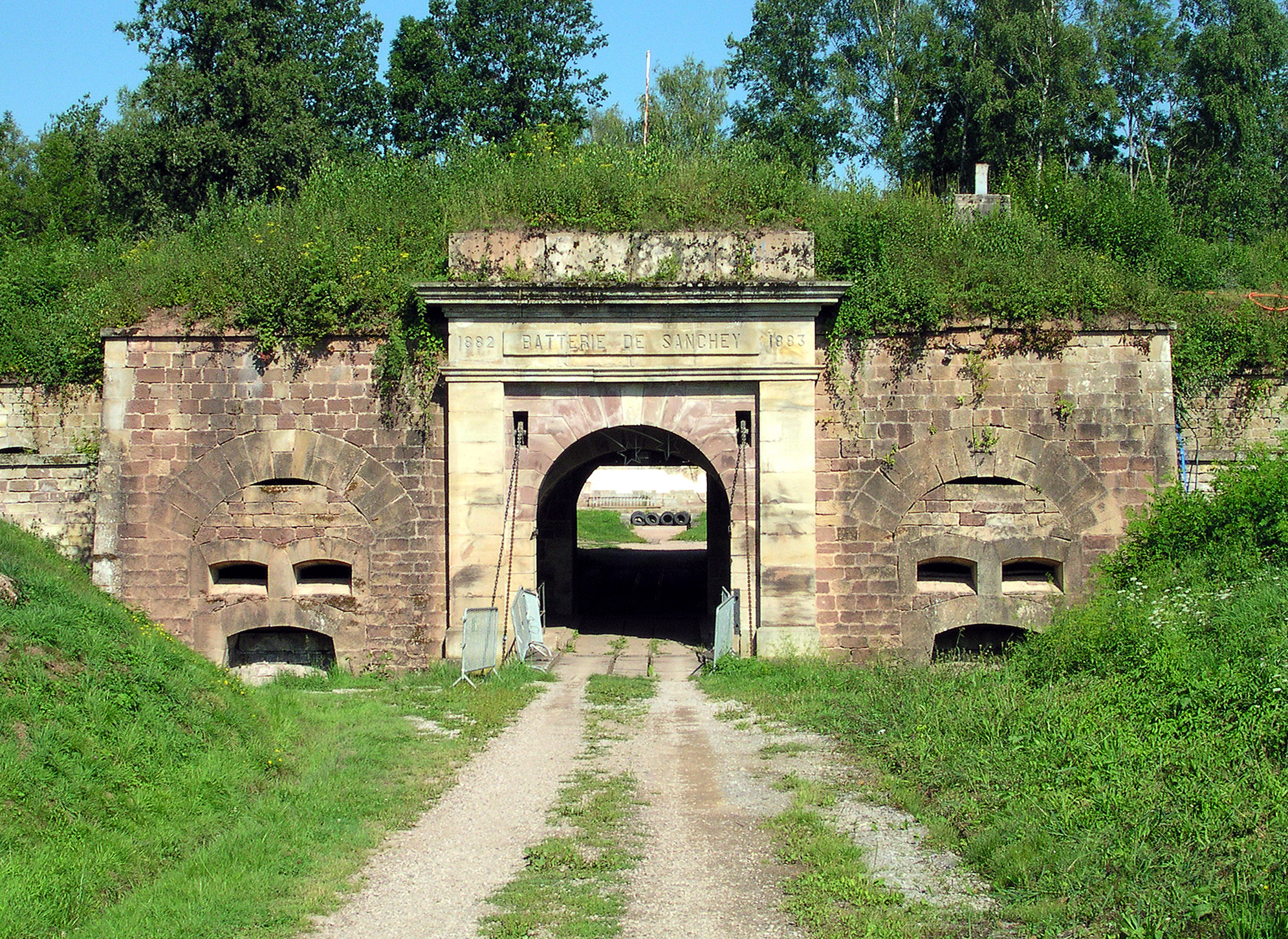
Entrée de la batterie de Sanchey, un des quinze forts datant des années 1880.

Même si Épinal est moins concernée par la guerre franco-allemande de 1870 que les régions françaises plus au nord, elle est l'enjeu d'un combat le 12 octobre 1870. Les combats pour défendre la ville ont eu lieu dans les environs à Deyvillers, vers le château de Failloux, au bois de la Voivre et dans la tranchée de Docelles. À l’entrée des soldats par le faubourg Saint-Michel, s’illustre le Spinalien Sébastien Dubois qui, se plaçant un genou à terre avec son fusil au milieu de la rue, abat deux soldats avant d’être lui-même tué. En représailles de la résistance de la ville, les Allemands demandent 500 000 francs or. Cette somme est ramenée à 100 000 francs après négociation. La ville est occupée jusqu’au 30 juillet 1873.
Paradoxalement, la catastrophe pour la France de la défaite de 1870 est à l’origine d’un formidable développement de la ville. Avec le traité de Francfort, la ville d’Épinal comme la presque totalité du département des Vosges reste française. Commence alors un très fort développement basé sur l’immigration de nombreux industriels alsaciens, notamment du secteur textile, qui fuient l’annexion allemande. Ces industriels sont à l’origine de l’industrie textile dans les Vosges. Épinal prenant la place de Mulhouse, passé en territoire allemand, comme centre industriel du textile. Le développement est également provoqué par la position frontalière de la ville qui devient une des quatre places fortes avec Verdun, Toul et Belfort du système de défense Séré de Rivières.
Au début du XXe siècle, la ville dispose d'un réseau urbain de tramways, ce qui peut paraître étonnant au regard de sa population. Il disparaît avec la Première Guerre mondiale.

Le tramway d'Épinal
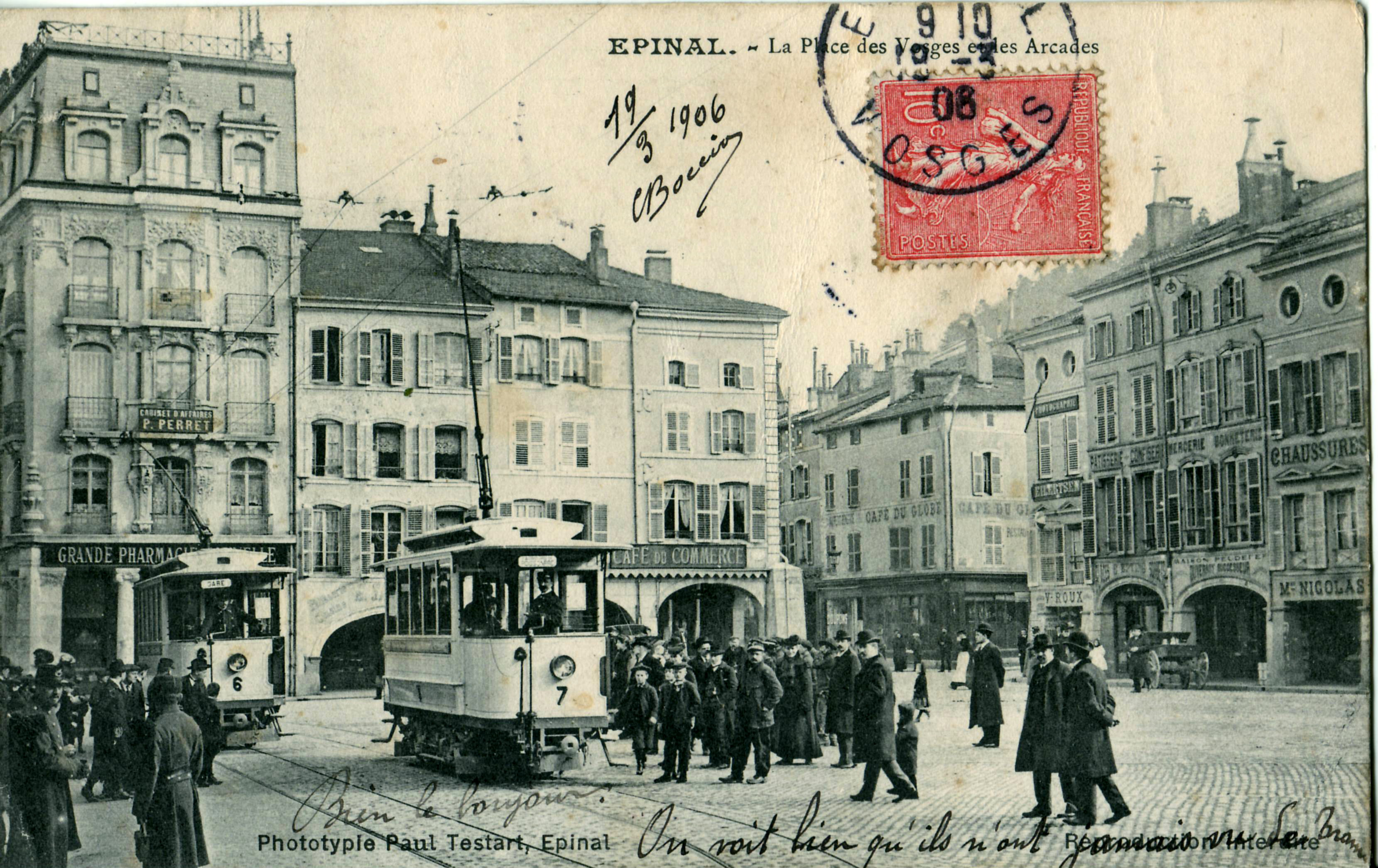
Les anciens tramways d'Épinal, place des Vosges (carte postale éditée par Paul Testart).
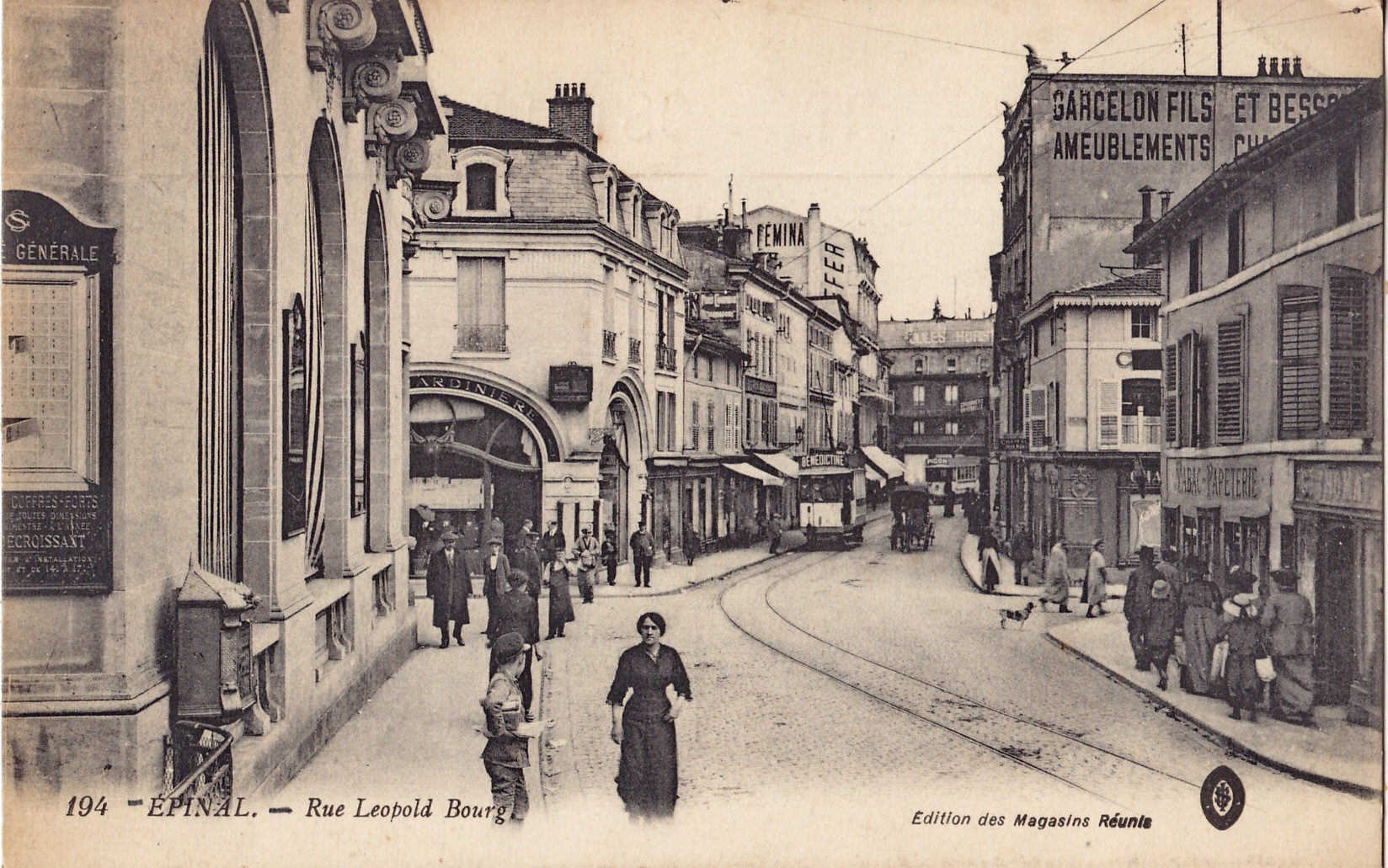
La rue Léopold-Bourg.

#### La Première guerre mondiale
Le 23 août 1914, tandis que les régiments du 21e corps d'armée quittent la place vers la frontière des Vosges à la suite du 149e régiment d'infanterie, on évacue la ville et notamment les « bouches inutiles ». Le 10 août l'évacuation terminée 14 000 Spinaliens sur 26 000 civils ont quitté la ville où l'on prépare la défense. Épinal n'a pas connu l’épreuve du feu et sera bombardé par des zeppelins ou de rares avions ennemis mais assura la liaison avec le rideau de la Haute Moselle.
La commune a été décorée le 22 octobre 1921 de la croix de guerre 1914-1918.

#### La Seconde Guerre mondiale

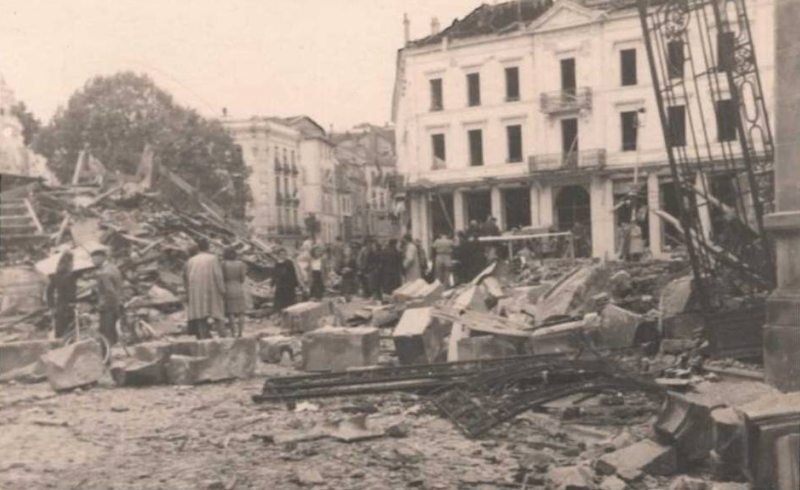
La place des Quatre-Nations lors de la libération de la ville par les Alliés en 1944.

En juin 1940, pour protéger la retraite des troupes françaises le génie fait sauter les arches centrales du magnifique viaduc de la Taverne à Dinozé. Le 11 juin 1940, les Allemands vont à leur tour bombarder le viaduc de Bertraménil au cours de leur offensive de manière à couper tout lien ferroviaire aux troupes françaises dans ce secteur.
Le fort de Longchamp situé au nord d’Épinal, qui est le fort le plus puissant de la place, combat quatre jours en juin 1940 avec un effectif très réduit. Il tirera près de 300 obus de 155 mm et 400 de 75 mm. Les bombardements qu’il subit ne font aucun dégât majeur mais cinq soldats périssent dans le fort pendant les combats (trois Allemands et deux Français). Il sera complètement démoli en 1943-1944.
En mai 1944 la ville d’Épinal subit 2 bombardements importants. Le premier a lieu le 11 mai 1944 en milieu d’après-midi. Une vague de 68 bombardiers Consolidated B-24 Liberator largue au total 336 bombes avec pour objectif la gare ferroviaire et les entrepôts environnants. Dans la population qui avait l’habitude de voir des vagues de bombardiers alliés survoler la ville pour aller bombarder des cibles situées plus à l’est, une partie des habitants ne prennent pas la précaution de se rendre dans un abri. Le bilan humain s’élèvera à 220 morts et environ 500 blessés. Parmi les nombreux dégâts collatéraux on note la destruction d’un camp d’internement, le Frontstalag 315, situé sur les hauteurs à l’ouest de la ville (dans le quartier de Courcy, à l’emplacement actuel d’une caserne de gendarmerie). A cet endroit étaient détenus 3000 citoyens de nationalité indienne ayant servi dans l’armée britannique avant d’avoir été capturés par les forces de l’axe. 78 prisonniers décéderont lors du bombardement du 11 mai 1944 et seront inhumés à Épinal. Un grand nombre de détenus profiteront du chaos pour s’évader. Une fois dans la nature, la majorité d’entre eux entameront une marche vers le sud en direction de la région de Porrentruy, première ville en territoire suisse et distante d’une centaine de kilomètres. À la fin du mois de juin 1944 les autorités suisses comptabiliseront l’entrée sur le territoire helvétique de 500 ex-prisonniers en provenance du camp d’Épinal. Ceci constitue la plus grande évasion de prisonnier de guerre de toute la deuxième guerre mondiale. Cet épisode est relaté dans le livre « The Great Épinal Escape » de l’historien britannique Ghee Bowman.
Le premier bombardement n’ayant pas eu l’impact escompté (le trafic ferroviaire avait pu être rétabli au bout de 24 heures), Épinal subira un deuxième bombardement le 23 mai 1944 en milieu de matinée. La population ayant pris en compte l’alerte pour s’abriter, le bilan humain sera moins grave puisqu’on ne dénombrera que 6 victimes civiles. Les destructions ont été conséquentes. L’église Notre-Dame, l’école Victor Hugo, la prison de la rue Christophe Denis ou des résistants étaient incarcérés, l’hôpital Saint-Maurice furent, entre autres, détruits.
L’ampleur des dégâts causés par les bombardements alliés à Épinal est à l’image de ceux subis par de nombreuses villes dans tout le nord de la France en prévision du débarquement sur les plages de Normandie. Pour permettre à la propagande du gouvernement de Vichy de montrer des images du maréchal Pétain réconfortant les populations éprouvées, « au chevet des villes meurtries par les bombardements anglo-américains », un long périple passant d’abord par Rouen, puis passant par Nancy, Épinal, Dijon pour se terminer par Lyon et Saint-Etienne, a été mis sur pied. Au cours de qui sera le dernier déplacement officiel de Pétain avant la Libération, le convoi officiel, après être passé par Nancy le 26 mai, arrivera dans les rues d’Épinal en ruine 4 jours après le dernier bombardement. Les images de propagande montrent l’état de dévastation visible tout autour de l’emplacement du monument au mort et de la place Foch où le cortège officiel s’est arrêté.
La libération d'Épinal commence les 22 et 23 septembre 1944 par un duel d'artillerie particulièrement tragique pour la ville dont le centre est durement éprouvé.
Auparavant, débarquée en Normandie, la 3e armée américaine commandée par le général Patton a libéré le nord de la région d'Épinal. La 2e DB commandée par le général Leclerc forme alors l'aile droite de la 3e armée américaine. Elle libère Dompaire et avance sur Épinal par le nord et l'ouest (Chaumousey, Les Forges, Chantraine).
Débarquée en Provence, la 1re armée française, commandée par le général de Lattre de Tassigny, monte en parallèle avec la 7e armée américaine et libère la région sud d'Épinal après avoir pris Toulon, Marseille, Lyon…

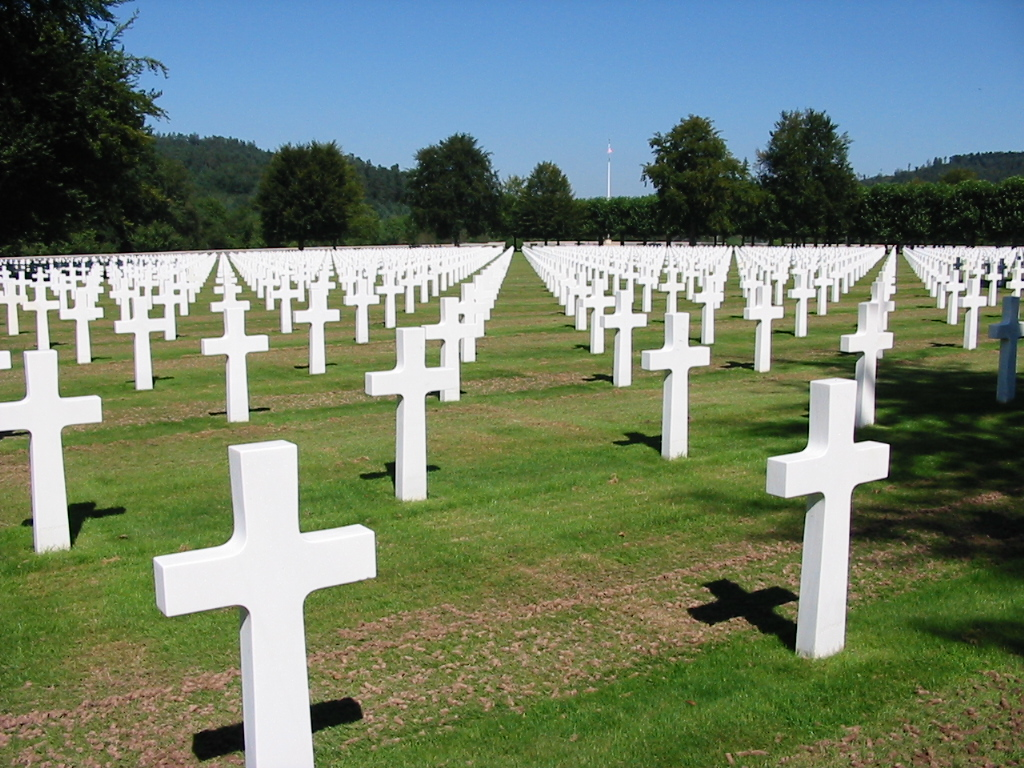
Le mémorial américain du Quéquement.

Ainsi, les forces alliées ont décidé de prendre la ville d'Épinal en tenaille, en particulier grâce aux renseignements communiqués par les réseaux de résistance locale.
Très vite, l'ennemi est chassé de l'usine où il était replié dans l'actuel quartier du port, et les Alliés prennent le dessus sur des Allemands manquant de munitions.
Le 24 septembre 1944, vers 17 h 30, le premier char américain de la 7e armée américaine commandée par le général Patch entre par le sud dans la ville d'Épinal sous les acclamations de la population : la victoire s'annonce enfin.
Les habitants vivent alors la fin de l'époque la plus dure et la plus cruelle de l'histoire de la ville.
Épinal est libérée, mais la ville est sinistrée. Son centre est détruit, le quartier de la gare totalement rasé après les séries de bombardements visant à chasser l'ennemi. L'hôpital, le lycée, la prison…, toutes les installations, la plupart des ponts, des écoles et l'église, un nombre considérable de logements sont entièrement ou partiellement détruits.
Au cours de la lutte, l’explosion des ponts est si forte que tous les immeubles et les magasins bordant les rives de la Moselle ont à souffrir. La ville compte ses morts au milieu des gravats.
Durant l’hiver 1947-1948, une forte crue de la Moselle accroît encore les dégâts.
Le cimetière américain d'Épinal, d'une superficie d'environ 22 hectares, est construit sur le site libéré le 21 septembre 1944 par la 45e division d'infanterie américaine. Le Mémorial est composé d'une chapelle et d'un musée ainsi que d'une cour d'honneur.
La commune est  décorée, le 22 mai 1950, de la Croix de guerre 1939-1945 avec palme de bronze.
Cinq habitants ont par ailleurs été admis parmi les 4281 Justes parmi les nations de France pour avoir sauvé des personnes juives persécutées par le régime nazi et le gouvernement de Vichy.
La commune d'Épinal absorbe en 1964 celle de Saint-Laurent,.

## Politique et administration

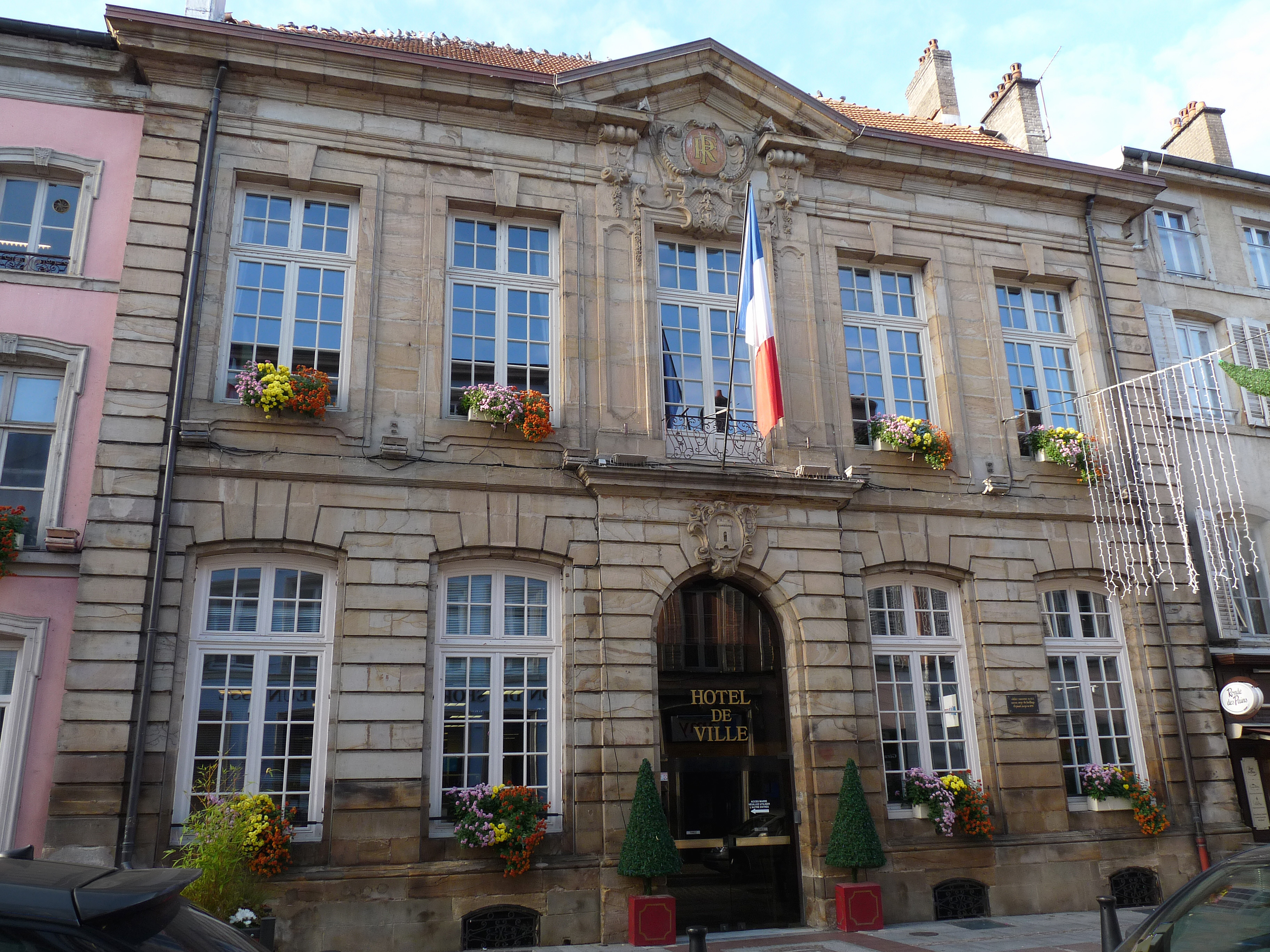
L'hôtel de Ville.

### Rattachements administratifs et électoraux

#### Rattachements administratifs
La commune est le chef-lieu du département des Vosges et de son arrondissement d'Épinal.
Elle était de 1793 à 1973 le chef-lieu du canton d'Épinal, année où celui-ci est scindé entre les cantons d'Épinal-Est et d'Épinal-Ouest.
Dans le cadre du redécoupage cantonal de 2014 en France, cette circonscription administrative territoriale a disparu, et le canton n'est plus qu'une circonscription électorale.

#### Rattachements électoraux
Pour les élections départementales, et dans le cadre du redécoupage cantonal de 2014 en France, la ville est désormais scindée entre les cantons d'Épinal-1, qui contient notamment la partie de la commune  située sur la rive gauche de la Moselle, et d'Épinal-2, qui en contient le surplus de la ville.
Pour l'élection des députés, elle fait partie de la première circonscription des Vosges.

### Intercommunalité
Epinal était membre de la Communauté de communes d'Épinal-Golbey, un établissement public de coopération intercommunale (EPCI) à fiscalité propre créée en 1999 et qui regroupait ces deux communes. Le 1er janvier 2011, celle-ci se transforme en communauté d'agglomération sous le nom de Communauté d'agglomération d'Épinal-Golbey.
Dans le cadre des prescriptions de la loi de réforme des collectivités territoriales du 16 décembre 2010, qui a prévu le renforcement et la simplification des intercommunalités et la constitution de structures intercommunales de grande taille, et conformément au schéma approuvé par la commission départementale de coopération intercommunale le 23 décembre 2011, cette communauté d'agglomération fusionne avec :

- Communauté de communes CAPAVENIR : 8 communes ;

- Communauté de communes du Pays d'Olima et du Val d'Avière : 10 communes ;

- Communauté de communes Est-Épinal Développement : 7 communes ;

pour former une nouvelle structure intercommunale, à laquelle se joignent huit communes issues de la communauté de communes de la Moyenne Moselle et trois communes demeurées isolées, Uzemain, Dounoux et Villoncourt.
Cette nouvelle intercommunalité créée le 1er janvier 2013 sous le nom de communauté d'agglomération d'Épinal, a la ville comme siège.
D'autres communes l'ont rejointe depuis.

### Tendances politiques et résultats
La municipalité est classée à droite depuis 1983 et l'élection de Philippe Séguin face à l'ancien maire socialiste Pierre Blanck, puis avec le passage de  Michel Heinrich (1997-2020).
Le maire actuel est Patrick Nardin (ex-LR), élu en 2020, reprenant le flambeau laissé par Michel Heinrich.

#### Élections présidentielles
Lors du premier  tour de l'élection présidentielle de 2017 à Épinal, les électeurs de la commune ont sélectionnés les quatre premiers candidats suivants : Emmanuel Macron (24,45 % des suffrages exprimés), François Fillon (21,23 %), Jean-Luc Mélenchon (21,02 %) et Marine Le Pen (18,05 %).
Au second tour, le candidat élu Emmanuel Macron a recueilli 9 602 voix (71,46 %) et Marine Le Pen 3 835 voix (28,54 %), lors d'un scrutin où 28,29 % des électeurs se sont abstenus.
Lors du premier  tour de l'élection présidentielle de 2022 à Épinal, les électeurs de la commune ont sélectionnés les quatre premiers candidats suivants : Emmanuel Macron (29,88 % des suffrages exprimés), Jean-Luc Mélenchon (24,34 %), Marine Le Pen (20,43 %) et Éric Zemmour (6,47 %).
Au second tour, le candidat élu Emmanuel Macron a recueilli 8 439 voix (64,04 %) et Marine Le Pen 4 738 voix (35,96 %), lors d'un scrutin où 32,89 % des électeurs se sont abstenus.

#### Élections municipales
Lors du premier tour des élections municipales de 2014 dans les Vosges, la liste DVD menée par le maire sortant Michel Heinrich  obtient la majorité absolue des suffrages exprimés avec 6 874 voix (58,55 %, 32 conseillers municipaux élus dont 23 communautaires), devançant très largement celles menées respectivement par : 

- Jean-Pierre Moinaux 	(PS, 1 924 voix, 16,38 %, 3 conseillers municipaux élus dont 2 communautaires) ;

- Pierre-Jean Robinot 	(FN, 1 761 voix, 15,00 %, 3 conseillers municipaux élus dont 2 communautaires) ;

- Jean-Claude Lacour 	(FG, 652 voix, 5,55 %, 1 conseiller municipal élu).

- Adam Ouadah 	(DVG, 529 voix, 4,50 %, pas d'élus).
Lors de ce scrutin, 43,51 % des électeurs se sont abstenus 		
Lors du second tour des élections municipales de 2020 dans les Vosges, la liste DVD (LR) menée par Patrick Nardin avec le soutien du maire sortant Michel Einrich, obtient la majorité des suffrages exprimés, avec 3 923 voix (48,14 %, 29 conseillers municipaux élus dont 20 communautaires), devançant largement celles menées respectivement par, : 

-  Benoît Jourdain (DVD (LR diss.) — bénéficiant de la fusion de la liste UC (UDI-LREM) du 1er tour menée par Christophe Petit  — 3 188 voix, 39,12 %, 8 conseillers municipaux élus dont 5 communautaires) ;  

- Fabrice Pisias (DVG (LFI), 1 038 voix, 12,73 %, 2 conseillers municipaux élus dont 1 communautaire).

Lors de ce scrutin marqué par la pandémie de Covid-19 en France, 60,80 % des électeurs se sont abstenus.

### Administration municipale
Compte tenu de la population de la commune, son conseil municipal est constitué de 39 membres, dont le maire et ses adjoints.

### Liste des maires
| Période       | Période                     | Identité           | Étiquette         | Qualité |
| ------------- | --------------------------- | ------------------ | ----------------- | --- |
| 1944          | 1944                        | Henry Najean       |                   | avocat, musicien, homme de lettres, Résistant Nommé par le Comité local de libération |
| 1944          | 1945                        | Léon Schwab,       | MRP               | Négociant en tissus, puis avocat, résistant Commandeur de la Légion d'honneur, croix de guerre 1914-1918 |
| 1945          | 1947                        | Alfred Thinesse    | MRP               | Médecin, Résistant Chevalier de la Légion d'honneur, croix de guerre 1914-1918 |
| 1947          | 1959                        | Charles Guthmüller | RPF-RS            | Chef d'entreprise Député des Vosges (1re circ.) (1951 → 1955, 1958 → 1962) Conseiller général de Dompaire (1949 → 1955)                                                                                             |
| 1959          | mars 1977                   | André Argant       | MRP, CD puis CDS  | Professeur |
| mars 1977     | mars 1983                   | Pierre Blanck,     | PS                | Fonctionnaire des Postes Conseiller général d'Épinal-Est (1973-1985) |
| mars 1983     | novembre 1997,              | Philippe Séguin,   | RPR               | Député des Vosges (1re circ.) (1978 → 2002) Conseiller régional de Lorraine (1979 → 1986) Ministre des Affaires sociales et de l'Emploi (1986-1988) Président de l'Assemblée nationale (1993 → 1997) Démissionnaire |
| novembre 1997 | juillet 2020                | Michel Heinrich    | RPR puis UMP → LR | Pharmacien Député des Vosges (1re circ.) (2002 → 2017) Président de la CA d'Épinal (2013 → ) Président du pôle métropolitain du Sillon Lorrain (2020 → 2022)                                                        |
| juillet 2020  | En cours (au 11 avril 2024) | Patrick Nardin     | LR puis DVD       | Directeur régional d'un établissement bancaire |

### Finances communales

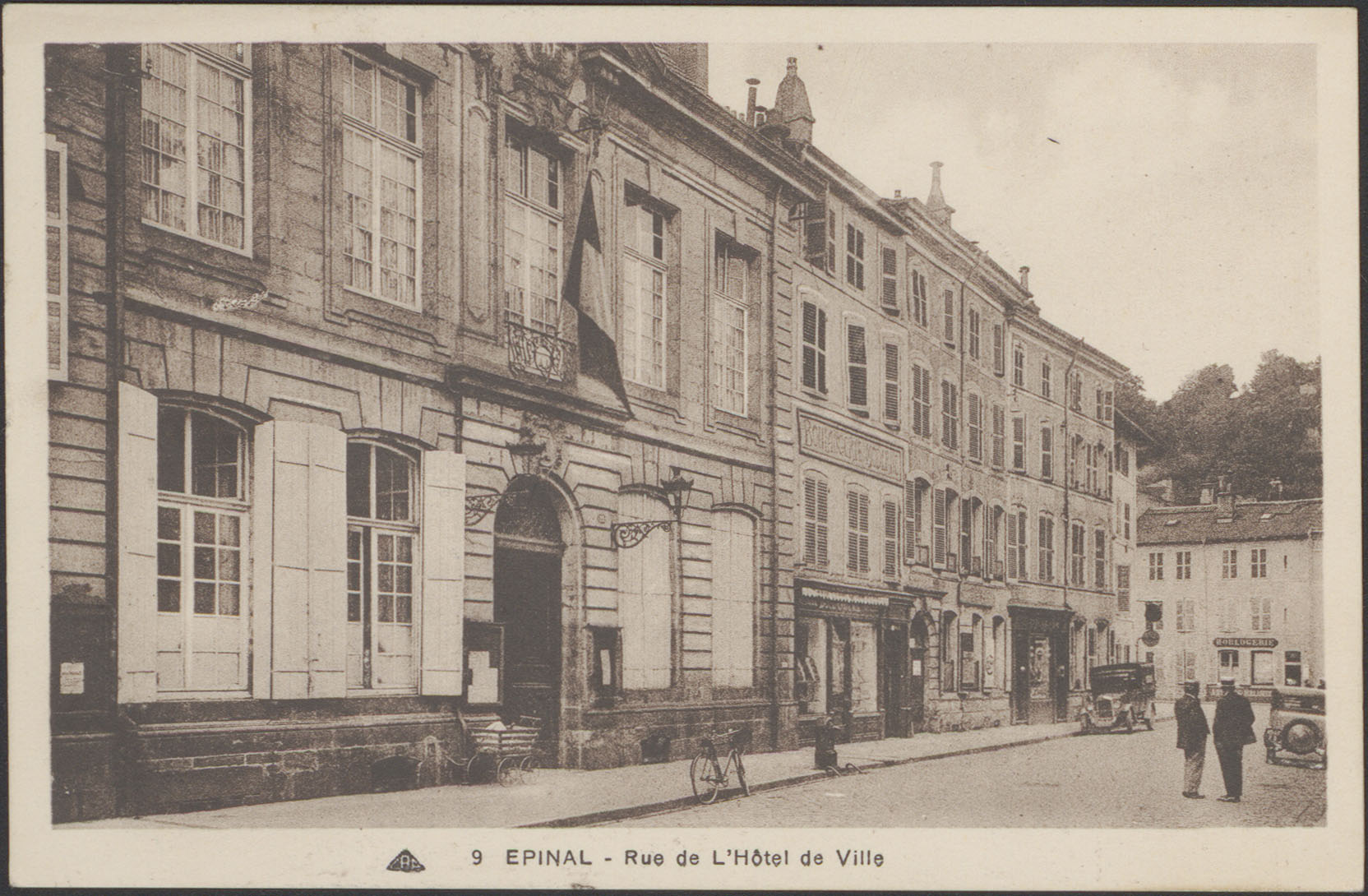
Carte postale représentant la rue de l'Hôtel de Ville à Epinal, entre 1880 et 1945.

En 2023, le budget de la commune était constitué ainsi :
- total des produits de fonctionnement : 59 133 000 €, soit 1 780 € par habitant ;
- total des charges de fonctionnement : 56 376 000 €, soit 1 697 € par habitant ;
- total des ressources d'investissement : 24 257 000 €, soit 730 € par habitant ;
- total des emplois d'investissement : 23 792 000 €, soit 716 € par habitant ;
- endettement : 55 659 000 €, soit 1 676 € par habitant.

Avec les taux de fiscalité suivants :
- taxe d'habitation : 18,81 % ;
- taxe foncière sur les propriétés bâties : 49,18 % ;
- taxe foncière sur les propriétés non bâties : 38,30 % ;
- taxe additionnelle à la taxe foncière sur les propriétés non bâties : 0,00 % ;
- cotisation foncière des entreprises : 0,00 %.

### Jumelages
La ville d'Épinal est jumelée avec :
- Loughborough (Royaume-Uni) depuis 1956, borough de Charnwood[111] ;
- Schwäbisch Hall (Allemagne) depuis 1964, Land de Bade-Wurtemberg ;
- Bitola (Macédoine du Nord) depuis 1968 ;
- Gembloux (Belgique) depuis 1974, province de Namur ;
- La Crosse (Wisconsin)  (États-Unis) depuis 1986, État du Wisconsin[112] ;
- Chieri (Italie) depuis 1999, province de Turin ;
- Nový Jičín (Tchéquie) depuis 2008.

| Ville | Ville           | Pays | Pays              |
| ----- | --------------- | ---- | ----------------- |
|       | Bitola          |      | Macédoine du Nord |
|       | Chieri          |      | Italie            |
|       | Gembloux        |      | Belgique          |
|       | La Crosse       |      | États-Unis        |
|       | Loughborough    |      | Royaume-Uni       |
|       | Nový Jičín      |      | Tchéquie          |
|       | Schwäbisch Hall |      | Allemagne         |

## Équipements et services publics

### Espaces publics
Épinal est labellisée « 4 fleurs » et bénéficie depuis 1988 de la plus haute distinction du concours des Villes et Villages fleuris. Par ailleurs, en matière de matière de développement durable, elle a reçu en novembre 2014 du label CAP Cit'Ergie, déclinaison française du label européen Energie Award visant à honorer les efforts énergétiques déployés pour restreindre le réchauffement climatique.

### Enseignement
Avec 2 800 étudiants en 2019, Épinal est la troisième ville universitaire en Lorraine. Épinal compte plusieurs établissements que ce soit dans les écoles primaires et maternelles, collèges, lycées et dans l'enseignement supérieur tels que :
Établissements d'enseignements : 

#### Écoles maternelles et primaires
- École maternelle et primaire d’Ambrail
- École maternelle du Château
- École maternelle et primaire du 149e R.I.
- École primaire du Centre
- École maternelle et primaire du Champbeauvert
- École maternelle Charles-Perrault
- Groupe scolaire Émile-Durkheim
- École maternelle des Épinettes
- École maternelle Eugène-Rossignol
- École maternelle Guilgot
- École maternelle et primaire Jean-Macé
- École maternelle et primaire de la Loge-Blanche
- École maternelle et primaire Louis-Pergaud
- École maternelle Luc-Escande
- École primaire Maurice-Ravel
- École maternelle et primaire Paul-Émile-Victor
- École maternelle Robert-Lang
- École primaire Gaston-Rimey
- École maternelle et primaire de Saint-Laurent
- École primaire du Saut-le-Cerf
- École maternelle et primaire Victor-Hugo
- École maternelle et primaire Saint-Goëry (privée)

#### Collèges
- Collège Jules-Ferry
- Collège Saint-Exupéry
- Collège Georges-Clemenceau
- Collège privé Notre-Dame

#### Lycées
- Lycée d’enseignement général Claude-Gellée
- Lycée d’État polyvalent Louis-Lapicque
- Lycée des métiers de la conception, de l’automatique et de l’énergie Pierre-Mendès-France, ancienne École nationale professionnelle[116]
- Lors de la rentrée 2009, le lycée professionnel Jean-Charles-Pellerin qui était situé 44 rue Abel-Ferry a fusionné avec le lycée des métiers Pierre-Mendès-France
- Lycée professionnel Isabelle-Viviani
- Lycée privé professionnel hôtelier Notre-Dame
- Lycée privé d’enseignement général et technologique Saint-Joseph

#### Ensemble scolaire
- Ensemble scolaire Notre-Dame/Saint Joseph, regroupant en 2019 le collège privé Notre-Dame, le lycée privé d’enseignement général et technologique Saint-Joseph et le lycée professionnel hôtelier Notre-Dame depuis 2005[117].

#### Enseignement supérieur
- ENSTIB : École nationale supérieure des technologies et industries du bois (université de Lorraine)
- CESS d’Épinal : Antenne de la faculté des sciences et technologies et de la faculté du sport de Nancy (université de Lorraine)
- CEJE : centre d’études juridiques d’Épinal (antenne de la faculté de droit, sciences économiques et gestion de l’université de Lorraine)
- Institut universitaire de technologie d'Épinal - Hubert-Curien
  - Département génie industriel et maintenance
  - Département qualité logistique industrielle et organisation (QLIO)
  - Département techniques de commercialisation
- ESAL-Epinal : École supérieure d’art de Lorraine site d’Épinal
- Espé de Lorraine, (université de Lorraine) - Formation des professeurs des écoles de l'enseignement public.
- Classes préparatoires aux grandes écoles (MPSI, MP) du lycée Claude-Gellée
- IFSI : Institut de formation en soins infirmiers.

## Population et société

### Démographie
Les habitants sont appelés les Spinaliens .

#### Évolution démographique
L'évolution du nombre d'habitants est connue à travers les recensements de la population effectués dans la commune depuis 1793. Pour les communes de plus de 10 000 habitants les recensements ont lieu chaque année à la suite d'une enquête par sondage auprès d'un échantillon d'adresses représentant 8 % de leurs logements, contrairement aux autres communes qui ont un recensement réel tous les cinq ans,.

En 2022, la commune comptait 32 296 habitants, en évolution de +2,34 % par rapport à 2016 (Vosges : −2,96 %, France hors Mayotte : +2,11 %).
| 1793  | 1800  | 1806  | 1821  | 1831  | 1836  | 1841   | 1846   | 1856   |
| ----- | ----- | ----- | ----- | ----- | ----- | ------ | ------ | ------ |
| 6 688 | 7 321 | 7 905 | 7 941 | 9 070 | 9 526 | 10 012 | 11 485 | 11 076 |

| 1861   | 1866   | 1872   | 1876   | 1881   | 1886   | 1891   | 1896   | 1901   |
| ------ | ------ | ------ | ------ | ------ | ------ | ------ | ------ | ------ |
| 11 957 | 11 870 | 11 847 | 14 894 | 16 445 | 20 932 | 23 223 | 26 525 | 28 080 |

| 1906   | 1911   | 1921   | 1926   | 1931   | 1936   | 1946   | 1954   | 1962   |
| ------ | ------ | ------ | ------ | ------ | ------ | ------ | ------ | ------ |
| 29 058 | 30 042 | 28 352 | 26 849 | 27 350 | 27 708 | 23 395 | 28 688 | 30 313 |

| 1968   | 1975   | 1982   | 1990   | 1999   | 2006   | 2011   | 2016   | 2021   |
| ------ | ------ | ------ | ------ | ------ | ------ | ------ | ------ | ------ |
| 36 856 | 39 604 | 37 818 | 36 732 | 35 794 | 34 014 | 32 734 | 31 558 | 32 285 |

| 2022   | - | - | - | - | - | - | - | - |
| ------ | - | - | - | - | - | - | - | - |
| 32 296 | - | - | - | - | - | - | - | - |

La population d'Épinal par nationalité et origine en 2020 est la suivante :
|            | Population totale | Français | Non-immigrés | Étrangers | Immigrés |
| Population | 31 832            | 29 605   | 28 593       | 2 227     | 3 239    |
| %          | 100,0             | 93,0     | 89,8         | 7,0       | 10,2     |

La démographie d’Épinal a toujours été intimement liée à l’industrie du textile, industrie longtemps dominante dans la région. Le tableau présenté ci-dessous permet de distinguer plusieurs périodes marquantes. Si la ville a gagné plus de 10 000 habitants entre 1870 et 1890, c’est pour plusieurs raisons. D’une part, l’essor de l’industrie textile y a joué un rôle important, mais ici, c’est surtout la position géographique d’Épinal qui a été l’élément prédominant. En 1871, Épinal devint une ville proche de la nouvelle frontière d’Alsace-Lorraine et accueillit à ce titre une très importante garnison (14 000 hommes en 1914) qui en fit l’une des quatre grandes places fortes de l’Est. Durant cette période, les alsaciens ayant opté pour conserver leur nationalité française s’y installèrent et alimentèrent la prospérité économique. L’industrie cotonnière profita ainsi dans la vallée de la Moselle de la main-d’œuvre importante et des circonstances politico-militaires.
Les autres fluctuations démographiques s’expliquent par l’exode rural et, à partir des années 1980, par le déclin prononcé de l’industrie textile.
Toutefois, la baisse récente de la population à Épinal est à relativiser. En effet, territorialement, le dernier recensement[Lequel ?] confirme la poursuite d’une tendance de fond : la périurbanisation. La population de l'agglomération spinalienne augmente depuis 1999. Autour d’Épinal, les communes les plus emblématiques de ce phénomène sont La Baffe, Darnieulles, Golbey, Les Forges, Fontenay, Longchamp, Uxegney et Sanchey, ainsi que Hadol, Pouxeux et Raon-aux-Bois en direction de Remiremont. Par essence, ces communes de périphérie constituent l'aire urbaine d'Épinal. Elles affirment leur vocation résidentielle en enregistrant une accélération du rythme des constructions neuves et en envoyant chaque jour 25 % à 50 % de leurs actifs travailler dans l’agglomération spinalienne. Au regard de la bonne tenue des naissances et de la hausse du nombre de constructions neuves dans ces communes, cette situation semble traduire l’installation pérenne de jeunes couples avec enfants.
La population de l’unité urbaine d’Épinal a tendance à stagner depuis plusieurs décennies (61 880 habitants en 2019 contre 61 480 en 1968)

#### Pyramide des âges
La population de la commune est relativement jeune.
En 2018, le taux de personnes d'un âge inférieur à 30 ans s'élève à 38,4 %, soit au-dessus de la moyenne départementale (31,2 %). À l'inverse, le taux de personnes d'âge supérieur à 60 ans est de 26,7 % la même année, alors qu'il est de 31,0 % au niveau départemental.
En 2018, la commune comptait 15 541 hommes pour 16 682 femmes, soit un taux de 51,77 % de femmes, légèrement supérieur au taux départemental (51,31 %).
Les pyramides des âges de la commune et du département s'établissent comme suit.
| Hommes | Classe d’âge | Femmes |
| ------ | ------------ | ------ |
| 0,8    | 90 ou +      | 2,3    |
| 6,4    | 75-89 ans    | 11,7   |
| 15,3   | 60-74 ans    | 16,6   |
| 17,7   | 45-59 ans    | 19,6   |
| 17,0   | 30-44 ans    | 15,6   |
| 25,2   | 15-29 ans    | 19,0   |
| 17,6   | 0-14 ans     | 15,2   |

| Hommes | Classe d’âge | Femmes |
| ------ | ------------ | ------ |
| 0,8    | 90 ou +      | 2,3    |
| 8,1    | 75-89 ans    | 11,6   |
| 20,5   | 60-74 ans    | 21     |
| 21,1   | 45-59 ans    | 20,4   |
| 16,9   | 30-44 ans    | 16,2   |
| 16     | 15-29 ans    | 13,7   |
| 16,5   | 0-14 ans     | 14,9   |

### Manifestations culturelles et festivités

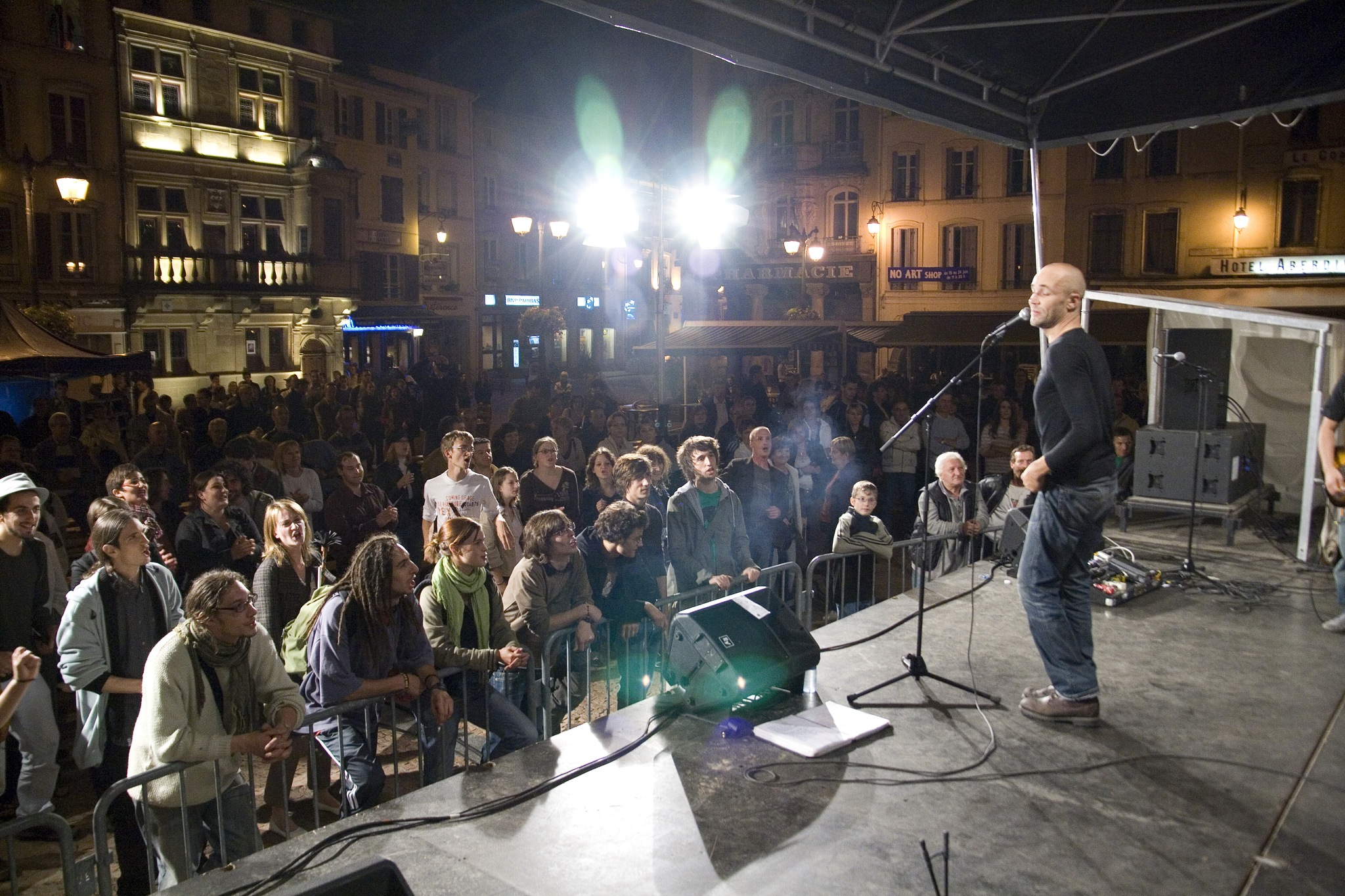
Concert sur la place des Vosges.

#### Manifestations culturelles et festivités
La ville d’Épinal - cité des images et des contes de fées, disait-on autrefois -, développe une politique culturelle. Elle possède une école supérieure d’art, un conservatoire à rayonnement départemental (le Conservatoire Gautier-d'Épinal), un musée de l’Image, une galerie d’exposition artistique, etc. Dans le cadre d’un syndicat intercommunal, elle a donné naissance à Scènes Vosges qui propose désormais des manifestations dans trois lieux : le théâtre, l’auditorium de la Louvière et la Rotonde, un lieu à Thaon-les-Vosges. Une Scène de musiques actuelles (Smac) existe dans les communes de Thaon-les-Vosges et Épinal.
Plusieurs manifestations organisées par la Ville rassemblent chaque année des milliers de personnes.
- Les Imaginales :

Le Festival des mondes imaginaires qui a lieu chaque année quatre jours en mai depuis 2002 rassemble une centaine d’auteurs, illustrateurs, scientifiques de haut niveau, critiques, etc. Consacré à la fantasy, la science-fiction, au roman historique, au fantastique, aux contes et légendes, il cherche à décloisonner les genres. Plusieurs prix littéraires (les Prix Imaginales) y sont décernés.
- Portes ouvertes de l'Imagerie, week-end de Pâques ou de la Toussaint.
- Rues & Cies, le deuxième week-end de juin. Théâtre de rue.
- La fête des Images : lancé en 2015 à l'occasion des journées du Patrimoine, troisième week end de septembre. Projection de film à travers des images diffusé sur les monuments de la ville (Place des Vosges, Place de l'Âtre, Musée du chapitre…). Un parcours permet de découvrir la ville à travers ces films[128].
- Fête de la biodiversité, en juin : au parc du château d'Epinal.
- Les Larmes du rire, dix jours en octobre. Théâtre burlesque.
- Les Cybériades : lancé en 2001, à l’initiative du conseil des jeunes, il s’agit d’un tournoi de jeux vidéo sur console et sur PC.
- Fête de l’internet : depuis 2002, la Ville d’Épinal participe à la fête de l’internet. Créée en 1997, cette fête a pour but de sensibiliser les Français à l’utilisation des nouvelles technologies et Internet en particulier[129].
- Jeux & Cies, au mois de mars. Festival sur le thème du jeu.
- Zinc Grenadine, au mois d'avril. Festival consacré à la littérature destinée à la jeunesse.
- GéNériQ, festival des tumultes musicaux, en novembre. Depuis 2007.
- The Spin Festival, festival musical, en avril ou mai.
- L’été des artistes : depuis 2003, cette manifestation réunit, place des Vosges, chaque samedi de juillet et d’août, et au parc du Château chaque mercredi de juillet et août, des artistes et artisans d’art[130]. La manifestation se déroule autour d’un chapiteau, où des graveurs contemporains renommés exécutent en public des démonstrations autour de l’art pictural : Joêl Roche (Prix de Rome), Jean-Pierre Lécuyer, Dominique Lecomte, Gérard Bretin, etc.
- Festiconv SeNyu, au mois de mars, depuis 2013. Festival consacré à la culture Japonaise.
- Les Défis du bois, au mois de mai. Compétition estudiantine autour du thème du bois.
- Farmer City, décembre : Le centre-ville se transforme en ferme géante.

#### Salons et congrès
Cette section ne s'appuie pas, ou pas assez, sur des sources secondaires ou tertiaires indépendantes du sujet. Le texte peut contenir des analyses inexactes ou inédites de sources primaires.
Pour l'améliorer, ajoutez-en, ou placez des modèles {{Source secondaire souhaitée}} ou {{Source secondaire nécessaire}} sur les passages mal sourcés. (mars 2024)
Les salons et congrès se déroulent majoritairement au Centre des Congrès d'Epinal.
- Salon Habitat & Bois, 5 jours en septembre. Festival autour du thème du bois et de l'habitation (380 exposants). Le plus gros salon organisé à Épinal avec près de 55 000 visiteurs chaque année venus de tout le Grand Est.
- Salon Planète et énergies, au mois de février. Salon consacré à la thématique des économies d'énergie (180 exposants). Unique dans le Grand Est.
- Salon des antiquaires et de la brocante, au mois de février. (70 exposants)
- Salon du véhicule d'occasion : avril. Plus de 300 véhicules exposés sur 5 000 m2.
- Salon de l'auto, début novembre.
- Salon Vitalité et bien être : février. Les visiteurs peuvent y découvrir un panorama complet des médecines douces et des nouvelles méthodes de santé au naturel.
- Salon Green Expo : Mars. Ce salon « vert » est l’endroit idéal pour chouchouter son jardin, son balcon, sa terrasse.
- Salon de la Gourmandise et des arts de la table, en novembre. (Plus de 120 exposants)
- Salon du petit élevage : novembre. Il réunit les plus beaux spécimens de la basse-cour des Vosges.
- Salon des pêcheurs, en novembre à l'Espace Cours.
- Salon du tatouage "Epinal tattoo show".
- Salon "Vosges trotter" : avril. Il assemble les acteurs du voyage et de l’évasion du tourisme vosgien.
- Salon du vin bio : Mars. Il rassemble des exposants venus de toute la France présentant une centaine de références.
- Salon de la bière "Spinabeer" : Une dizaine de brasseurs présentent leurs breuvages.

#### Manifestations culturelles
Cette section ne s'appuie pas, ou pas assez, sur des sources secondaires ou tertiaires indépendantes du sujet. Le texte peut contenir des analyses inexactes ou inédites de sources primaires.
Pour l'améliorer, ajoutez-en, ou placez des modèles {{Source secondaire souhaitée}} ou {{Source secondaire nécessaire}} sur les passages mal sourcés. (mars 2024)
La vie associative culturelle propose également des manifestations. Par exemple :
- Floréal musical d’Épinal : depuis plus de vingt ans, le Floréal musical d’Épinal donne rendez-vous chaque printemps aux mélomanes. C’est un festival éclectique, festif, parcourant tous les répertoires et toutes les époques de la musique classique, avec des incursions dans les musiques traditionnelles et l’improvisation.
- Festival Rues et Cies : festival de rues burlesque rassemblant une vingtaine de compagnie professionnelles ou amateurs durant 3 jours mi-juin.
- Les Négociales, challenge national du commerce, en mars.
- Concours international de piano d'Épinal : en mars les années impaires.
- Concours artistique d'Épinal : en mars et avril, sur cinq week-ends, chaque année. Concours associatif réalisé depuis 1953, en partenariat notamment avec le conservatoire Gautier-d'Épinal, mettant en compétition de nombreux candidats sur nombre d'instruments musicaux, ainsi qu'en chant lyrique.
- Conservatoire Gautier-d'Épinal : le conservatoire spinalien propose un certain nombre de concerts, de divers styles de musiques, des étudiants ou des professeurs, tout au long de l'année. Soit dans l'auditorium du conservatoire, soit sur diverses autres scènes (théâtre municipal ou auditorium de la Louvière).
- Concerts classiques d'Épinal : série de concerts classiques, de septembre à mars, organisés par une association.
- Cafés-jazz et Cafés-chansons : série de concerts musicaux, le plus souvent de jazz, proposés de septembre à avril par l'association Lavoir entendu, généralement au lavoir-théâtre Georges-Brassens, et parfois au Théâtre municipal.
- Tréteaux de Léo : festival de théâtre organisé par le centre Léo-Lagrange, sis quartier du Saut-le-Cerf
- Amis du théâtre populaire : association théâtrale diffusant des pièces de théâtre tout au long de l'année.
- Cercle d'art lyrique d'Épinal : association de diffusion de représentations d'opéra.
- Université de la culture permanente : conférence d'un universitaire pour tous publics, sur des thèmes variés (politique, histoire, philosophie, sociologie, économie, sciences, arts, droit, géographie…), chaque jeudi hors vacances scolaires de septembre à juin, à la salle de spectacles du plateau de la Justice.

#### Fêtes traditionnelles

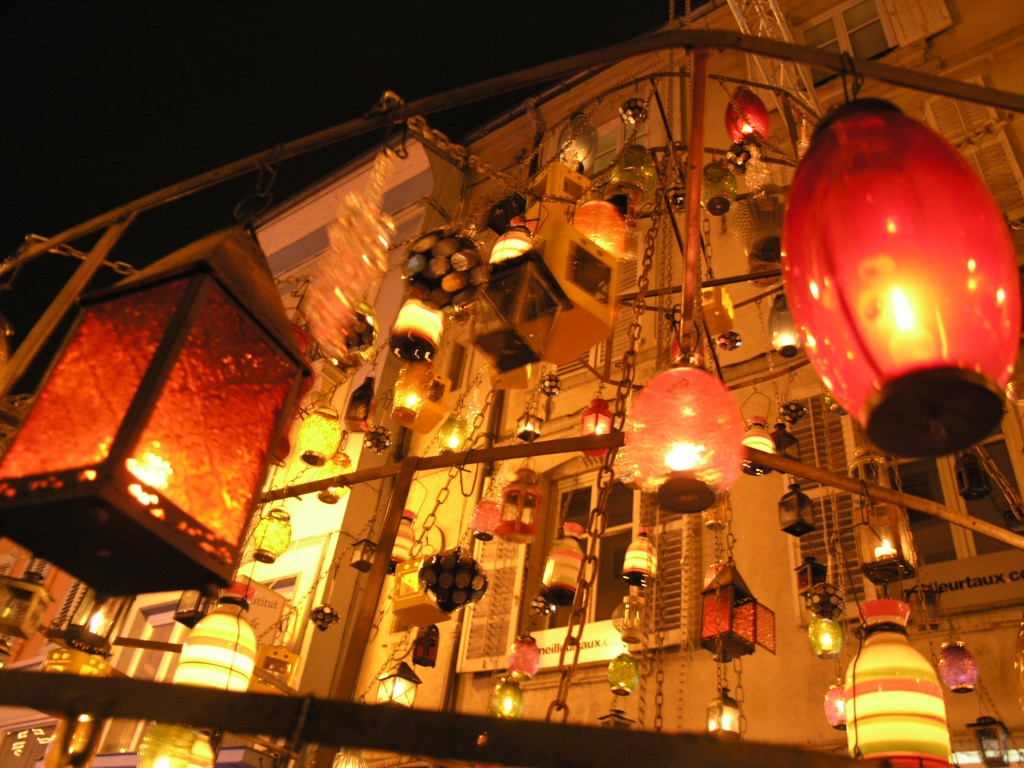
Marché de Noël d'Épinal.

Des fêtes traditionnelles et populaires ponctuent également le calendrier spinalien :
- Les Champs golots : le samedi des Rameaux, cette fête populaire marque la fin de l’hiver. Pour symboliser le dégel des ruisseaux, un bassin est créé dans la rue devant l’hôtel de Ville et les enfants y font naviguer des bateaux de leur fabrication, tout illuminés.
- La fête foraine de la Saint-Maurice se tient tous les ans au Champ de Mars, durant trois semaines, à cheval sur les mois de septembre et d’octobre. (109 manèges et attractions)
- Le Village de Noël : du 1er au 24 décembre, depuis 1999, au centre-ville. Bien sûr, il y a une quarantaine de chalets emplis de cadeaux à offrir ou à s’offrir, de mets de fêtes et de tant d’autres choses… Mais il y a aussi des animations, une grande exposition sous chapiteau, des promenades en calèche, des sculpteurs sur glace ; un calendrier de Noël géant (créé par un artiste différent chaque année) s’affiche chaque jour sur la façade de l’hôtel de ville, une patinoire s'installe Place des Vosges[131].
- Saint-Nicolas : sans aucun doute, la plus populaire des fêtes spinaliennes[132]. Chaque premier samedi de décembre, un grand cortège de chars est organisé dans les rues de la cité. Le « saint patron » des enfants se voit précédé par des dizaines de chars décorés et animés par diverses organisations locales. Traditionnellement, le père Fouettard clôt le défilé. Après deux tours dans la ville, les spectateurs se dirigent vers les quais de la Moselle et sur les ponts pour écouter le discours de saint Nicolas, le voir « s’envoler dans le ciel » et admirer un feu d’artifice[133].

La ville d’Épinal est représentée internationalement lors de divers festivals folkloriques depuis 1959 par un groupe folklorique municipal nommé Les Pinaudrés.

### Santé

Carte de l'hôpital avec les aménagements successifs.

La ville possède des hospices mentionnés depuis l'an 1000. L'hôpital Saint-Maurice est le principal site hospitalier de la ville entre 1629 et 1967. Il ferme en 1968.

Hôpital Saint-Maurice au début du XXe siècle.
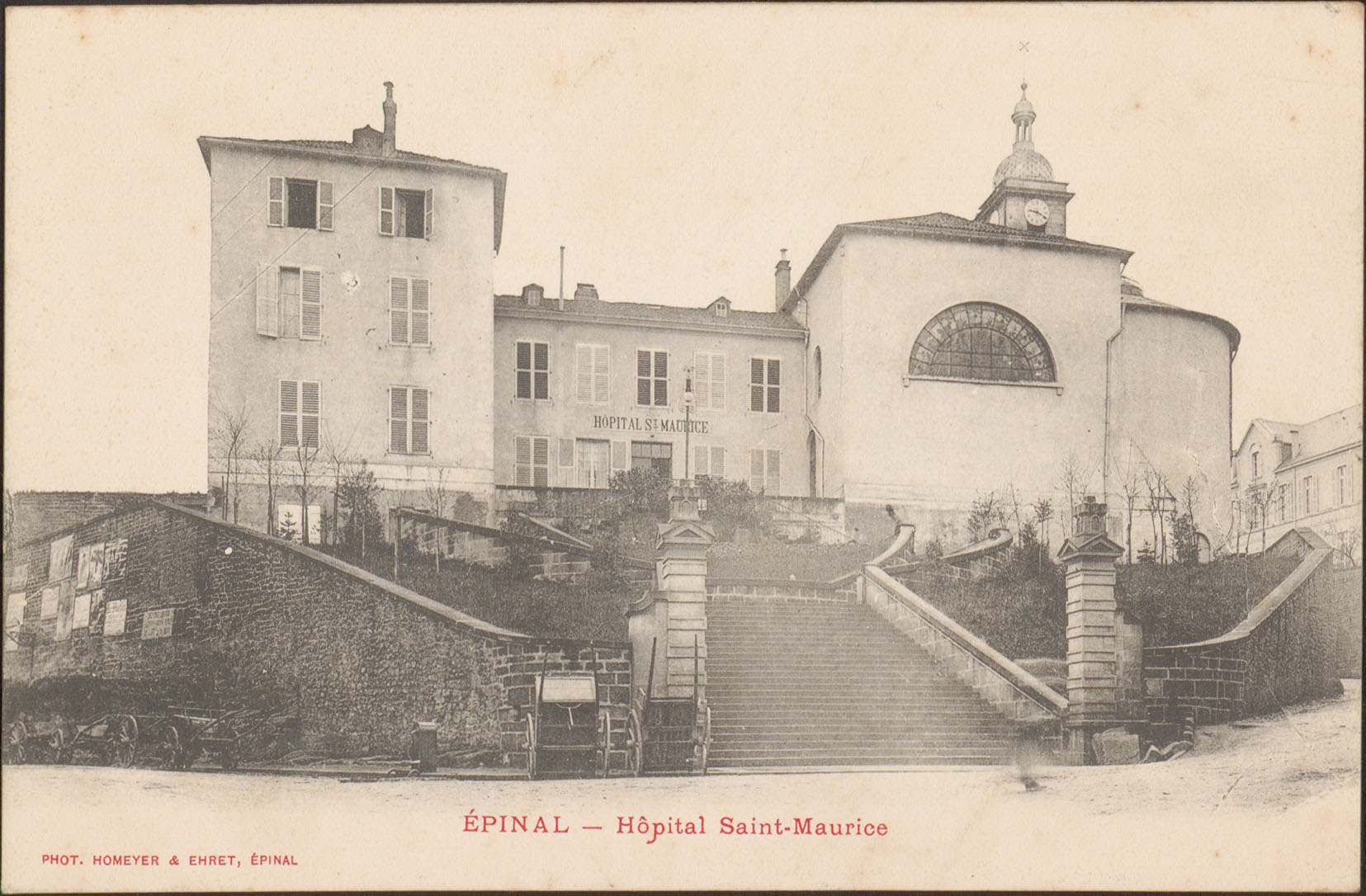
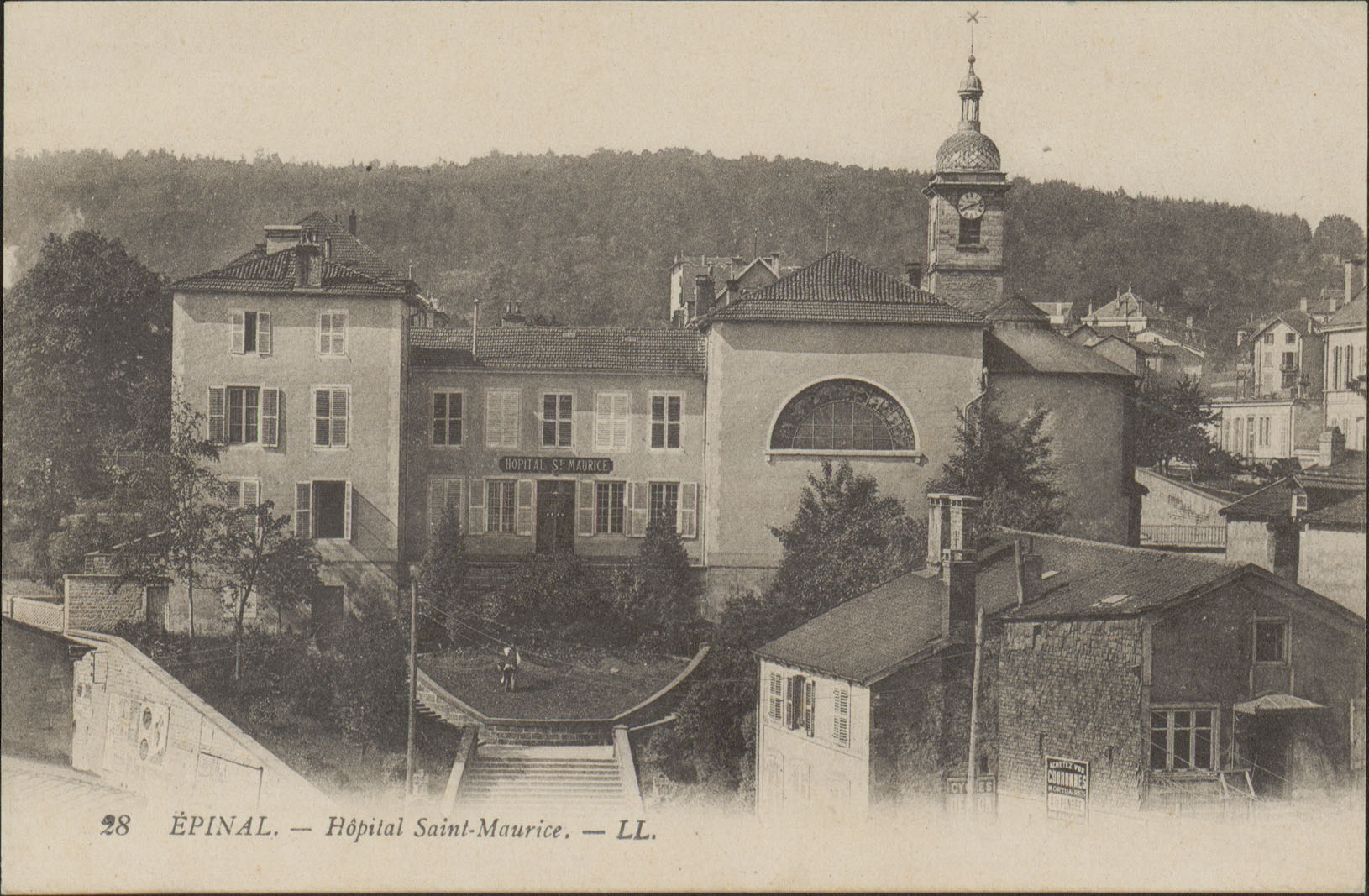

Un nouveau centre hospitalier est construit dans les années 1960 sur les hauteurs de la ville, à la ZUP du plateau de la Justice. Il prend le nom de Jean Monnet en 1991 et connait plusieurs modernisations et de nombreux agrandissements entre les années 1970 et 2010. Cet hôpital est frappé dans les années 2000 par l'affaire des surirradiés en raison d'une mauvaise utilisation de la radiothérapie sur des patients atteints de cancer.
Dès 2003 est étudiée la construction d'un nouvel hôpital. Après la fusion administrative le 1er janvier 2012 du CH Jean-Monnet d'Épinal et du CHI de Golbey, les travaux vont s'étaler de 2014 et 2021. Un temps appelé NHE pour nouvel hôpital d'Épinal, il est dédié à Émile Durkheim et ouvre ses portes le 8 mars 2021. L'ancien site est désaffecté et doit être démoli à l'exception du pavillon Robert-Schumann, toujours actif.
Le nouveau site est plus spacieux pour une grande capacité d'accueil et possède un matériel connecté y compris les lits de réanimation et des robots de manutention. Le tout nouveau CH Émile-Durkheim d'Epinal était très attendu par l'ensemble des Vosgiens puisque dimensionné pour un bassin de 265 000 habitants.

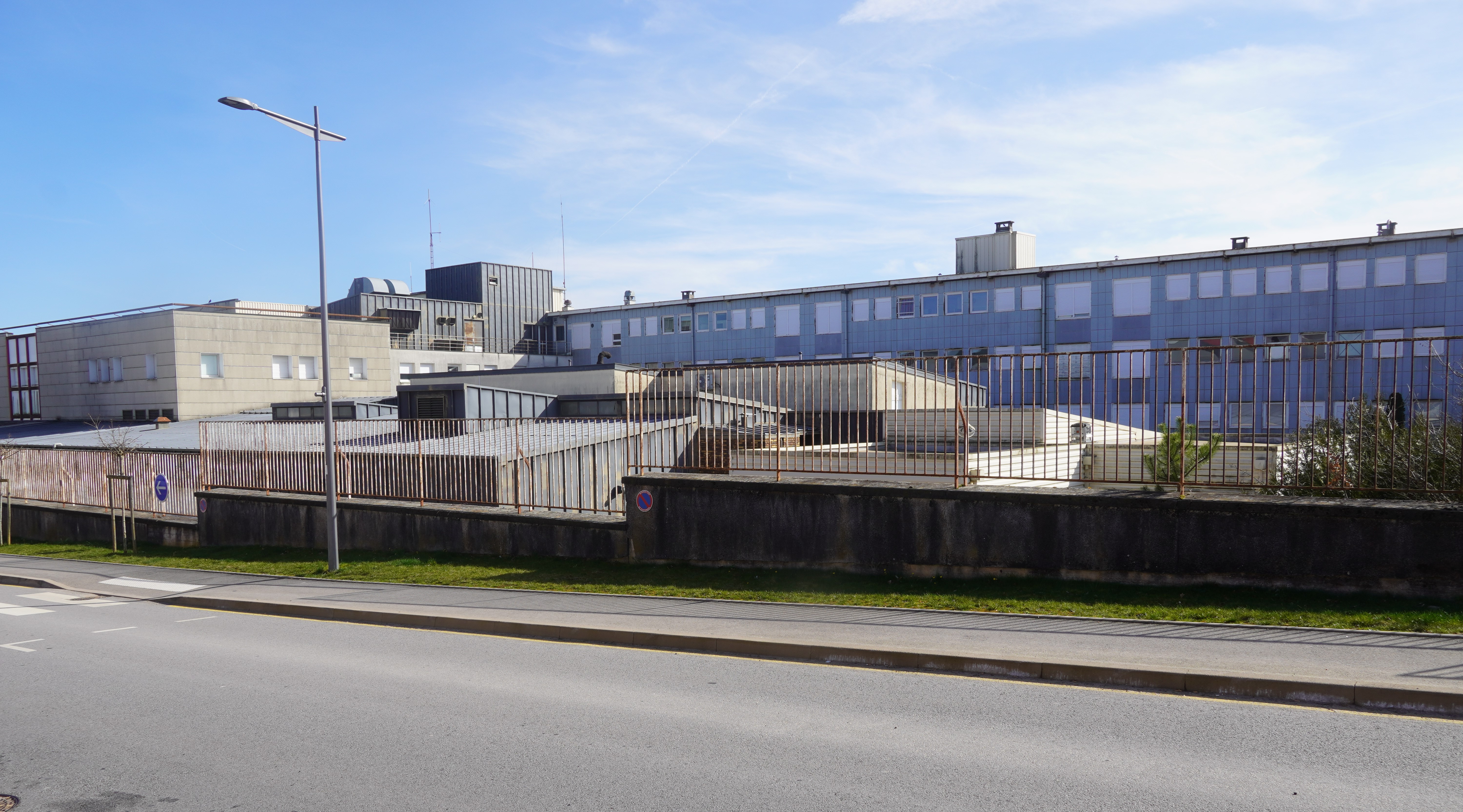
L'ancien centre hospitalier Jean-Monnet.
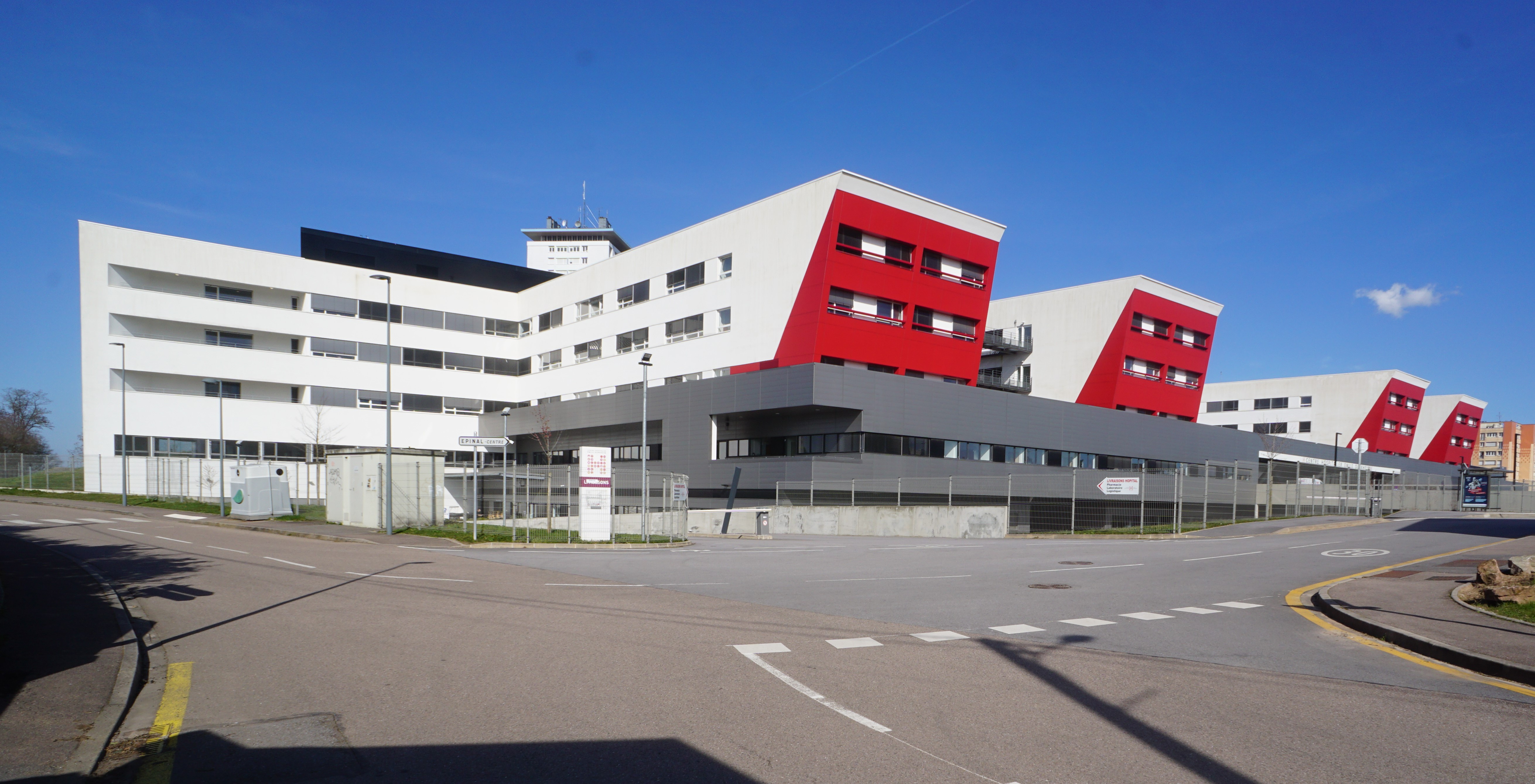
Le centre hospitalier Émile-Durkheim.

### Sports et loisirs
Il existe des dizaines de clubs et d’associations sportives à Épinal. Voici les principaux :
- Épinal Hockey Club (Wildcats d'Épinal) : Hockey sur glace Patinoire de Poissompré
- SAS (Stade athlétique spinalien) : Football (National 2), (qui se distingue notamment en battant l'Olympique lyonnais en 32e de finale de la coupe de France en 2013), Volley-ball (Championnat de France National 1 Masculin)
- GET Vosges : Basket-ball (Nationale 1)
- Première compagnie d'archers d'Épinal : tir à l'arc
- Club de patinage sur glace d'Épinal : danse sur glace
- GESN (Golbey Épinal Saint-Nabord) : canoë-kayak
- ESS Épinal : athlétisme
- JSP : Jeunes sapeurs-pompiers
- CNE : Cercle des nageurs d’Épinal
- Épinal Handball (Championnat de France National 2 masculin)
- ASPTT Épinal natation
- Golf club des Images d’Épinal : golf
- Aviron-club d’Épinal : aviron
- Route d’Archettes : cyclisme
- Véloce club Spinalien : cyclisme
- Les Enfants du roc : escalade
- Société d’escrime spinalienne : escrime
- Société hippique d’Épinal
- Judo-club spinalien, Les Amis de Georges, Judo Bushido club : judo
- Moto-club Spinalien, Moto-club des Images : moto-cross, motocyclisme
- Club vosgien d’Épinal : randonnée pédestre
- RAEG (Rugby Athlétique Épinal Golbey) : rugby
- Cercle de voile d’Épinal : voile
- Taekwondo Épinal club
- Tennis-club Spinalien
- Top spinalien pongiste : tennis de table
- Galaxy gym : boxe thaï et boxe américaine
- Samouraï gym : remise en forme, musculation, gym, squash, sauna, karaté, self défense
- Pop'Fly d'Épinal : softball et baseball
- CBE Club de badminton d'Épinal : badminton
- LPE La pétanque d'Épinal : pétanque
- Aïkido club Épinal : aïkido
- Les Pinaudrés (groupe folklorique)
- Temps Danses 88 : chorégraphies, hip-hop, salsa et bachata
- Les Scorpions Roller hockey

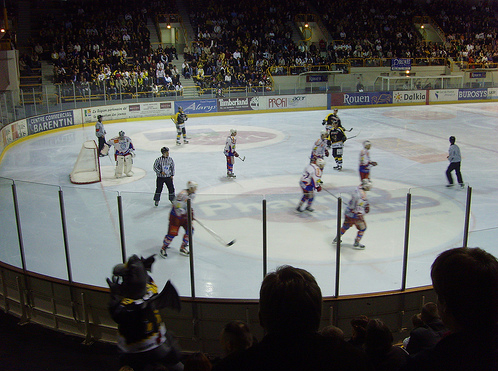
Match de hockey Rouen - Épinal.
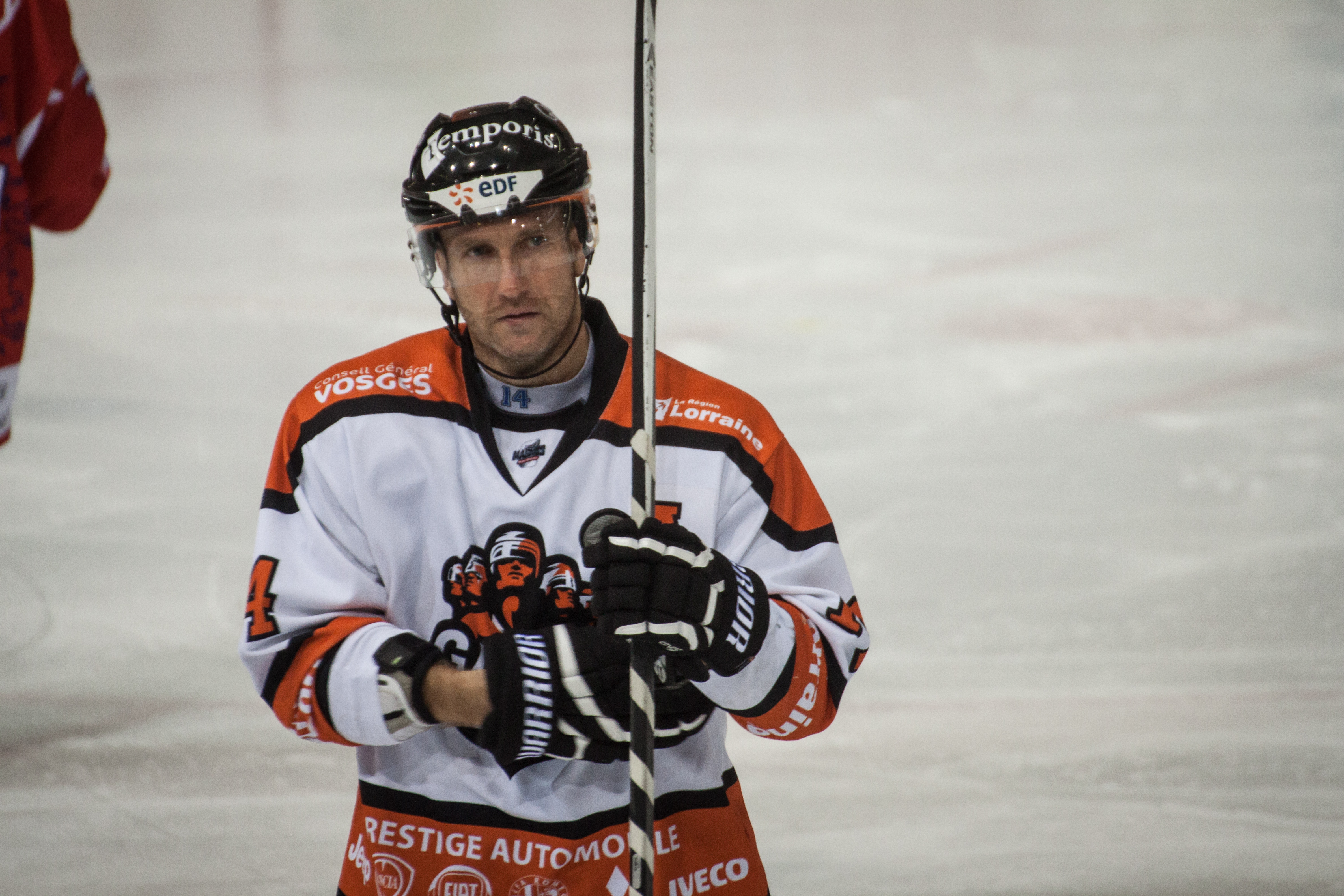
Jan Plch lors de la 1/2 finale retour Grenoble-Épinal à la Patinoire Polesud.
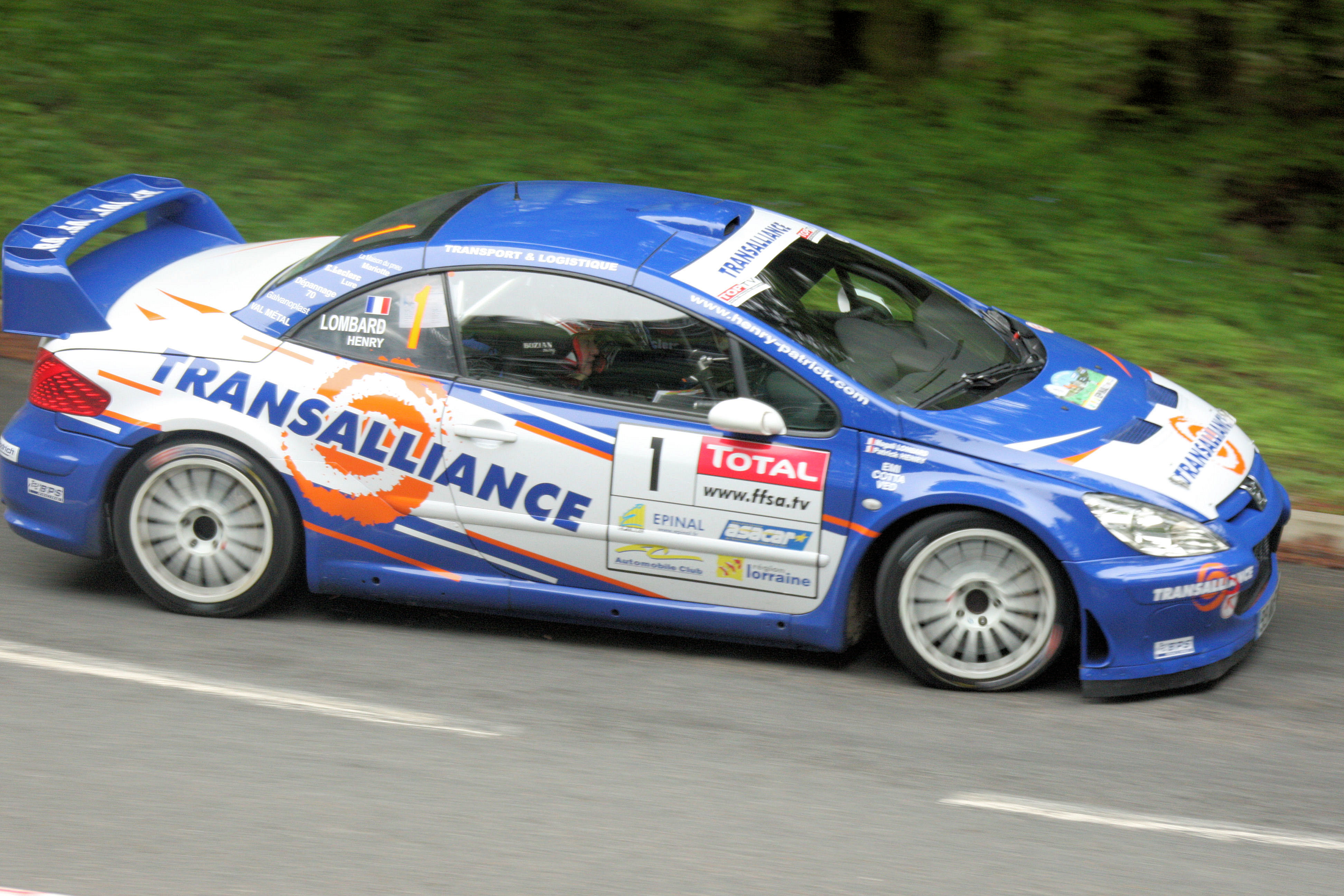
Patrick Henry Peugeot 307 WRC, 2008 Rallye Alsace Vosges.
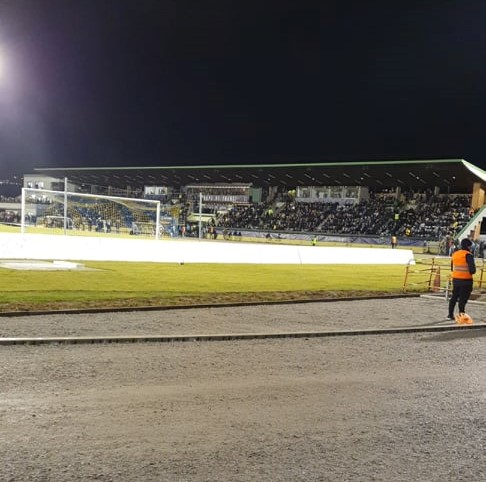
SAS Epinal - LOSC en 1/16ème de finale de Coupe de France au Stade de la Colombière (2020)

#### Manifestations sportives
- La ville a accueilli quatre fois le Tour de France : 1954, 1985, 1987 et 1990.

- En 2021, Épinal organise pour la 1re fois les Championnats de France sur route.

### Cultes

#### Catholicisme
- La basilique Saint-Maurice.
- L’église Notre-Dame-au-Cierge (Avenue De Lattre de Tassigny) a été construite initialement en 1900 et achevée en 1939 sous l'impulsion d'Evrard, curé de Notre-Dame de 1920 à 1953, l'église Notre-Dame-au-Cierge a été détruite par les bombardements des 11 et 23 mai 1944 sur la ville d’Épinal. Elle est reconstruite en 1958, selon une conception résolument moderne avec Jean Crouzillard pour architecte qui fait appel pour le décor à deux artistes reconnus, Gabriel Loire pour les verrières, notamment celle du chœur d’une superficie de 180 m2 qui retrace la vie de la Vierge Marie et Léon Leyritz pour la réalisation de la porte centrale en émail cloisonné sur cuivre sur le thème du Christ rayonnant sur le monde. En outre, l'église abrite la statue de Notre-Dame-au-Cierge qui, selon la tradition, est arrivée à Épinal sur les flots de la Moselle en crue le 25 octobre 1778, lors du « déluge de la Saint-Crépin ». L'église fait partie des trois édifices lorrains retenus par le ministère de la Culture pour recevoir le label XXe siècle. Elle est classée monument historique par arrêté du 15 avril 2011[135].
- L’église Saint-Laurent (Départementale 434) rue de la 7e Armée : la première pierre de l'édifice est posée en juin 1868 par Louis-Marie Caverot, évêque de Saint-Dié, alors que le village de Saint-Laurent n'est pas encore rattaché à Épinal. La nouvelle église construite dans le style néo-gothique est consacrée le 22 septembre 1869 en conservant le vocable de Saint-Laurent alors que la relique du saint martyr est transférée de la chapelle du Vieux-Saint-Laurent en la nouvelle église en 1883. La tour a été construite en 1892. La première cloche (800 kg, fonderie de Robécourt) a été installée en 1870, les deuxième et troisième (1310 et 690 kg) proviennent des ateliers Drouot d’Arras. Elle a conservé la totalité de son décor originel. Une remarquable chapelle est aménagée à droite de l'entrée après la Première Guerre mondiale en souvenir des soldats de la paroisse morts pour la France.
- L’église Sainte-Maria-Goretti (quartier de la Vierge et de la Quarante-Semaine) (rue Jules Meline) : la première pierre de l'église a été posée le 30 juin 1956 en la fête de Notre-Dame-de-la-Consolation par Henri Brault, évêque de Saint-Dié. La construction s'opère sur des plans des architectes Deschler et Crouzillard sous l'impulsion de l'abbé Villaume. Dès 1959, la première messe est célébrée en l'église tandis que les travaux durent encore plusieurs années. Les cloches sonnent en 1964. L'église est consacrée sous le vocable de Sainte-Maria Goretti le 30 octobre 1966 par Jean Vilnet, évêque de Saint-Dié. En 1971, la statue de "Notre-Dame de Consolation", venue de la basilique Saint-Maurice revient près du lieu de ses origines. Le grand vitrail du chœur représentant l'Arbre de Vie est dû au maître verrier Gabriel Loire.
- L’église Saint-Antoine-de-Padoue (quartier du Champ-du-Pin) (rue Amand-Colle) : la première pierre est posée le 11 juillet 1897 au cœur des nouveaux quartiers industriels qui se développent après la guerre de 1870 avec l'afflux des réfugiés alsaciens[136]. C'est un édifice de style romano-byzantin construit par l'architecte Lanternier de Nancy et l'entrepreneur spinalien Hiessler. La première messe est célébrée en mars 1898 mais l'église reste longtemps inachevée : son clocher n'est érigé qu'après 1950. Elle a conservé son décor d'origine, notamment les fresques achevées en 1902 qui représentent saint Antoine parlant aux poissons dans le transept droit et, dans le transept gauche, la vision de sainte Bernadette à la grotte de Lourdes. Le décor est complet avec un grand autel surmonté d’une statue du Sacré-Cœur ouvrant largement les bras à la population de ce quartier ouvrier d’Épinal. Enfin, dans le transept gauche, on peut admirer le vitrail de Notre-Dame des Usines offert par les ouvriers des établissements Boeringer et Steinbach en juillet 1901.
- L’église de la Sainte-Famille (quartier du Saut-le-Cerf) (rue du Couarail) a été construite entre 1955 et 1958 sur les plans de l'architecte Jacquot et sous l'impulsion de l'abbé Sinteff[137], premier curé de la paroisse, qui se fit récupérateur de ferrailles, de bois ou de livres pour financer la construction de l'église. De nombreuses familles du quartier ont aidé à sa construction ce qui explique le vocable sous lequel la paroisse a été créée. L'autel en grès de Bourgogne a été consacré en 1969 par Jean Vilnet.
- L’église Saint-Paul (place d'Avrinsart) a été construite en même temps que le quartier du plateau de la Justice, les premiers projets de l'église datant de 1962. Sa naissance est due aux efforts de l'abbé Paul Nicolas, qui se transforme en forain pour financer le projet. L'édifice est construit à partir de 1970 sur un plan triangulaire avec un plafond en bois qui monte depuis le chœur jusqu'à une flèche qui culmine à 20 mètres de hauteur. Elle est l'œuvre de l'architecte Igor Ivanoff. Jean Vilnet, évêque de Saint-Dié, y célèbre la première messe le 22 avril 1972. Par leur forme, l'église et le centre paroissial Saint-Paul sont parfaitement intégrés à l'architecture de la place d'Avrinsart, place centrale du quartier du plateau de la Justice.
- La chapelle Notre-Dame-de-Consolation (dite chapelle de la Quarante-Semaine) a été construite en 1909-1910 grâce à une souscription des paroissiens de Saint-Maurice et des habitants du quartier en raison de l'éloignement de l'église Saint-Maurice. Elle rappelle par sa présence une première chapelle construite à proximité en 1658 qui, avant la Révolution, abritait un pèlerinage très actif à Notre-Dame-de-Consolation dont la statuette avait été découverte dans le tronc d'un chêne par des bûcherons vers 1650. Cette chapelle fut démolie pendant le Révolution. La statuette fut alors placée dans l'église Saint-Maurice puis dans la nouvelle église Sainte-Maria-Goretti du quartier de la Vierge en 1971.
- La chapelle Saint-Michel (intersection rue Émile Zola-faubourg de Poissompré)[138] a été fondée sur la colline dite Mont-le-Duc le 18 mars 1479 par un riche bourgeois d'Épinal, René Morlot[139], la chapelle Saint-Michel devient un ermitage à partir du XVIe siècle et abrite un chapelain jusqu'à la Révolution. Après sa vente comme bien national, plusieurs propriétaires se succèdent jusqu'à ce que l'abbé Brenier, curé de la paroisse Saint-Maurice l'achète en 1876 et la fasse restaurer. Son intérêt artistique tient dans son architecture gothique et dans ses fresques des XVe et XVIe siècles qui représentent le Jugement dernier, saint Pierre et saint Michel ainsi que les symboles des quatre évangélistes (un ange, un lion, un taureau et un aigle). Elle constitue un remarquable témoignage de l'art religieux du XVe siècle à Épinal. Inscrite à l’inventaire supplémentaire des Monuments Historiques par arrêté du 6 mai 1992[140].
- La chapelle du Vieux-Saint-Laurent (rue Haute) est d’origine inconnue. Elle a peut-être été construite à la fin du XVe siècle ou au début du XVIe siècle à l'emplacement d’une autre église. L’autel du XVIIIe siècle en bois doré est classé monument historique depuis 1960. Il est construit sur un autel en grès datant du XVIe siècle. En 1752, elle a reçu une relique de saint Laurent. Cette dernière se trouve maintenant dans l’église paroissiale.
- La chapelle de l'institution Notre-Dame (rue des Jardiniers) (actuellement ensemble scolaire Notre-Dame-Saint-Joseph) : d'une forme originale, sa première pierre a été posée en 1957. Elle est consacrée en 1961 sous le vocable de la Bienheureuse Alix Le Clerc, fondatrice de l'ordre des chanoinesses de Saint-Augustin de la Congrégation Notre-Dame.
- La chapelle du lycée Saint-Joseph (rue des Soupirs).
- La chapelle des Frères Franciscains actuellement, inspection académique (rue Antoine Hurault).

#### Autres Églises chrétiennes
- L'Église évangélique (rue de Lorraine).
- L'Église adventiste du Septième Jour (rue Roland Thiéry).
- Salle du Royaume (rue Léon Valentin).

#### Édifices juifs
- La synagogue (rue Charlet) date de 1863, détruite en 1940, reconstruite en 1952 ; le culte est toujours célébré dans une nouvelle synagogue de style moderne[141].

#### Édifices protestants
- Le temple protestant (rue de la Préfecture) a été inauguré le 21 septembre 1873 sur les plans de l’architecte Risler, situé 28 rue de la Préfecture[142], et son orgue de 1874 des frères Wetze[143],[144].

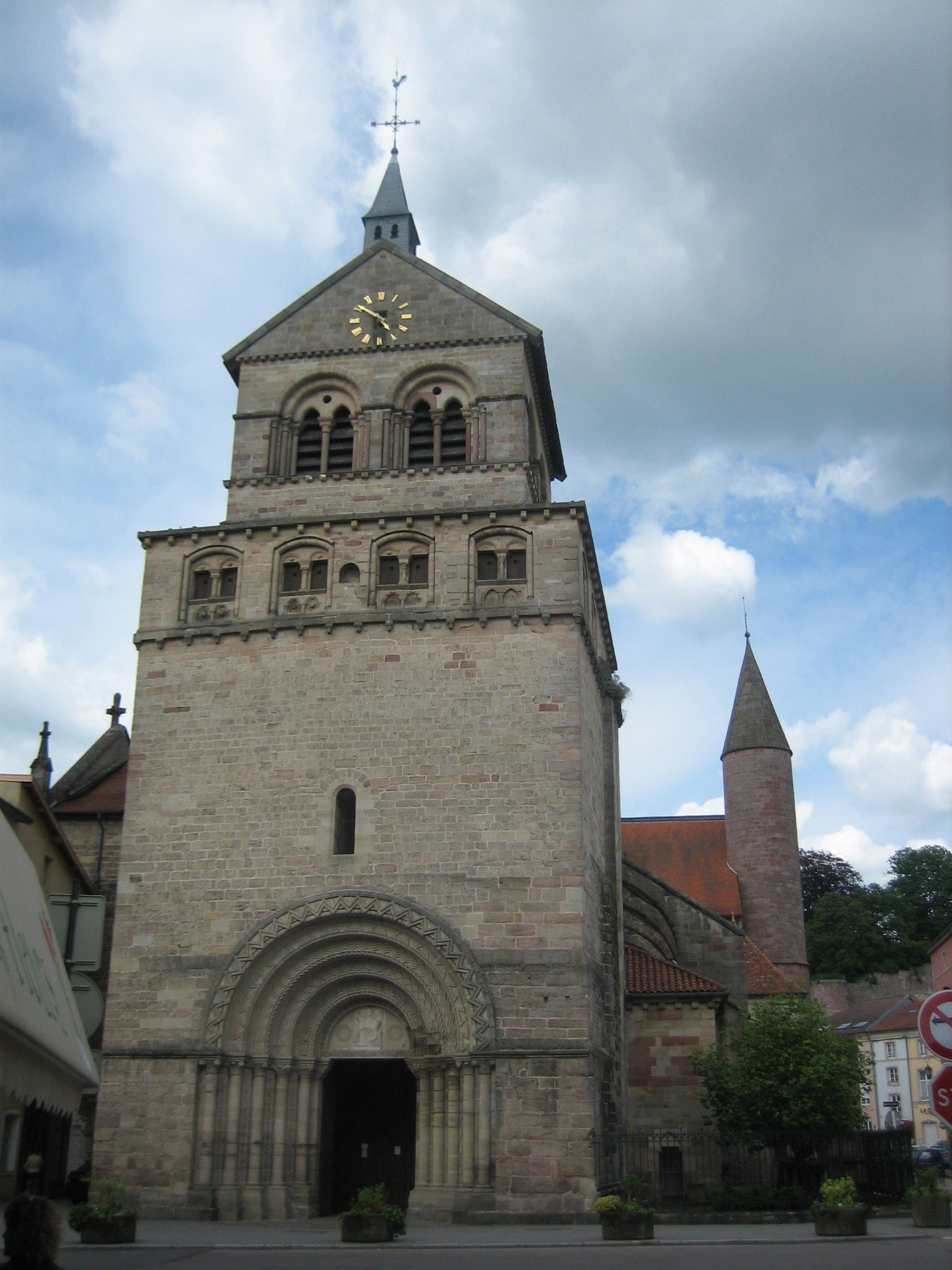
Basilique Saint-Maurice (clocher).
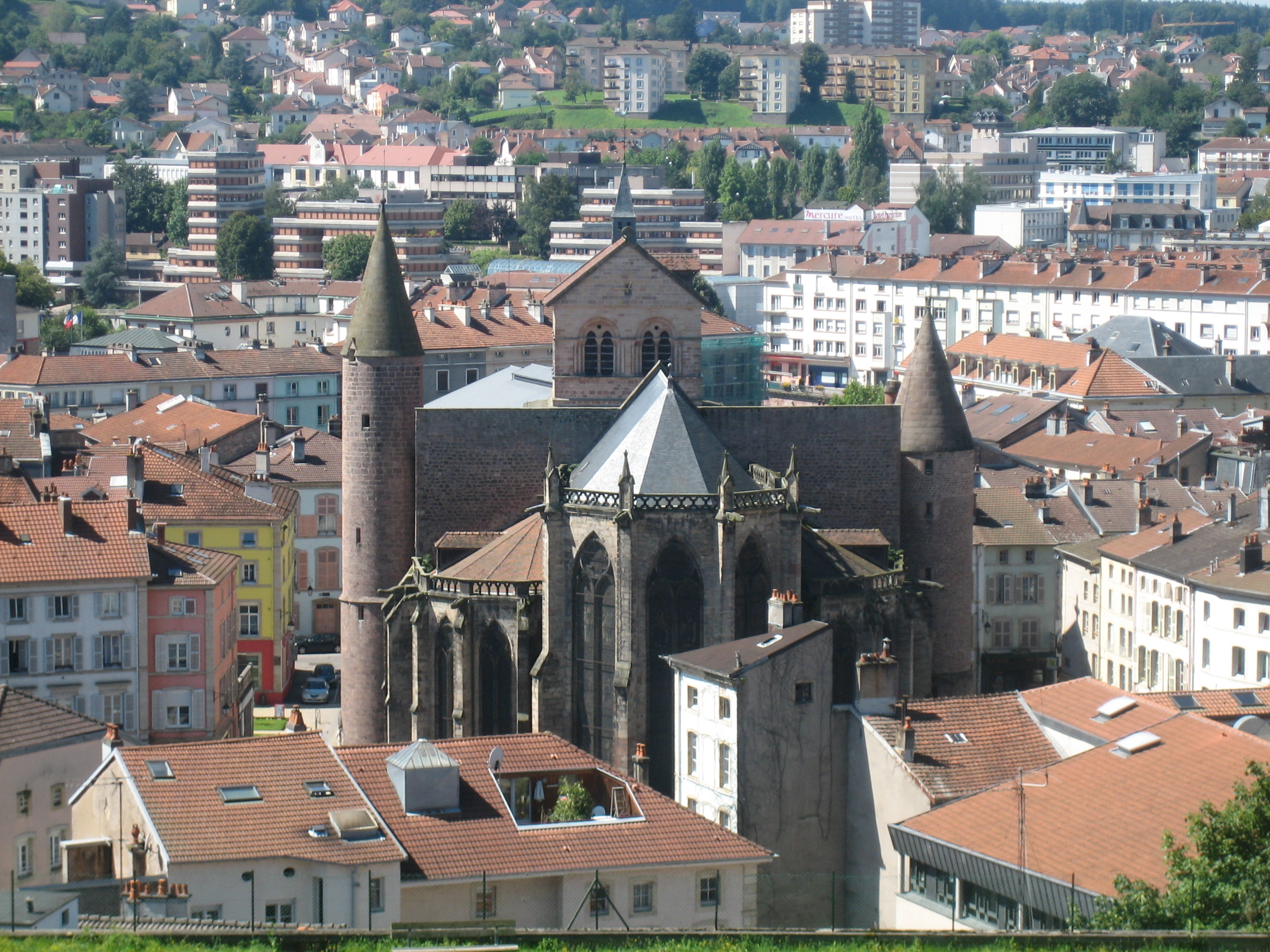
Basilique Saint-Maurice (côté est).
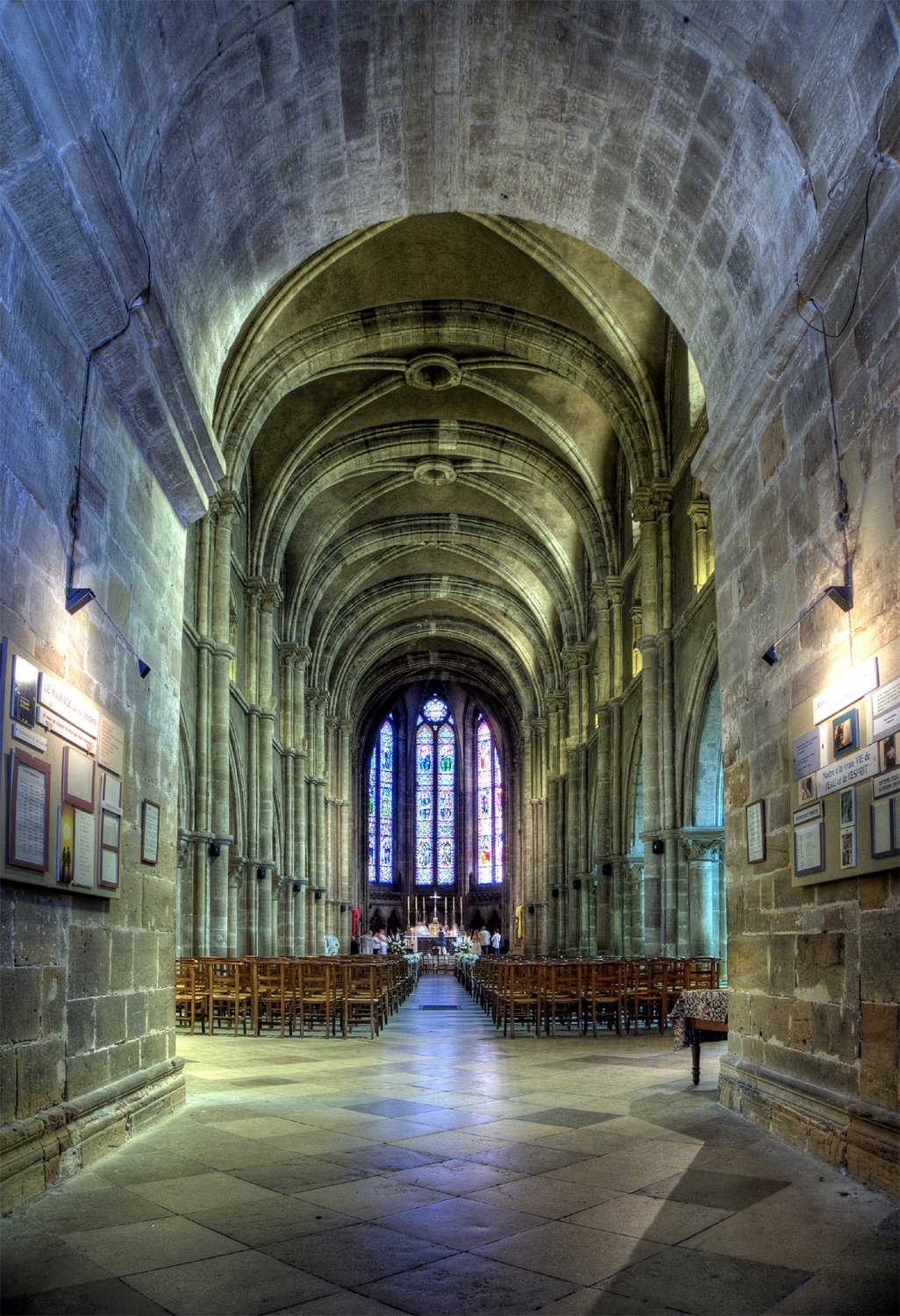
Basilique Saint-Maurice (intérieur).
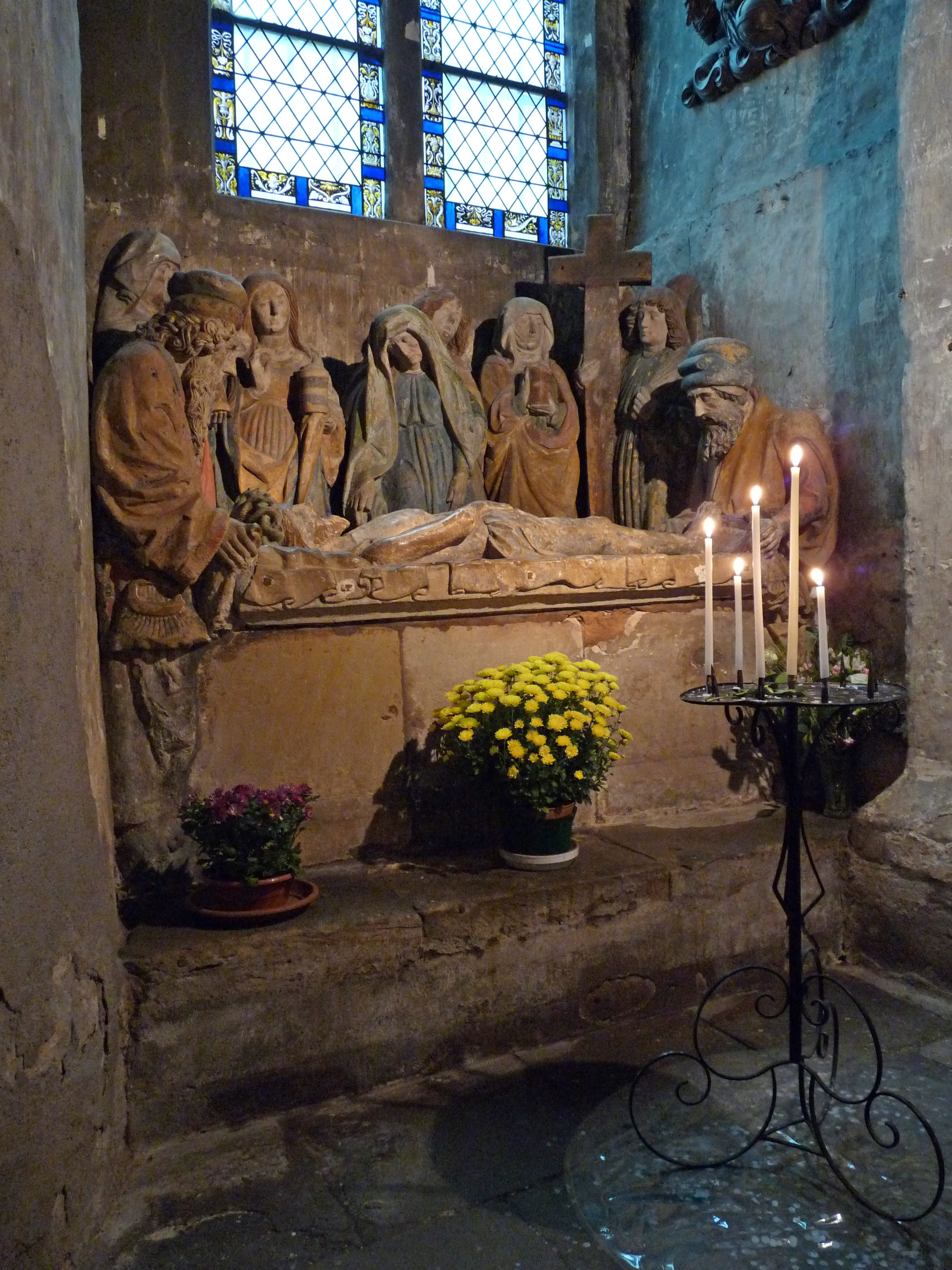
Basilique Saint-Maurice (Mise au tombeau[145] dans le bras droit du transept).
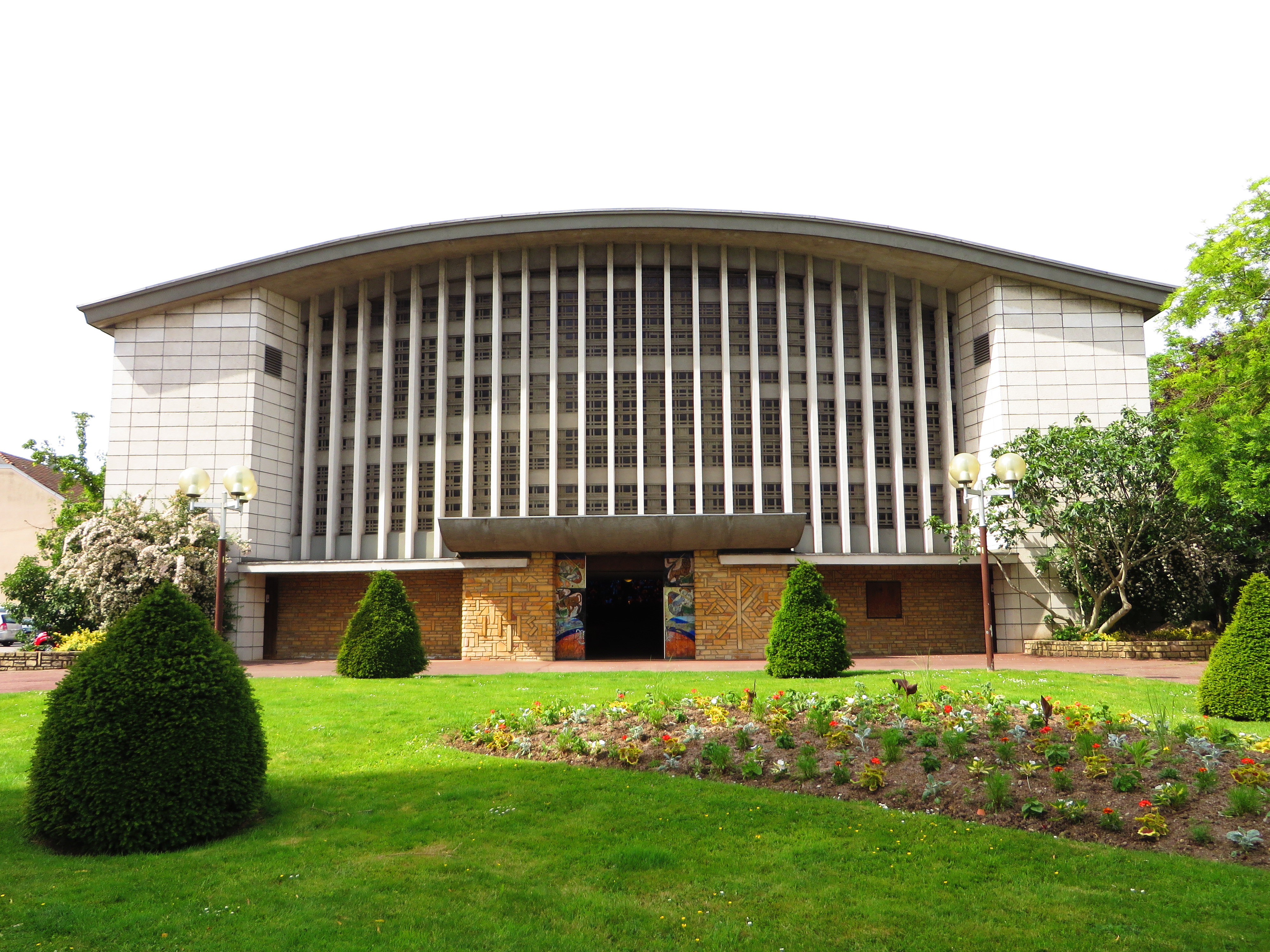
Église Notre-Dame-au-Cierge.
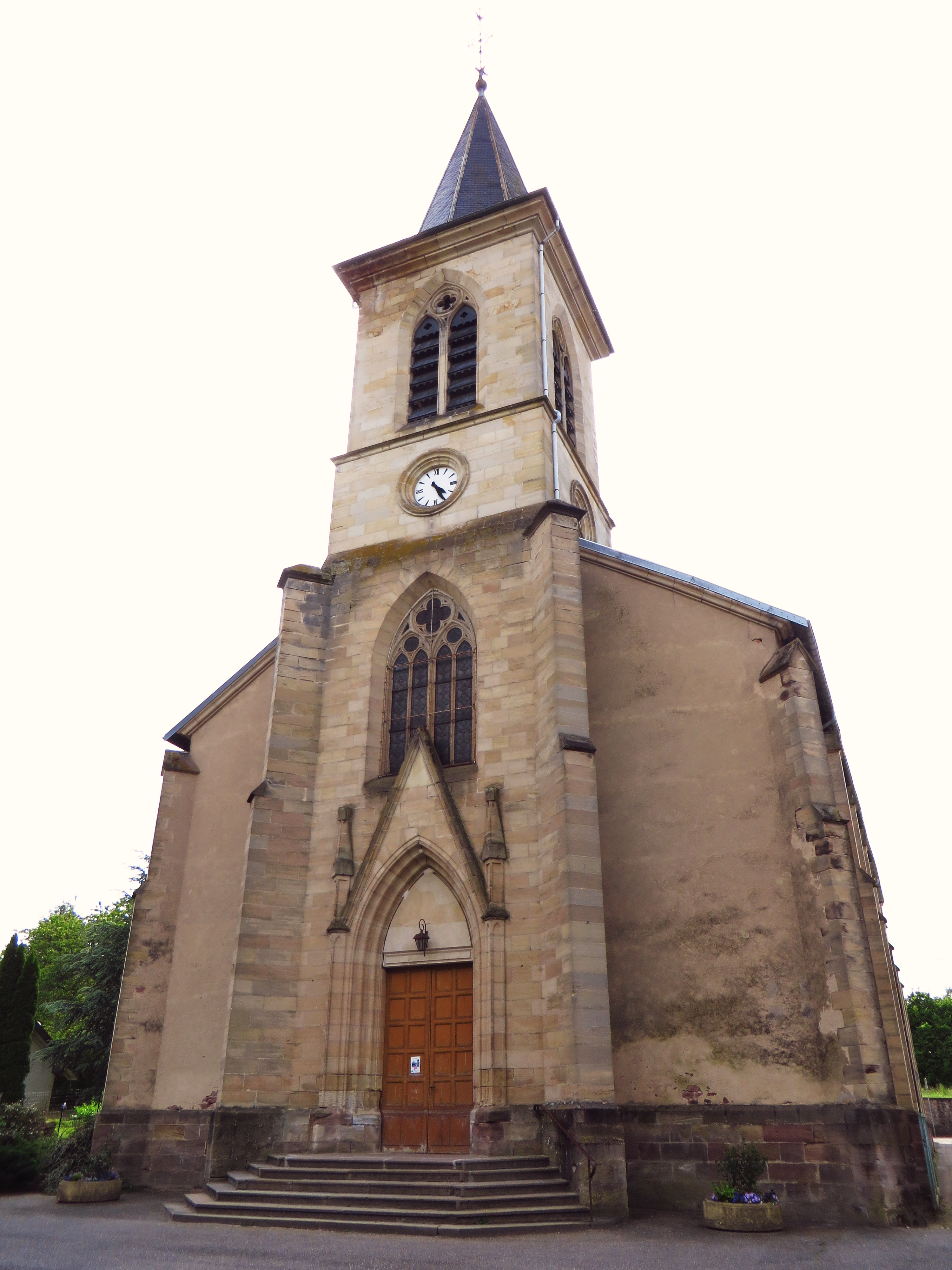
Église Saint-Laurent.
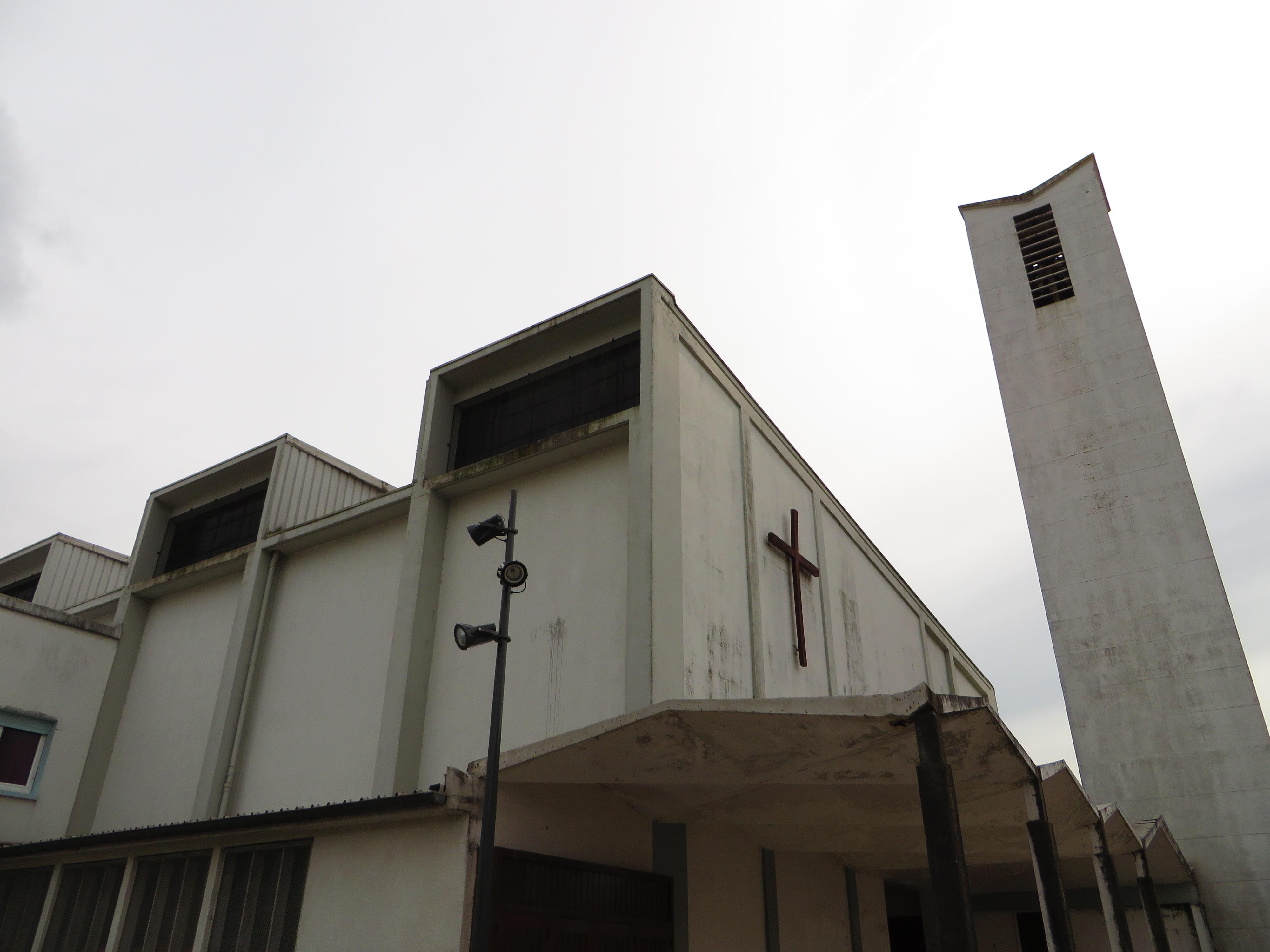
Église Sainte-Maria-Goretti.
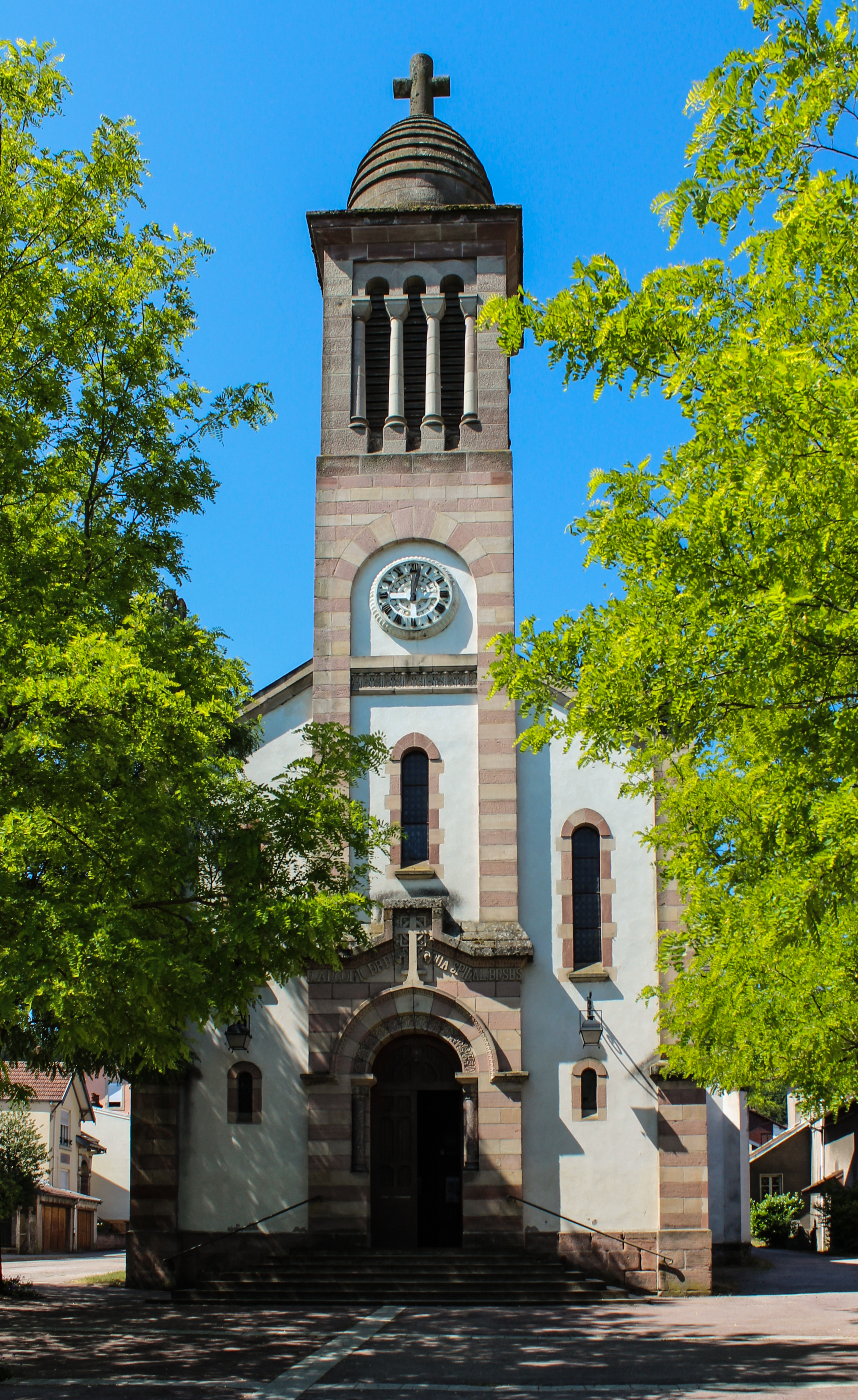
Église Saint-Antoine-de-Padoue.
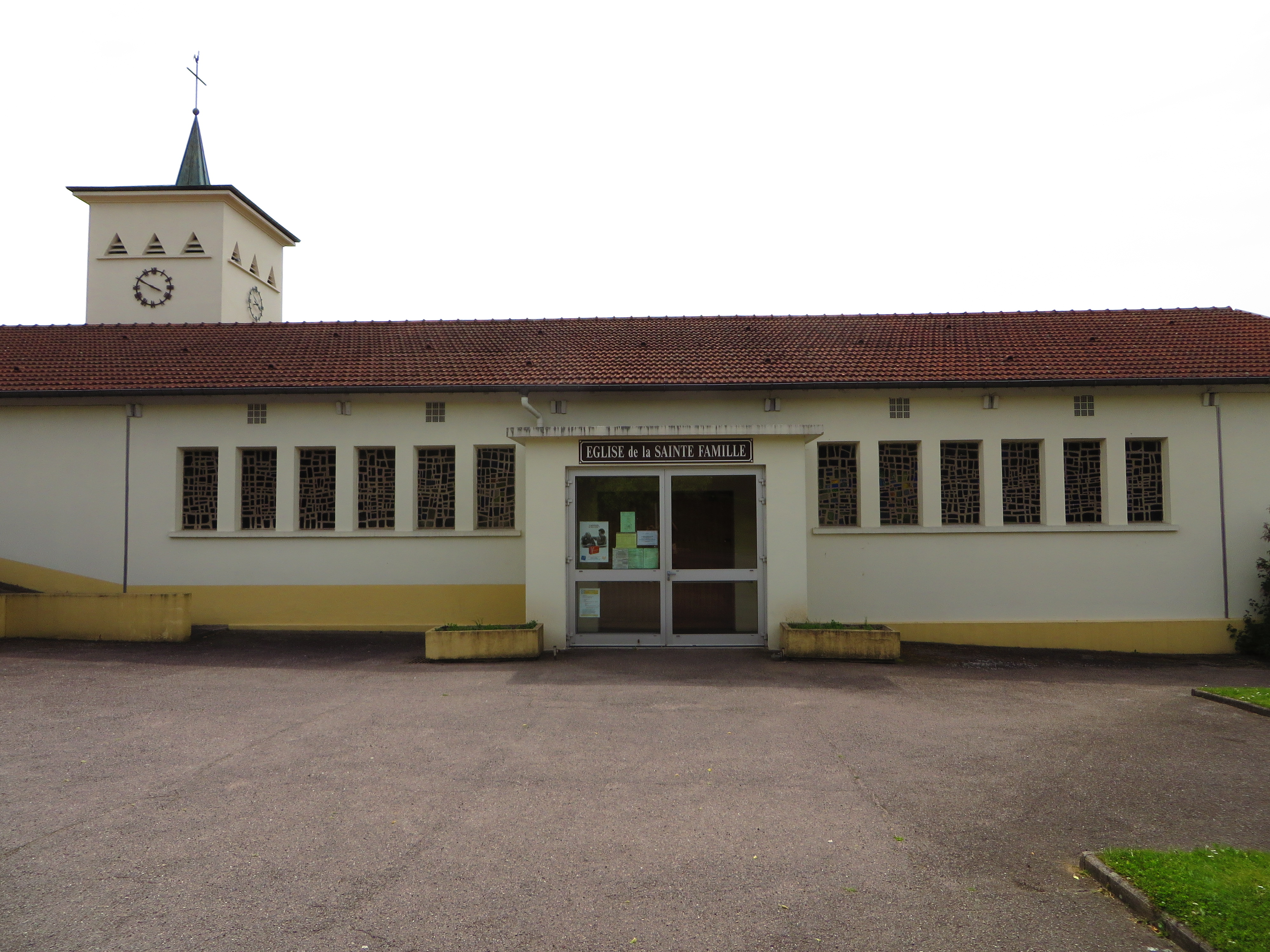
Église de la Sainte-Famille.
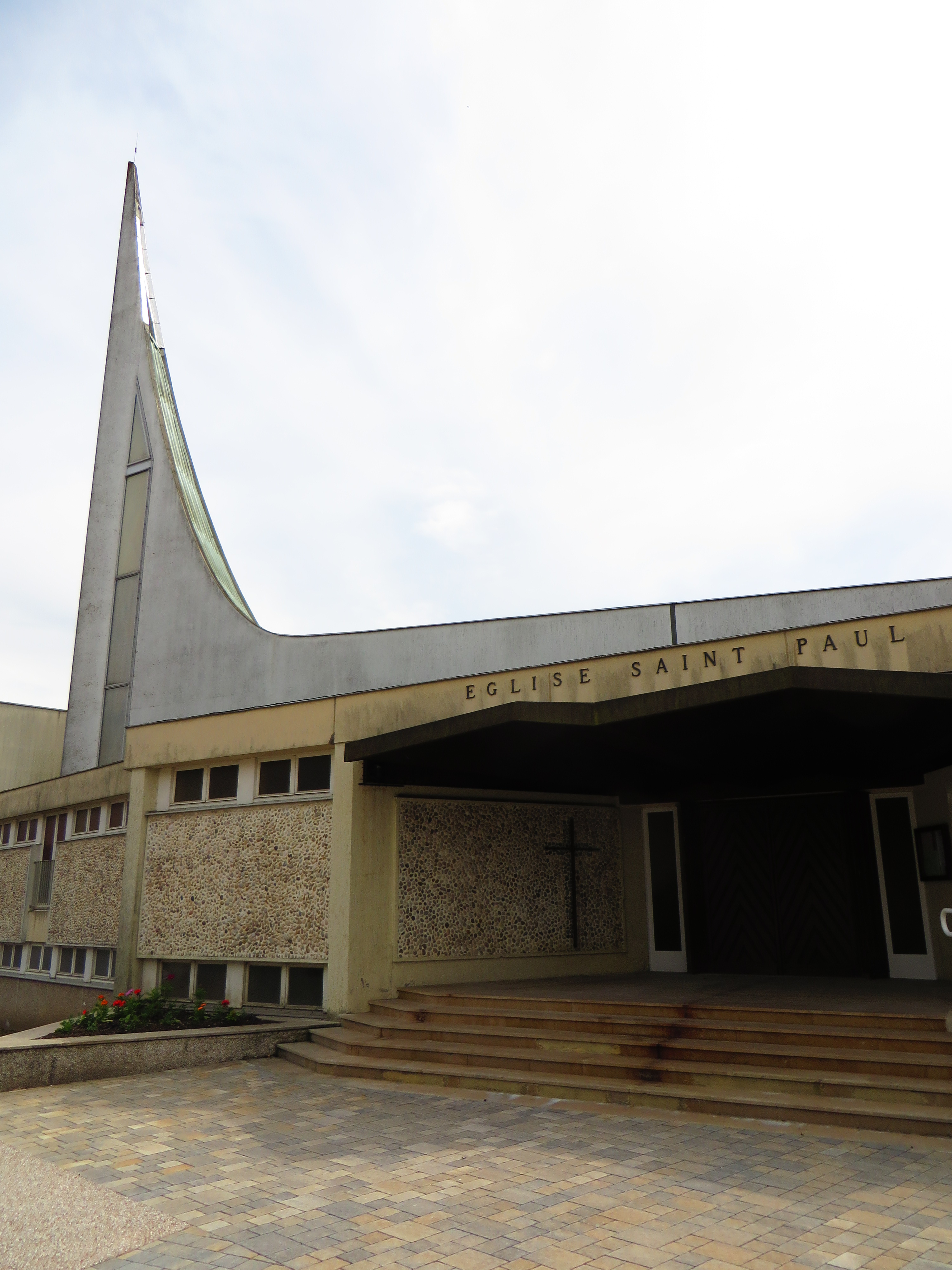
Église Saint-Paul.
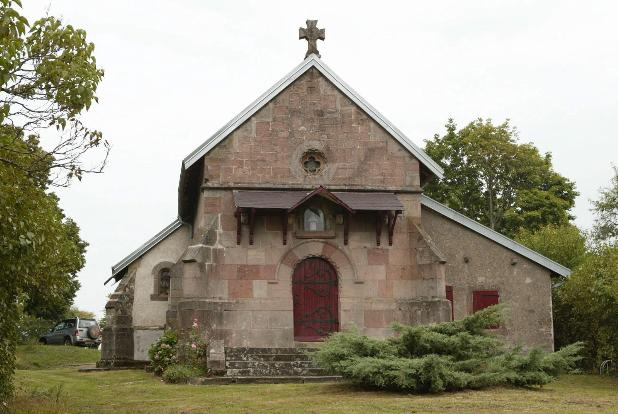
Chapelle Saint-Michel.
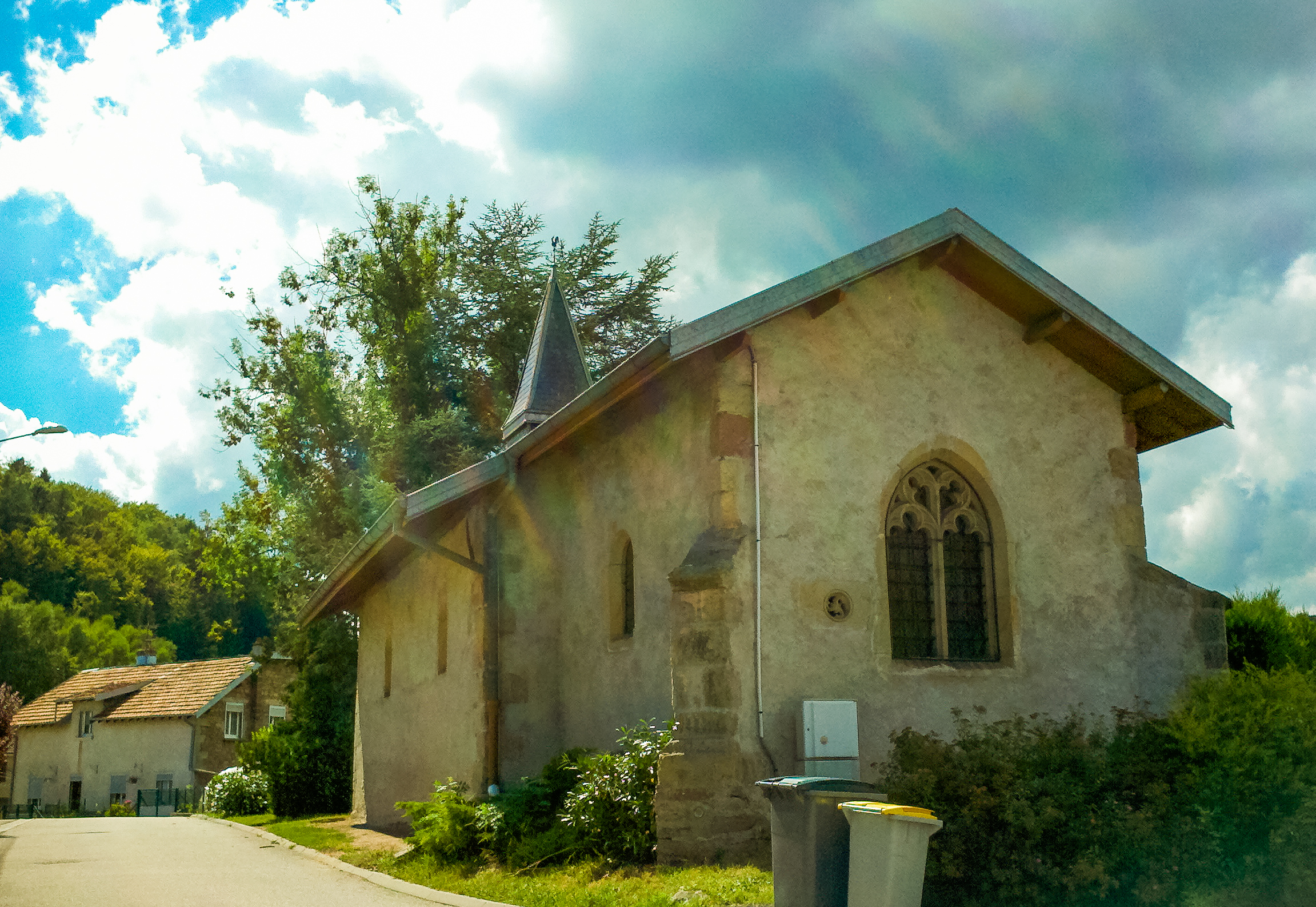
Chapelle du Vieux-Saint-Laurent.
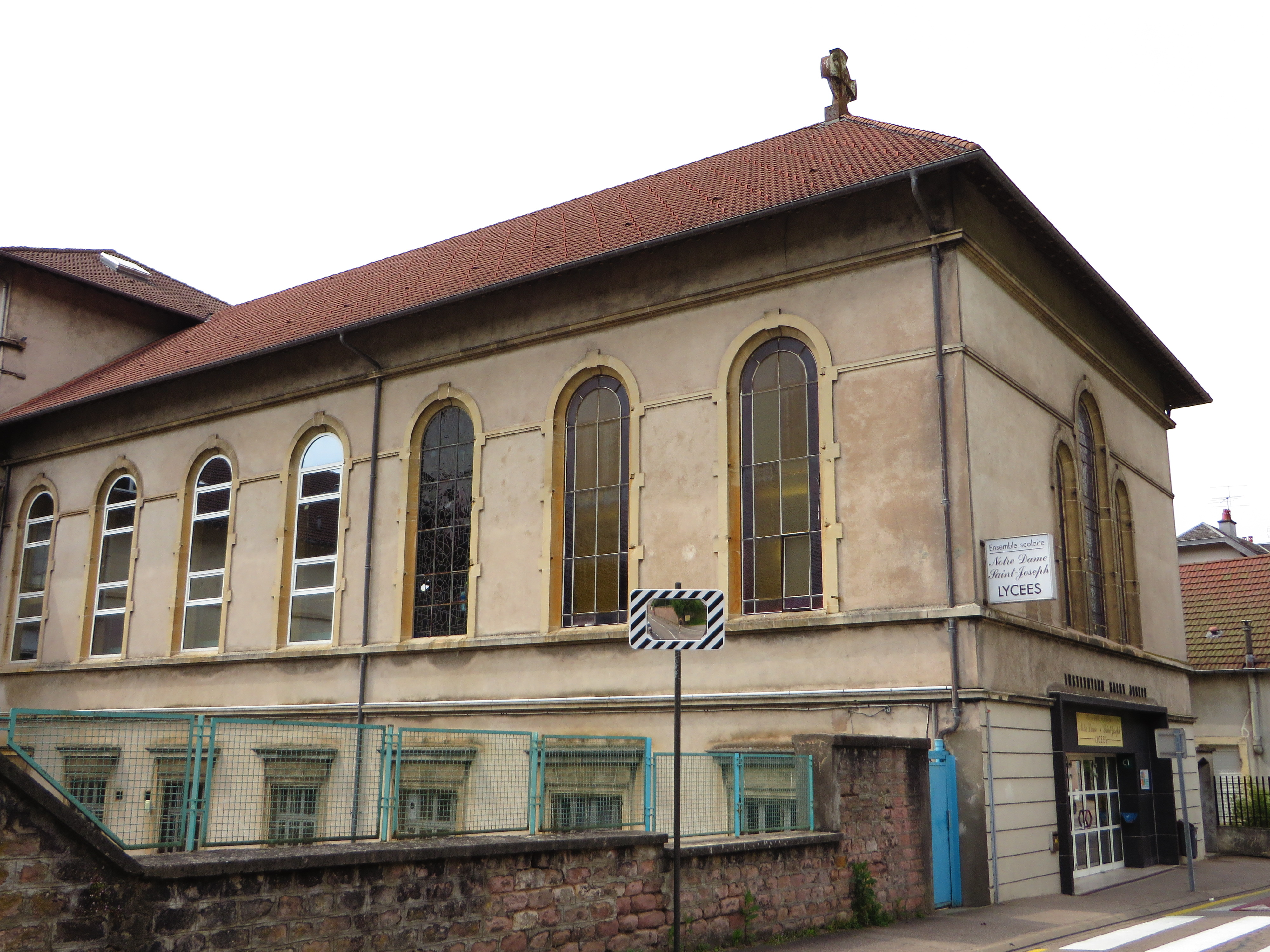
Chapelle du lycée Saint-Joseph.
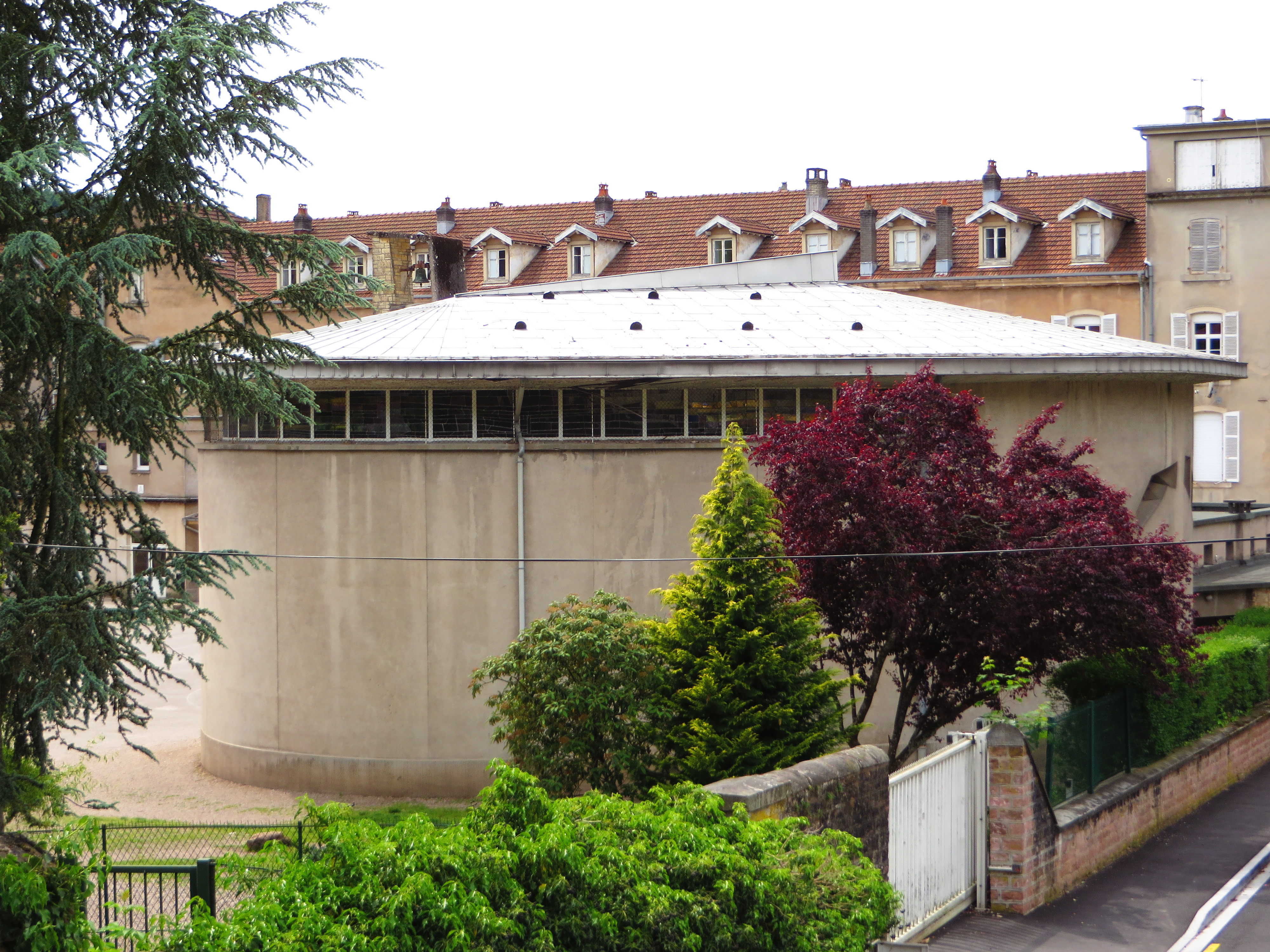
Chapelle du collège Notre-Dame.
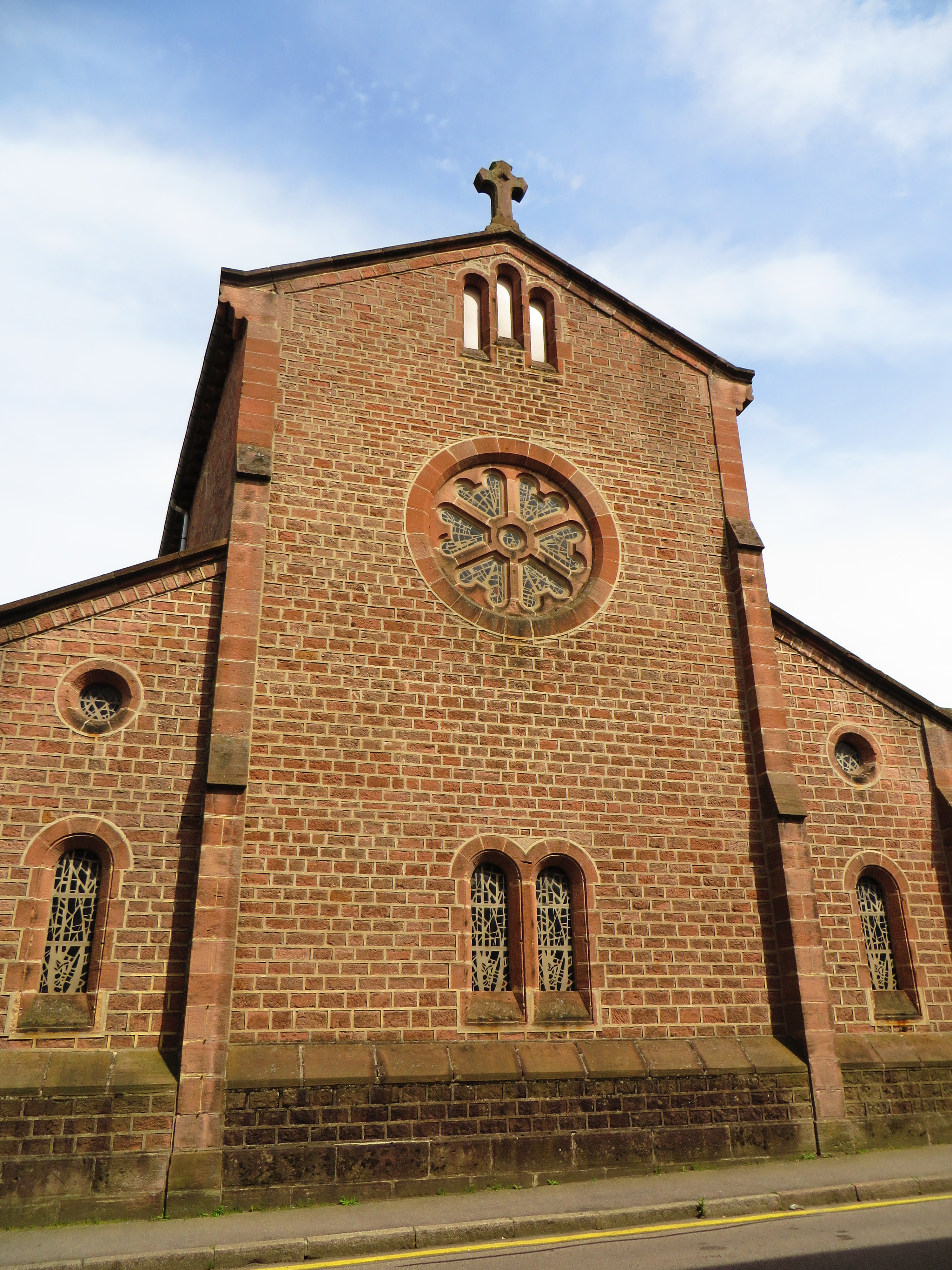
Chapelle de l'inspection académique.
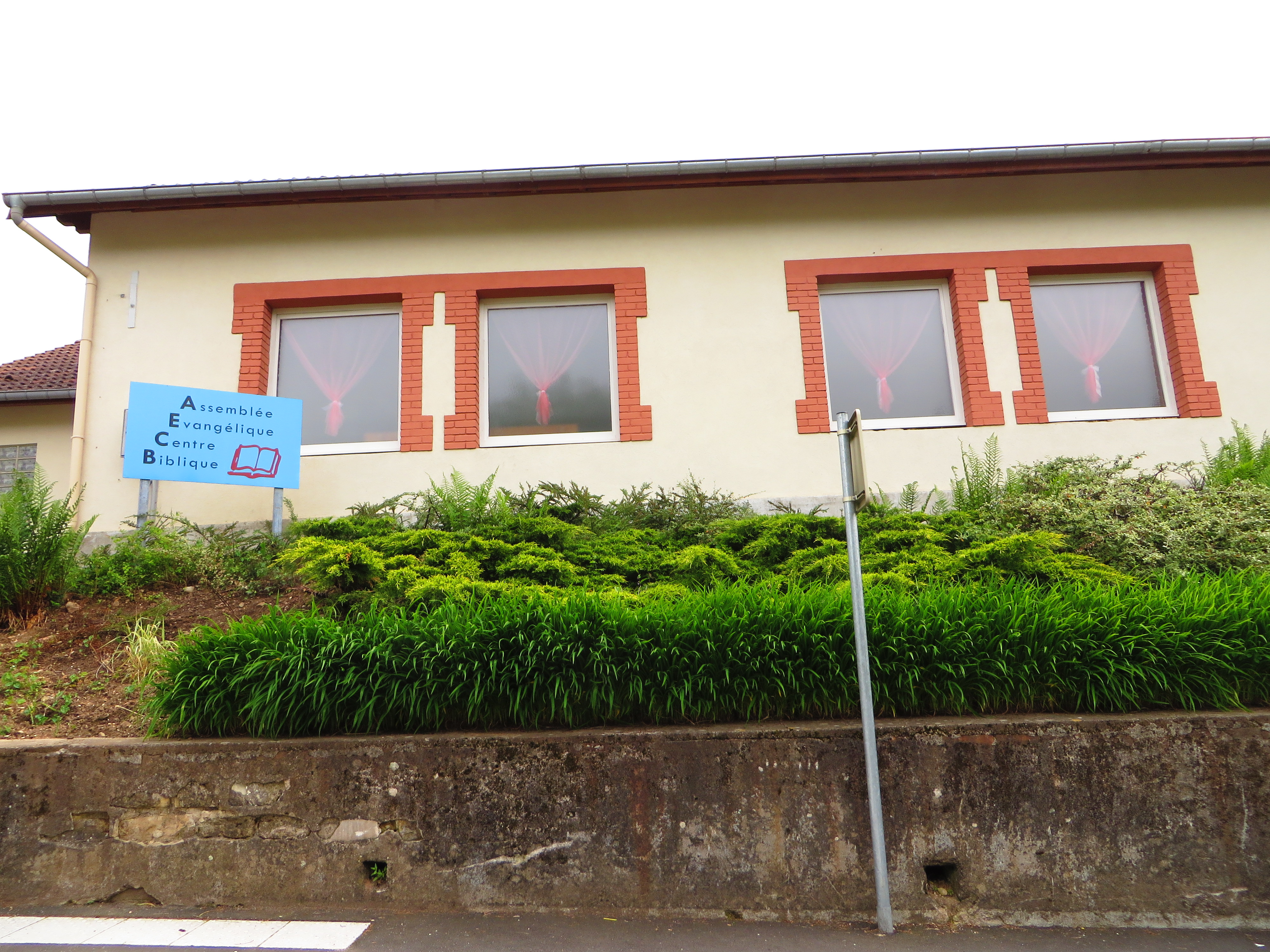
Église évangélique.
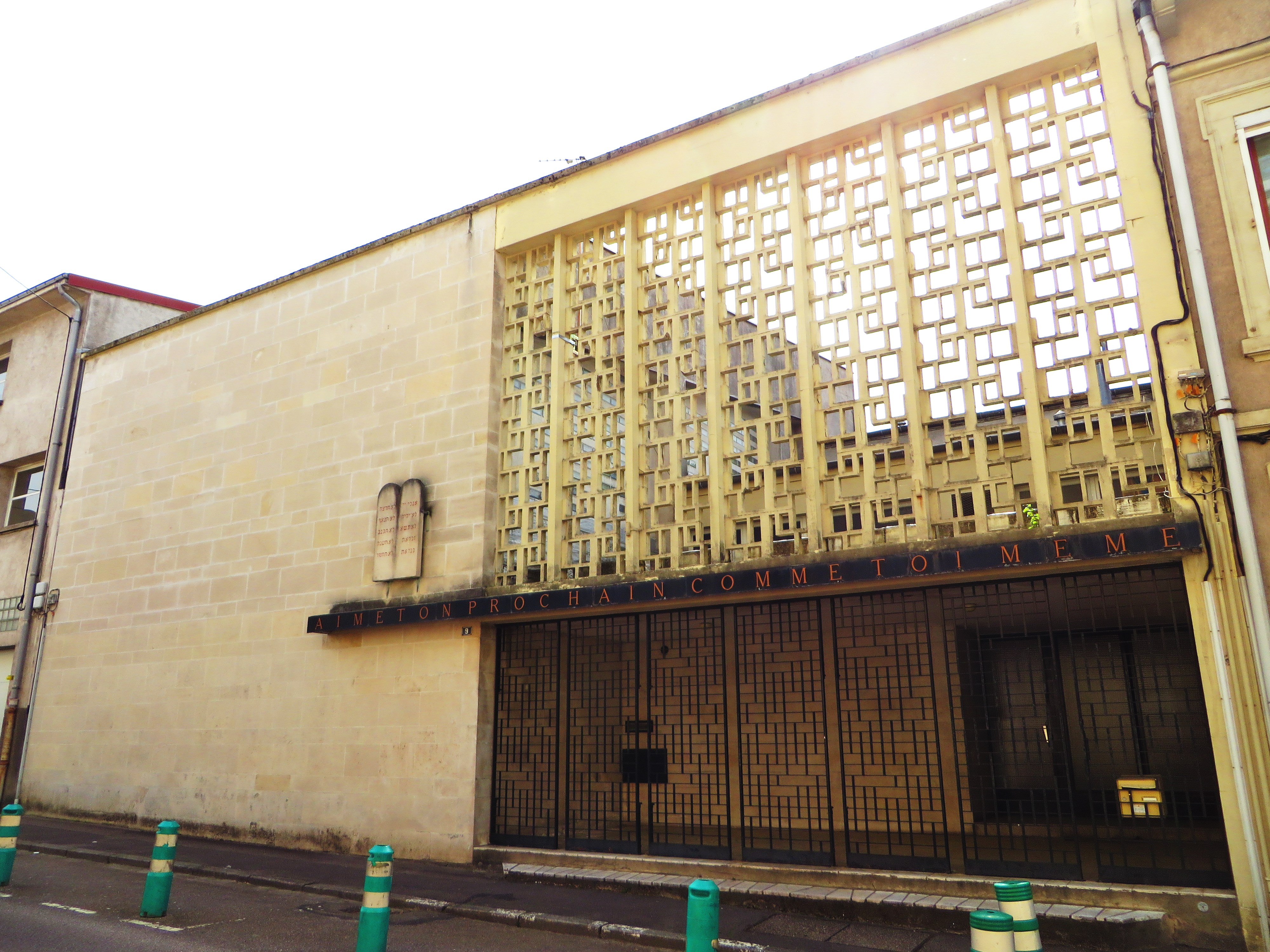
La synagogue.
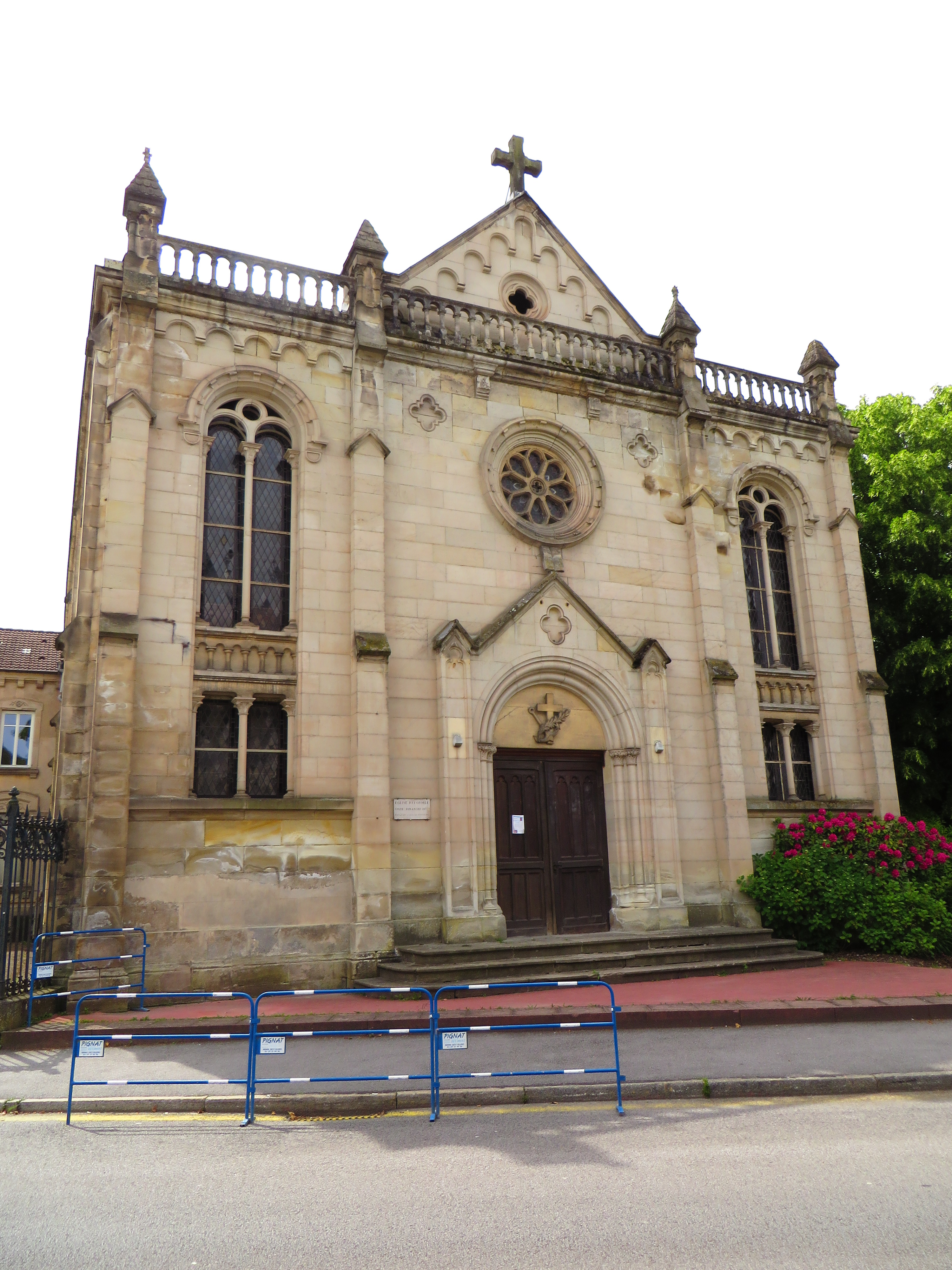
Temple protestant.

### Médias

#### Presse écrite
Le bulletin d'information municipal, Vivre à Épinal, a commencé en octobre 1983, à la suite de l'élection de Philippe Séguin.
Vosges Matin est le seul journal quotidien de presse écrite, depuis la fusion en janvier 2009 de L'Est Républicain et de La Liberté de l'Est. Mais l'on notera que l'hebdomadaire départemental L'Écho des Vosges, très connu sur le secteur de Gérardmer, publie depuis avril 2009, l'hebdomadaire L'Écho des Vosges édition Vallée de la Moselle.
100% Vosges, créé en 2009, est un hebdomadaire vosgien de la presse gratuite d'information, dont le siège se trouve à Épinal.

#### Radio

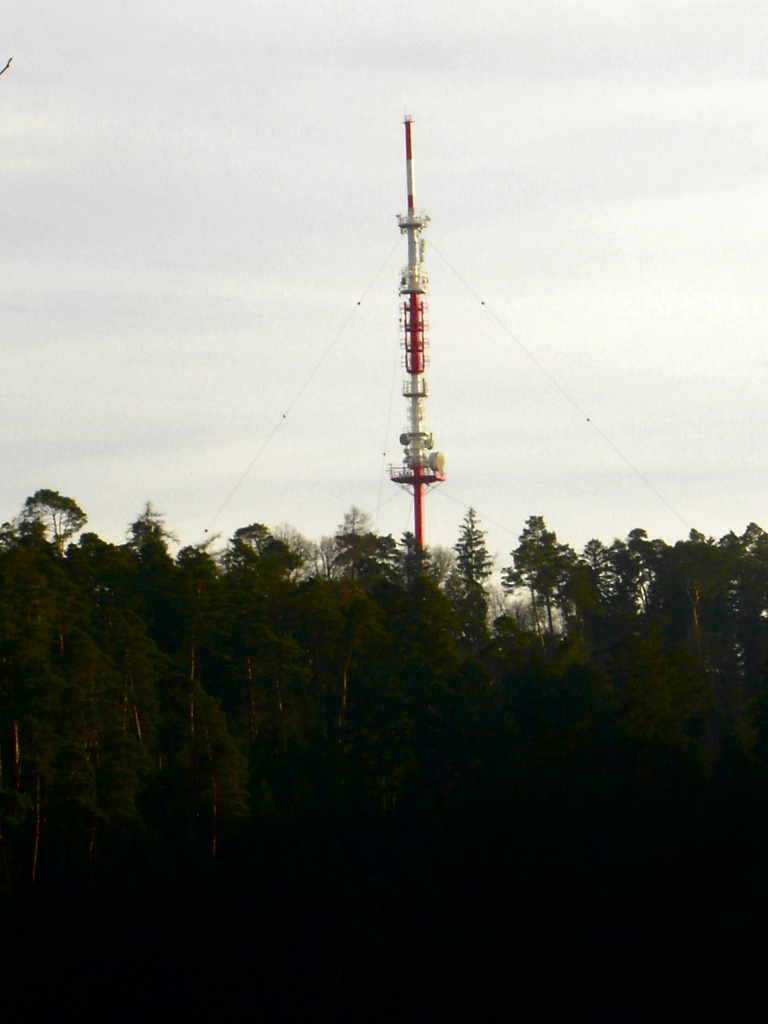
L'émetteur du Bois de la Vierge. Tour haubanée de 100 m de haut.

Concernant la radio, Épinal est couverte par certaines radios locales :
- 91.9 NRJ Vosges : programme local vosgien d'NRJ réalisé depuis Remiremont[147].
- 94.6 Magnum la radio : radio locale du sud de la Lorraine émettant aussi dans la Haute-Marne. Ses studios sont situés à Contrexéville.
- 100.0 Ici Sud Lorraine : radio locale publique de Nancy émettant dans la partie sud de la Lorraine. Il existe un studio local au 2 rue de la Chipotte (à l'angle de la rue de Verdun)[148].
- 107.3 Radio Cristal : radio associative basée à Epinal qui émet aussi à Gérardmer sur 92.7 FM[149].
- Web radio : BLE Radio, la radio du Groupe BLE Lorraine, radio associative généraliste qui s’intéresse à la Lorraine et à son actualité[150].

D'autres radios nationales sont diffusées à Épinal :
- 89.4 France Musique
- 89.9 RMC
- 91.2 MFM Radio
- 91.9 NRJ Vosges
- 92.4 France Culture
- 94.6 Magnum la radio
- 95.1 Skyrock
- 97.2 Rire et Chansons
- 98.6 France Inter
- 101.2 Fun Radio
- 102.0 Europe 1
- 103.5 Virgin Radio
- 103.9 RFM
- 104.3 Nostalgie
- 105.2 RTL
- 106.5 France Info
- 107.3 Radio Cristal
- 107.8 Vosges FM

#### Télévision
La chaîne de télévision départementale Vosges TV diffuse ses émissions sur Épinal et le département des Vosges. Régulièrement, l'émission « Place Publique » expose la vie locale du bassin spinalien. C'est également le cas lors du journal local.
Vosges TV est lancée en mai 1990 sous le nom «Images Plus», c'est une chaîne de télévision de proximité qui diffuse actuellement sur le câble de l'agglomération d'Épinal où elle dessert 10 communes et, depuis mai 2009, dans les Vosges sur la TNT par voie hertzienne, sur le LCN 31.
Vosges TV permet donc à une majorité de Vosgiens de recevoir leur télévision de proximité par le câble ou par voie hertzienne. Cette couverture est complétée par la diffusion des programmes en direct sur le site internet de la chaîne qui permet également de revoir les programmes de la semaine.
France 3 Lorraine, la chaîne locale publique de Nancy, relate l'info locale de la région lors de ses décrochages régionaux pendant les JT de France 3. Un bureau permanent « France 3 Vosges » est disponible au 2 rue de la Chipotte où se trouvent aussi les locaux de Vosges TV et le bureau local de Ici Sud Lorraine.
France 3 Lorraine et Vosges TV sont émises depuis le site de diffusion du Bois de la Vierge (photo ci-dessus). Celui du Plateau de Malzéville à Nancy couvre pratiquement les trois quarts de la ville.

#### Internet
Depuis 2007, Épinal s'est vu décerner, la note maximale de cinq @ par l'Association Villes Internet. En 2010, la commune d'Épinal a été une nouvelle fois récompensée, pour la 5e année consécutive, par le label « Ville Internet 5 @ ».
Numericable déploie au début des années 2010 le très haut débit internet pour les foyers de l'agglomération spinalienne. Dans le cadre d’un accord entre le syndicat intercommunal Câblimages et Numericable, le réseau câblé d'Épinal et de trois communes voisines (Golbey, Chantraine et Dogneville) est rénové en fibre optique 100 Mb/s, permettant aux habitants de bénéficier, dès le 2e semestre 2010, des offres de Numericable. 6 millions d’euros d’investissement sont pris en charge par Numericable et le Syndicat intercommunal Câblimages pour ces travaux.

## Économie

### Revenus de la population et fiscalité
Pour l'année 2019 (revenus de 2018), les habitants d'Épinal gagnaient en moyenne 2 036 € par mois pour un foyer fiscal, soit des revenus de 24 432 € par an.
En 2019 il y avait 19 297 foyers dans la commune d'Épinal, dont 8 601 foyers imposables (soit 45 %).
Chiffres clés Revenus et pauvreté des ménages en 2021 : médiane en 2021 du revenu disponible, par unité de consommation : 20 140 €.

### Emploi
Avec plus de 60 000 emplois comptabilisés sur son territoire, soit près de quatre emplois vosgiens sur dix, la zone d'emploi d'Épinal est de loin le principal fournisseur d'emplois du département.
Au cours de la période 1999-2005, elle a fait preuve d'une plus grande attractivité que durant la décennie 1990. Elle bénéficie d'un apport important d'actifs provenant essentiellement des autres zones d'emploi vosgiennes. Ce surplus d'actifs est majoritairement féminin. L'arrivée de main-d'œuvre correspond à une croissance de l'emploi supérieure à la moyenne régionale, alors que la population active reste atone.
Si, en effet, certains secteurs traditionnels comme l'agriculture, l'habillement-cuir ou le textile, ont reculé, les services ont largement compensé ce déclin. Les services opérationnels (sélection et fourniture de personnel, enquêtes et sécurité, activités de nettoyage, assainissement, voirie et gestion des déchets ainsi que divers autres services fournis aux entreprises), ont à eux seuls généré 1 500 emplois, soit près de la moitié de la hausse de l'emploi.
Épinal, chef-lieu du département, et son agglomération offrent 36 000 emplois, dont près de 2 600 emplois de cadres et professions intellectuelles supérieures, soit 30 % de ceux proposés dans l'ensemble du département. Le tiers de ces emplois sont occupés par des personnes ne résidant pas dans l'agglomération. Plus généralement, cette dernière attire en particulier les actifs des cantons environnants. Ainsi, 65 % des actifs résidant dans le canton de Châtel-sur-Moselle, 30 % et 34 % de ceux de Dompaire et Xertigny travaillent dans l'agglomération spinalienne.
Son attractivité s'étend aussi dans les cantons de Bains-les-Bains et Charmes où un actif sur cinq effectue quotidiennement le trajet pour travailler à Épinal et son agglomération, et à un degré moindre dans ceux de Darney, Rambervillers et Remiremont où cette proportion s'élève à un sur huit.
Enfin, la Meurthe-et-Moselle, et majoritairement l'agglomération nancéienne, capte 13 % des actifs du canton limitrophe de Charmes, situé sur l'axe Nancy―Épinal.
Épinal n’est donc pas à proprement parler une ville industrielle. Ce sont en fait, pour la majorité, les communes avoisinantes qui abritent les principales industries, et notamment les villes de Golbey et Thaon-les-Vosges. Sur la première se situe entre autres, la plus importante usine européenne de papier journal (Norske Skog), une usine de climatisation (Trane) et une usine Michelin. Sur la seconde se situe une usine de turbo pour voitures (Honeywell Turbo Technologies).
L’économie d’Épinal est avant tout une économie fondée sur le secteur tertiaire, ce qui en fait la métropole sud de la Lorraine.
Épinal se proclame « Capitale mondiale du bois » et de l’Image dite « d'Épinal ».
Épinal est le siège de la Chambre de commerce et d'industrie des Vosges. Elle gère l’aéroport d'Épinal-Mirecourt.

### Entreprises et commerces
La ville centre possède plusieurs zones commerciales, dont :

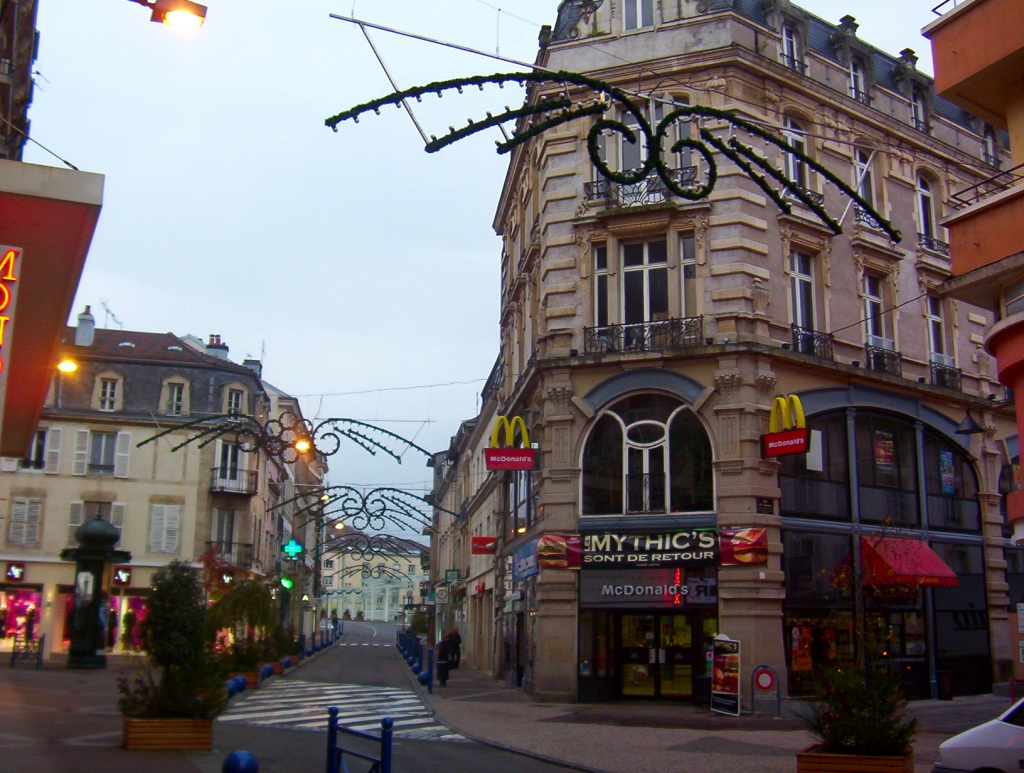
La rue Léopold-Bourg.

- le centre-ville qui comporte plusieurs librairies, bars, restaurants, hôtels, magasins. Le centre-ville possède également une galerie marchande (Galerie Saint-Nicolas[160]) avec des magasins comme Monoprix et un marché couvert ;
- la ZAC du Saut-le-Cerf comporte plus d'une trentaine de magasins ;
- la ZAC des Terres Saint-Jean (inaugurée en 2009) comporte elle aussi plus d'une trentaine de magasins ;
- la ZAC de la Roche où sont principalement implantés des concessionnaires automobiles. Sur la zone de la Roche se trouve également le Centre des Congrès qui accueille animations et salons tout au long de l'année.

La ville d'Épinal possède également une zone d'activité, La Voivre, où on retrouve une importante clinique privée, des bureaux d'expert comptable, des entreprises destinées aux professionnels, des industries… La ville d'Épinal a aussi un quartier où l'on trouve beaucoup de bureaux d'avocat, d'architectes, de banquiers, de syndics de copropriétés et des PME…
Le quartier gare au centre ville avec le Quai Alpha est un incubateur de startups inauguré en 2018. Le siège de la communauté d'agglomération y est également présent.
Épinal est également une « Ville de France » référencée pour son commerce local.

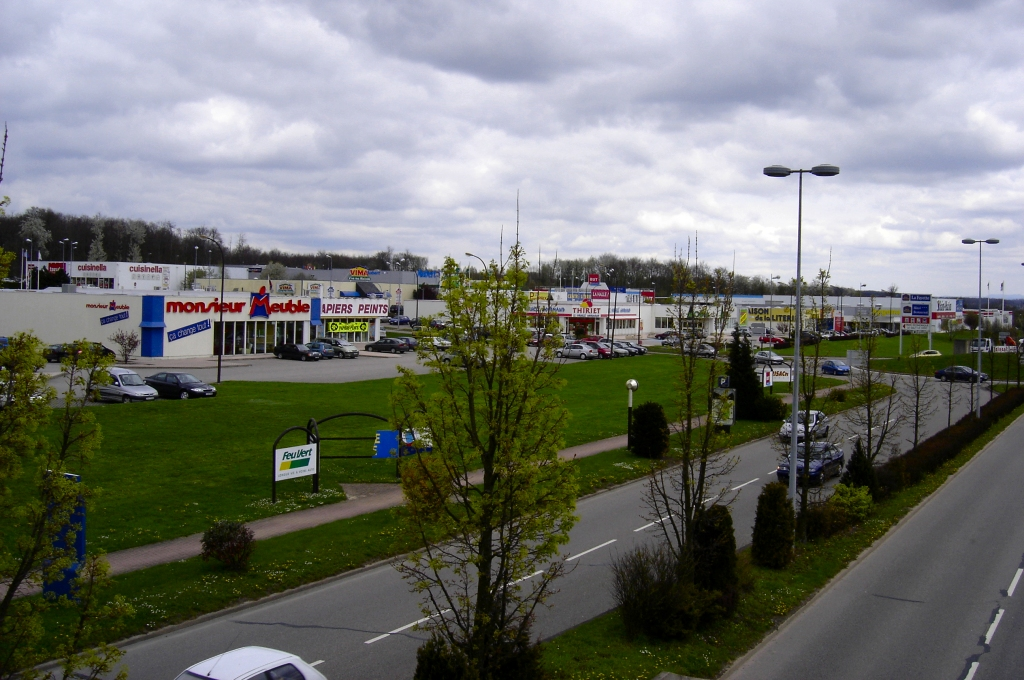
La zone commerciale du Saut-le-Cerf.

L'agglomération spinalienne dispose encore d'autres magasins et zones commerciales dans sa périphérie, notamment dans :
- la commune de Jeuxey où se trouve l'hypermarché Carrefour et sa galerie commerciale, ainsi que des magasins. Le centre commercial Carrefour (anciennement Rond Point et Euromarché) a été inauguré au début en 1983. Il est considéré comme un « hypermarché régional » de par sa taille et son affluence[162] ; Il comprend également une galerie commerciale avec une trentaine de boutiques.
- Chavelot où se trouvent principalement des concessionnaires automobiles et des magasins ;
- à Golbey, la ZAC de la Pétrolerie[163], comporte un hypermarché Leclerc et sa galerie marchande ainsi que des enseignes ;
- à Jeuxey, la zone intitulée « A Salet » où sont déjà implantés des enseignes.

## Culture locale et patrimoine

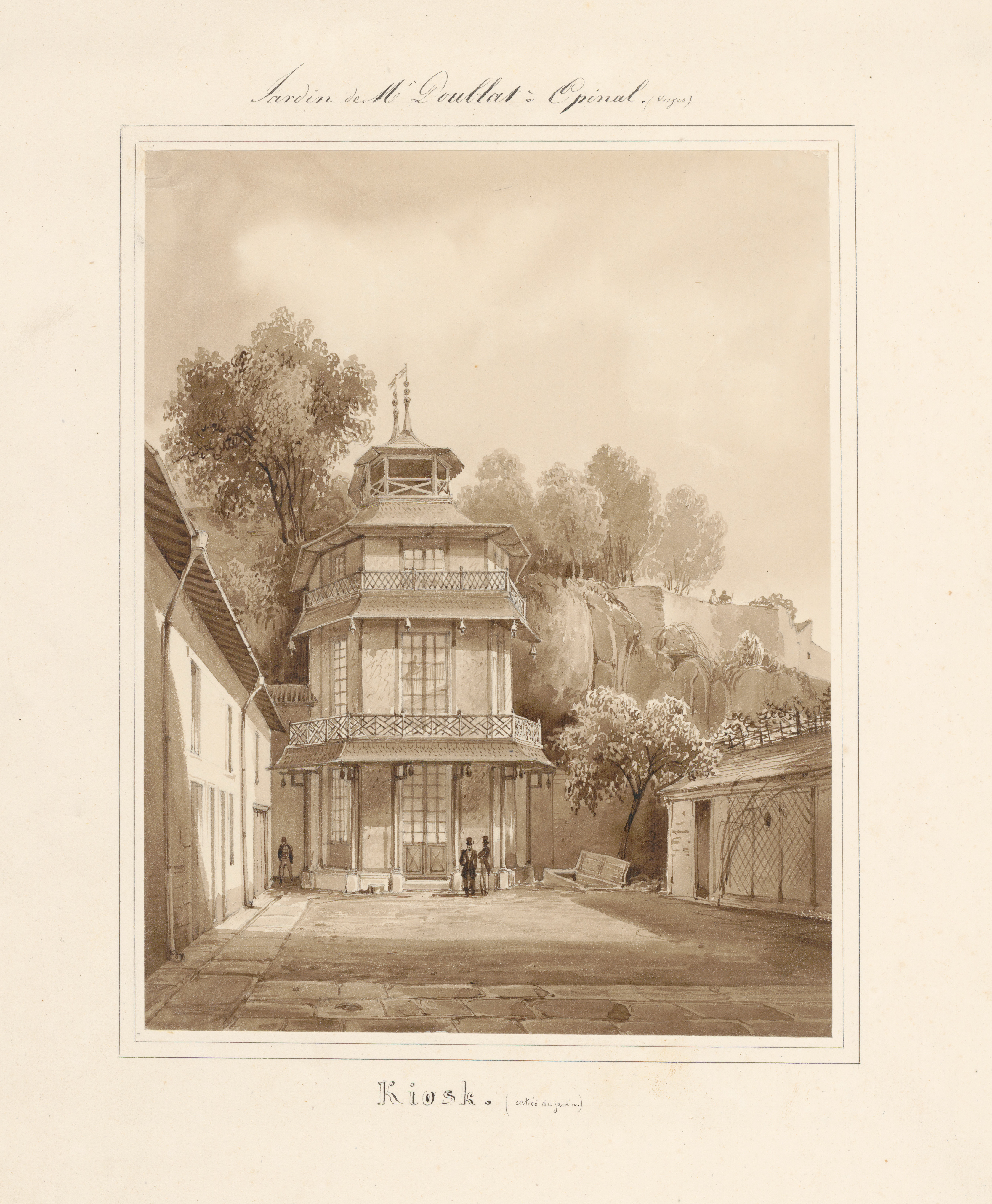
La tour chinoise, sépia de Charles Pensée issue d'un album de dessins représentant le château d’Épinal conservé à la bmi d'Épinal (LV 120 P/R) et accessible en ligne.

### Lieux et monuments

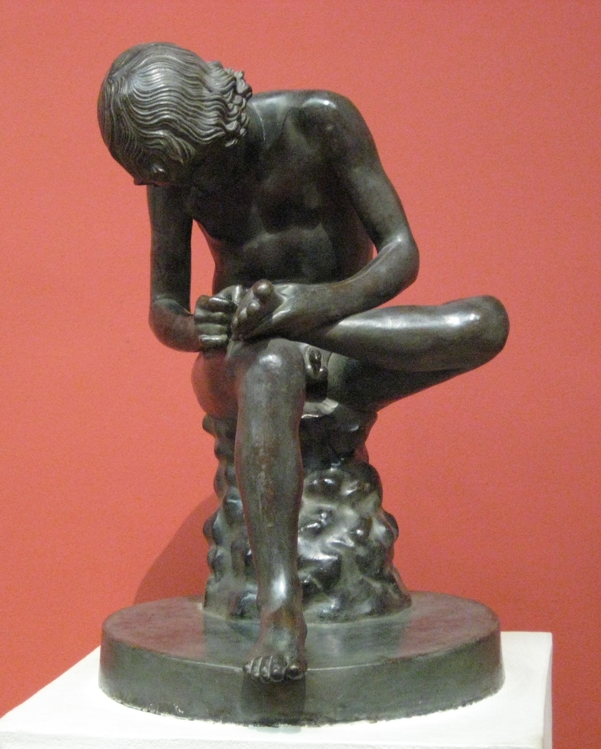
Le Pinau (l'enfant à l'épine) éponyme orne l'une des fontaines de la ville.

#### Patrimoine religieux
- Basilique Saint-Maurice, XIe-XIIIe siècle,  Classée MH (1846)[164] : 
Cette église gothique du XIIIe siècle est majoritairement de style gothique champenois. La première église d'Épinal a été bâtie au Xe siècle par l’évêque de Metz Thierry. La deuxième église, construite au XIe siècle, est consacrée par le pape Léon IX. La basilique actuelle reprend les dimensions de cette dernière.

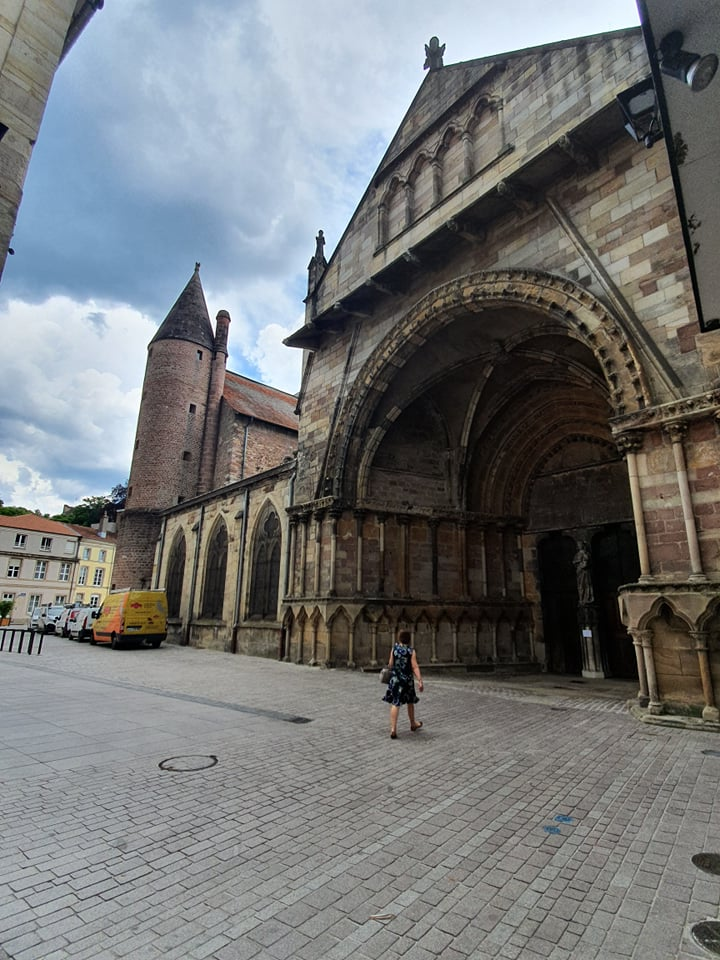
Basilique Saint-Maurice

- L'Église Notre-Dame-au-Cierge d'Épinal (1939), 10 avenue du Maréchal de Lattre de Tassigny. sanctuaire marial  Classé MH (2011)[165]  avenue De-Lattre-de-Tassigny, dans le quartier reconstruit du Boudiou, construite en 1958 par Jean Crouzillard et ornée par le peintre-verrier Gabriel Loire et le sculpteur Léon Leyritz ;
- L'église Saint Antoine de Padoue d'Épinal (1898), 12 rue Amand Colle ;
- L'église Sainte-Maria-Goretti de la Vierge, désacralisée en 2014 et vendue à des investisseurs privés. Ancien sanctuaire marial ;
- Le Temple protestant d'Épinal (1873), 28 rue de la Préfecture.

En outre, la ville d'Épinal compte cinq orgues dans les édifices religieux et un dans l'école de musique, :
- le grand orgue de 1828 de Jean-Baptiste Gavot et l'orgue de chœur de 1891 d'Henri Didier, dans la basilique Saint-Maurice[168],[169];
- l'orgue de 1874 des frères Wetze, dans l'église réformée[170].
- l'orgue de 1905 d'Henri Didier, dans l'église Saint-Antoine-de-Padoue[171] ;
- l'orgue de 1960 de Curt Scwenkedel, dans l'église Notre-Dame-au-Cierge[172] ;
- l'orgue Haerpfer (1970) et Garnier (2005) de l'école de musique[173].

#### Patrimoine civil
- Maison Romaine  Inscrite MH (1990)[174],[175].
C'est une folie construite en 1892 par l'architecte Jean Marie Boussard pour une riche industrielle, Madame Leclerc-Morel. La maison et le péristyle sont imités des villas hellénistiques du Sud de l'Italie romaine. Sa propriétaire étant ruinée, la propriété inachevée est achetée par la ville en 1902.
L'ensemble est entouré d'une roseraie de style jardin à la française d'une superficie de 3 000 m2 et offre une collection de quelque 500 variétés de rosiers. 
Elle abrite aujourd'hui le centre du pôle images de la ville (Supermouche, The Picture Factory).
- Parc et château d'Épinal, respectivement  Inscrit MH (1992) et  Classé MH (1992)[176].
- La tour chinoise,  Classée MH (1992) : 
La tour est construite en 1809 par Hogart, conducteur des Ponts et Chaussées et reliait l'immeuble du receveur général des Finances des Vosges à son jardin privé : le parc du château[177],[178].
- Les maisons de la place des Vosges  Inscrit MH (1926)[179])  nommée autrefois place du Poiron ;
  - dont la maison du Bailly  Classé MH (1986)[180], 5 place des Vosges, de 1604/1607.
- La maison, 30 bis rue Thiers, construite en 1906 pour l'industriel Kaeppelin, par l'architecte spinalien Louis Mougenot, dans un style Art Nouveau, avec un décor de vitraux,  Inscrite MH (1984)[181].

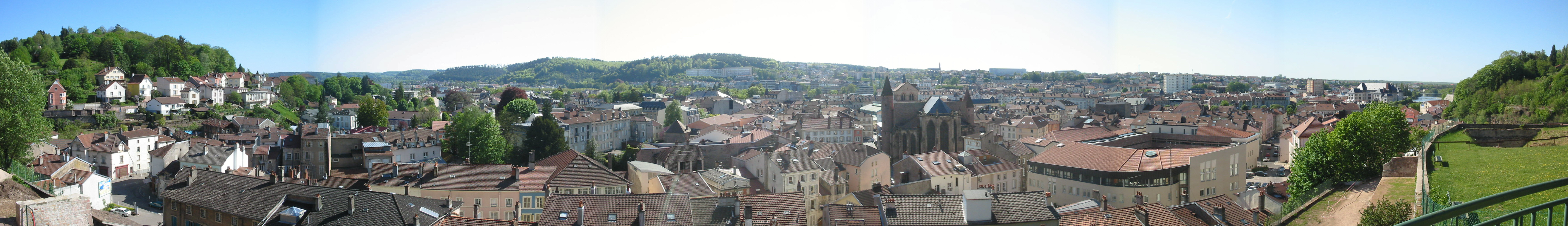
Panorama d’Épinal depuis les ruines du château..

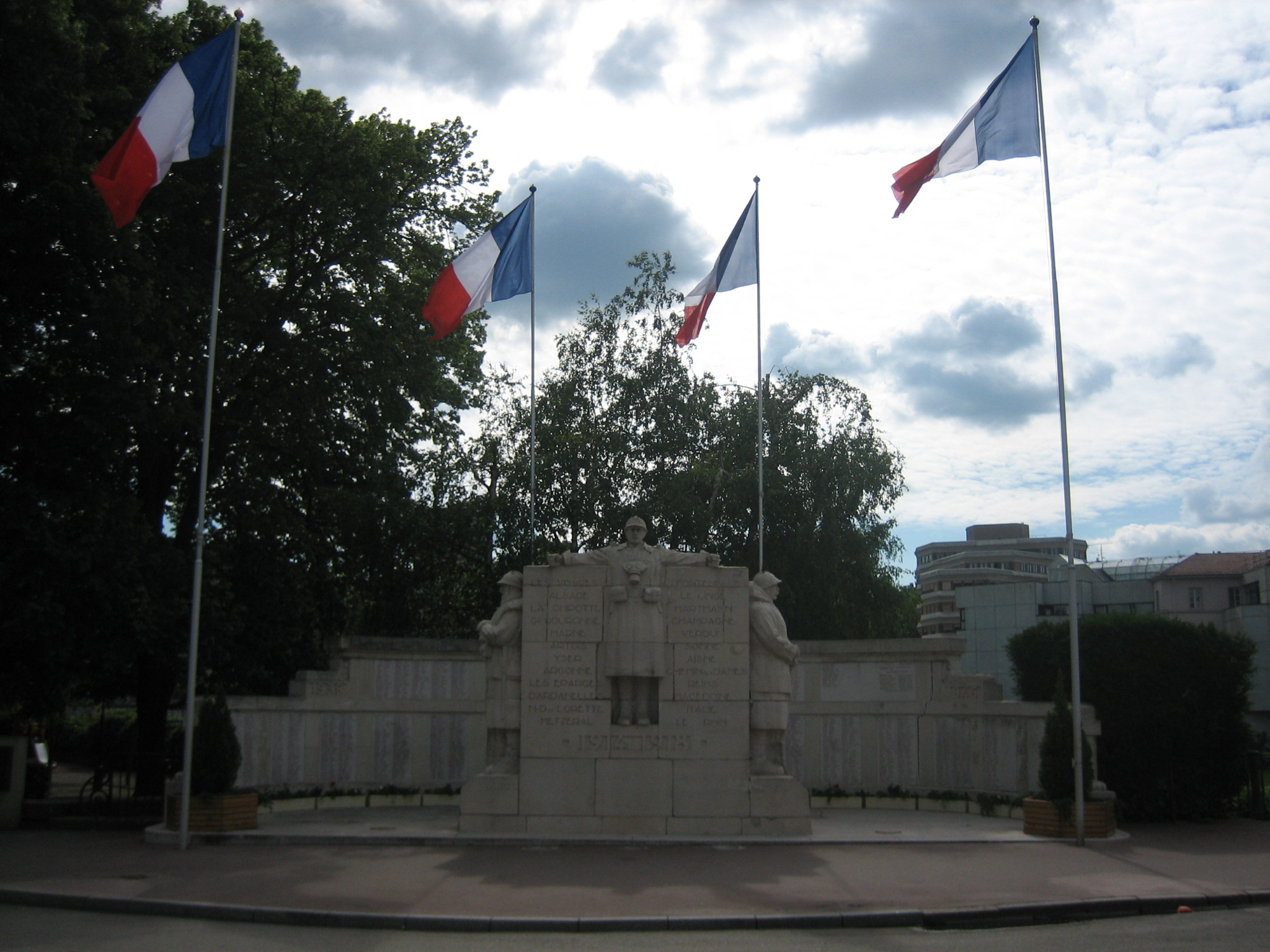
Monument aux morts.

- Les monuments aux morts et lieux de mémoire de la ville[182],[183],[184],[185] :
  - Monuments commémorant les morts des deux guerres mondiales[186],[187],[188],[189] ;
  - Monuments aux morts[190],[191] ;
  - Monument à la mémoire des harkis morts pour la France[192],[193] ;
  - Monument aux morts rapatrié de Mostaganem[194],[195] ;
  - Monument commémoratif des Israélites vosgiens[196],[197] ;
  - Monument du Prix de la souffrance des Vosges pour la Liberté[198] ;
  - Monument aux Vosgiens morts en Afrique du Nord[199],[200] ;
  - Monument commémoratif départemental, guerre d'Indochine[201] ;
  - Monument des Fusillés Vosgien[202] ;
  - Aux morts du 152 et 352es RI[203] ;
  - Aux Vosgiens victimes en 1870-71[204],[205] ;
  - Voir aussi :
    - Cimetière américain d'Épinal, dans la commune de Dinozé,
    - Nécropole Nationale[206],
    - Stèles commémoratives[207] ; Stèle commémorative aux Harkis ; Stèles commémoratives F.F.I. du Bois de la Vierge[208],[209],[210],[211] ; Stèle commémorative Hôtel de Police[212],
    - Plaques commémoratives à l'église : plaques commémoratives 1914-1918[213] et 1939-1945[214] abbé Aimé CLAUDE[215],
    - Plaques commémoratives : SNCF 1939-194[216],[217]; Grand Collège[218],
    - Carré de victimes civiles 1939-1945[219] ; carré de corps restitués[220] ; carré militaire[221] ; tombe collective 1870-1871[222].

### Patrimoine culturel
- Cité de l'Image, comprenant :
  - Musée de l’Image : c'est dans ce musée que l'on trouve le fameux Plan Bellot (1626), symbole de la ville ;
  - Écomusée de l’Image (imagerie d’Épinal) ;
- Conservatoire à rayonnement départemental d'Épinal.
- Musée départemental d'Art ancien et contemporain ;
- Musée du Chapitre (historique et archéologique) ;
- Planétarium, au dôme de 10 m de diamètre, installé à la MJC La Belle-Étoile ;
- La Plomberie (galerie d'art contemporain), située à côté de la bibliothèque multimédia intercommunale et du complexe cinématographique, rue Saint-Michel ;
- La Lune en parachute : galerie d'expositions contemporaines située en contigu de La Plomberie ;
- Galerie du Bailli : galerie d'art située place des Vosges, dans la Maison du Bailli[223], un édifice classé monument historique ;
- Galerie Hattab : galerie d'art contemporain située rue des États-Unis.

#### Cinéma et salle de spectacles
- Cinépalace, multiplexe 8 salles inauguré en 2011 en lieu et place de celui de la Rue des États-Unis.
Ce multiplexe situé rue Saint-Michel à proximité de la BMI et de la Patinoire, offre 1 600 places de cinéma à travers ces 8 salles.
- La souris Verte, salle de spectacle et de concert, a été inaugurée en 2014 à la place de l'ancien cinéma rue des États-Unis.
Elle se compose de 2 salles de 150 et 500 places debout, 4 studios et un espace de convivialité.

#### Bibliothèques et médiathèques

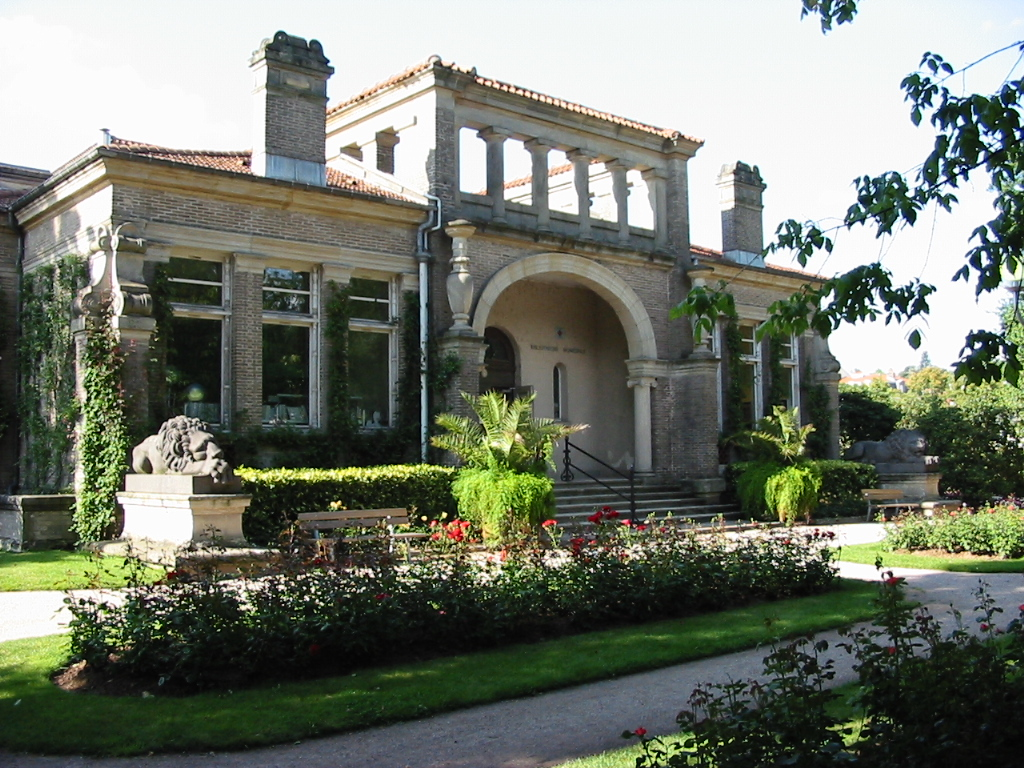
La Maison romaine.

- La Bibliothèque multimédia intercommunale, qui remplace la précédente installée dans la Maison romaine (1892), copie d’une maison de Pompéi (villa pompéienne), est faubourg Saint-Michel, à la place des anciens locaux de la compagnie de bus de la STAHV. Au centre se trouve la salle des boiseries de l'abbaye de Moyenmoutier. Le fonds ancien recèle des livres exceptionnels consultables sur demande, comme l'Évangéliaire pourpre, mais aussi un des deux plus vieux livres connus (un livre se définissant comme un recueil de pages de même taille, reliées et contenues dans une couverture) : il s’agit du Glossaire d'Épinal[224], décrit comme le premier dictionnaire latino-anglais de l’histoire (734)[225].
- La médiathèque départementale (anciennement bibliothèque départementale de prêt) des Vosges, gérée par le conseil général des Vosges, se trouve dans la zone d'activité économique de La Voivre.
- Bibliothèque de la maison diocésaine : la maison diocésaine d'Épinal, située rue De-Lattre-de-Tassigny, comporte une bibliothèque, composée d'ouvrages centrés sur la religion, l'histoire des religions et la théologie, qu'il est possible d'emprunter.
- Bibliothèque du centre Léo-Lagrange.
- La Bibliothèque pour tous, bibliothèque associative située rue Saint-Goëry.

### Les images d’Épinal

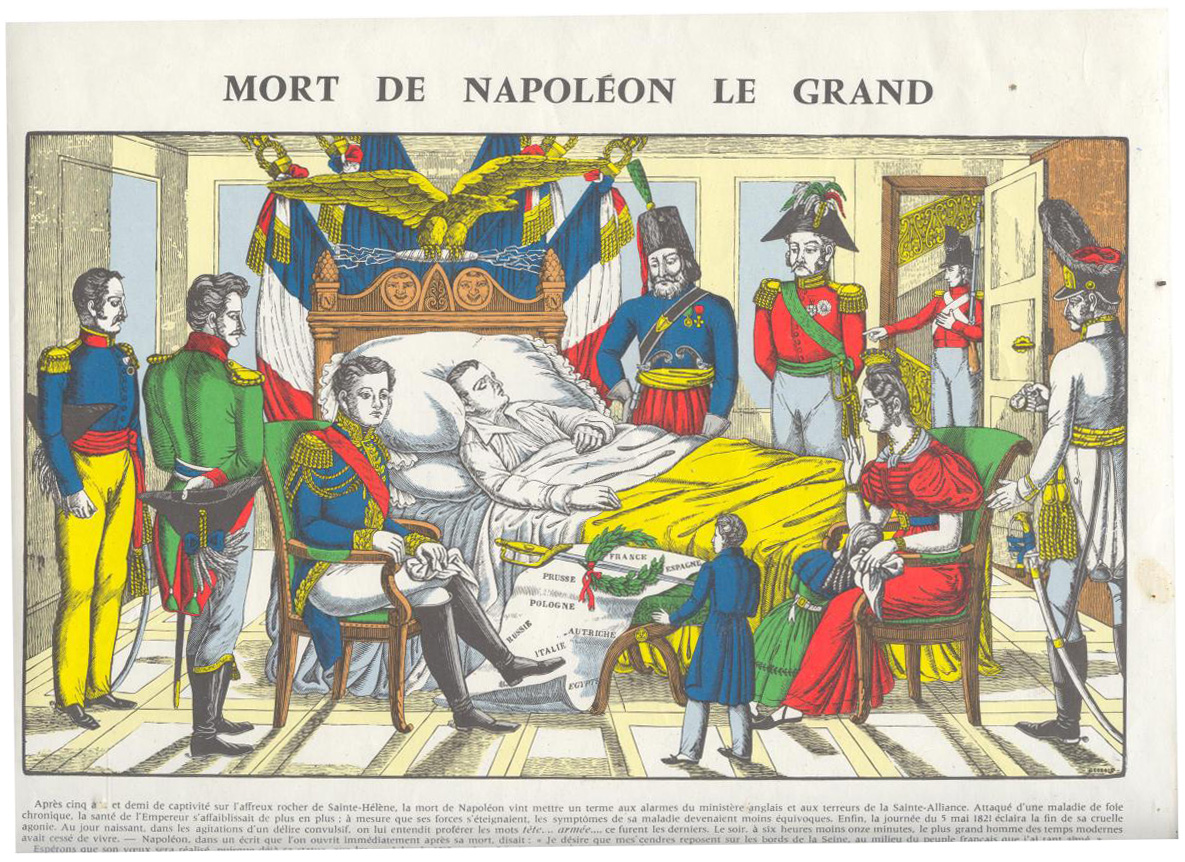
Image d’Épinal : Napoléon sur son lit de mort.

L’imagerie d’Épinal a été fondée en 1796 par Jean-Charles Pellerin où furent imprimées les premières images d’Épinal en série. 
Des batailles napoléoniennes aux contes pour enfants en passant par des devinettes, l’Imagerie était au XIXe siècle ce que sont aujourd’hui les journaux ou les magazines. Elle a d’ailleurs joué un rôle prépondérant dans la propagande du temps du Premier Empire.
L’imagerie a grandement participé à l’essor de la cité et lui a offert une réputation de dimension nationale et internationale. Aujourd’hui, l’Imagerie continue à fabriquer des images comme par le passé. Sept artistes différents et complémentaires créent les images nouvelles sur des thèmes aussi variés que le Piano, l’Équipe de France, championne du Monde de Football ou encore Cyrano de Bergerac.
Les bâtiments et les machines que renferme l'Imagerie Pellerin sont inscrits au titre des monuments historiques par arrêté du 24 avril 1986.

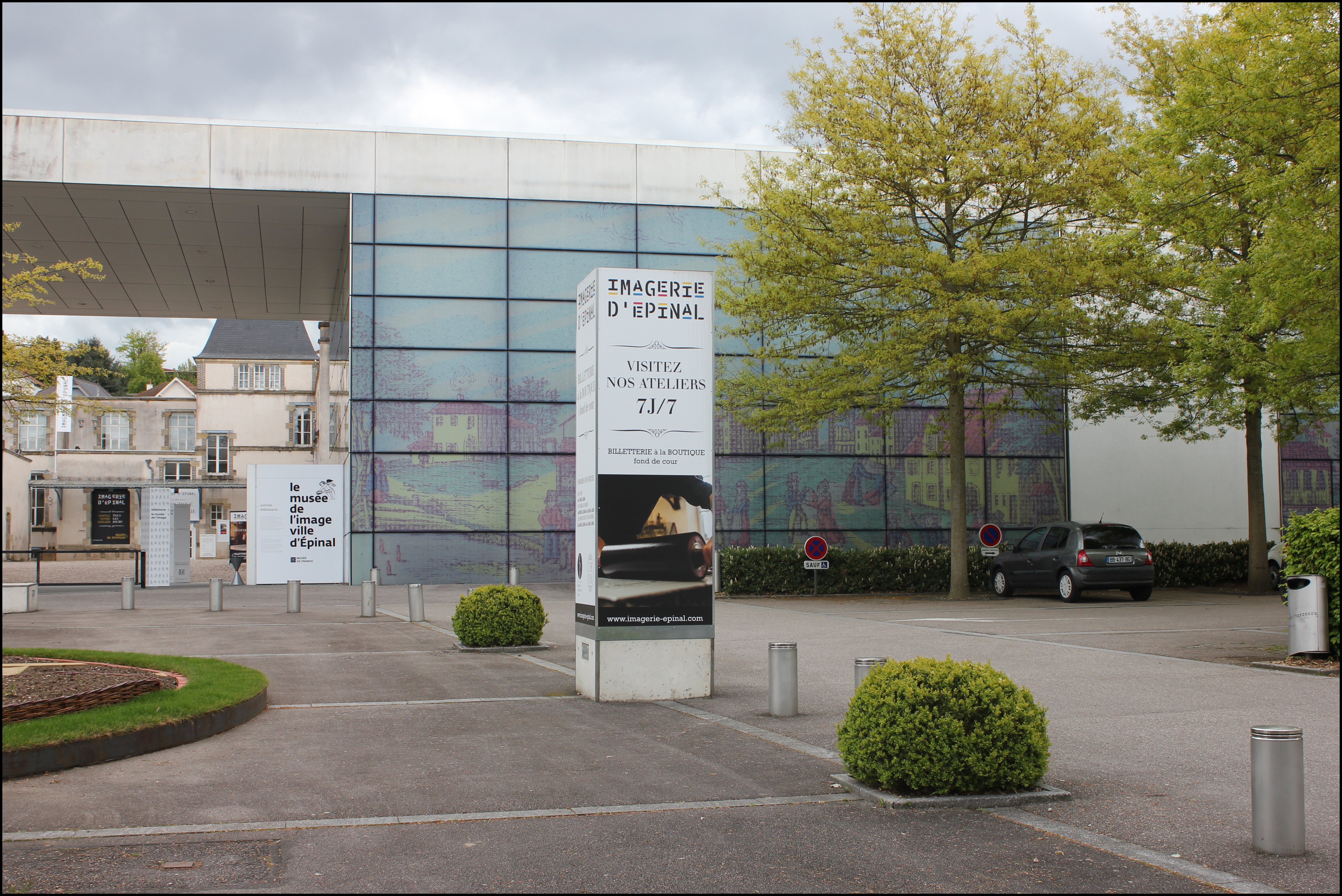
Entrée de la fabrique.
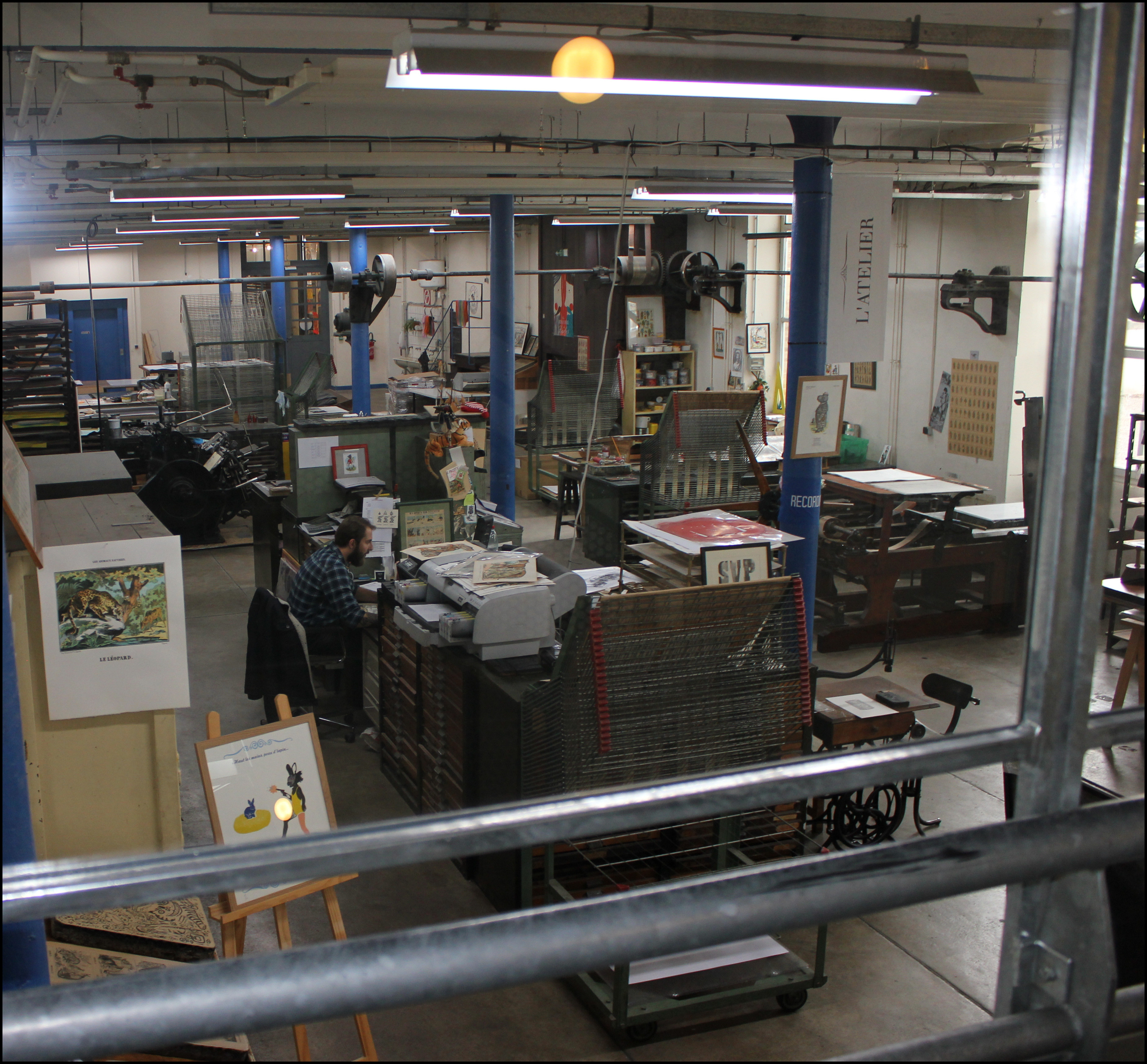
Vue sur l'atelier.
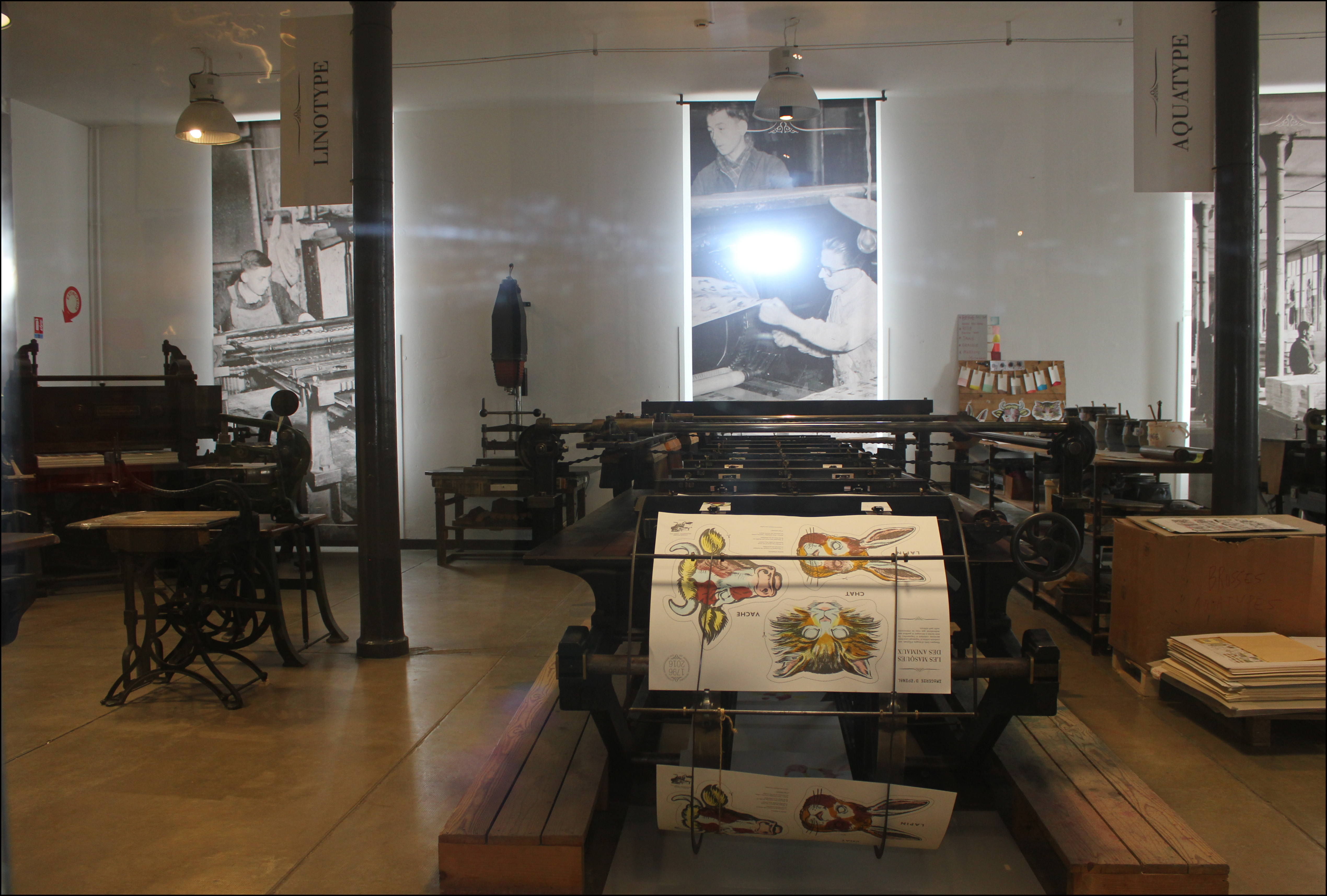
Machine servant à la mise en couleurs des images.
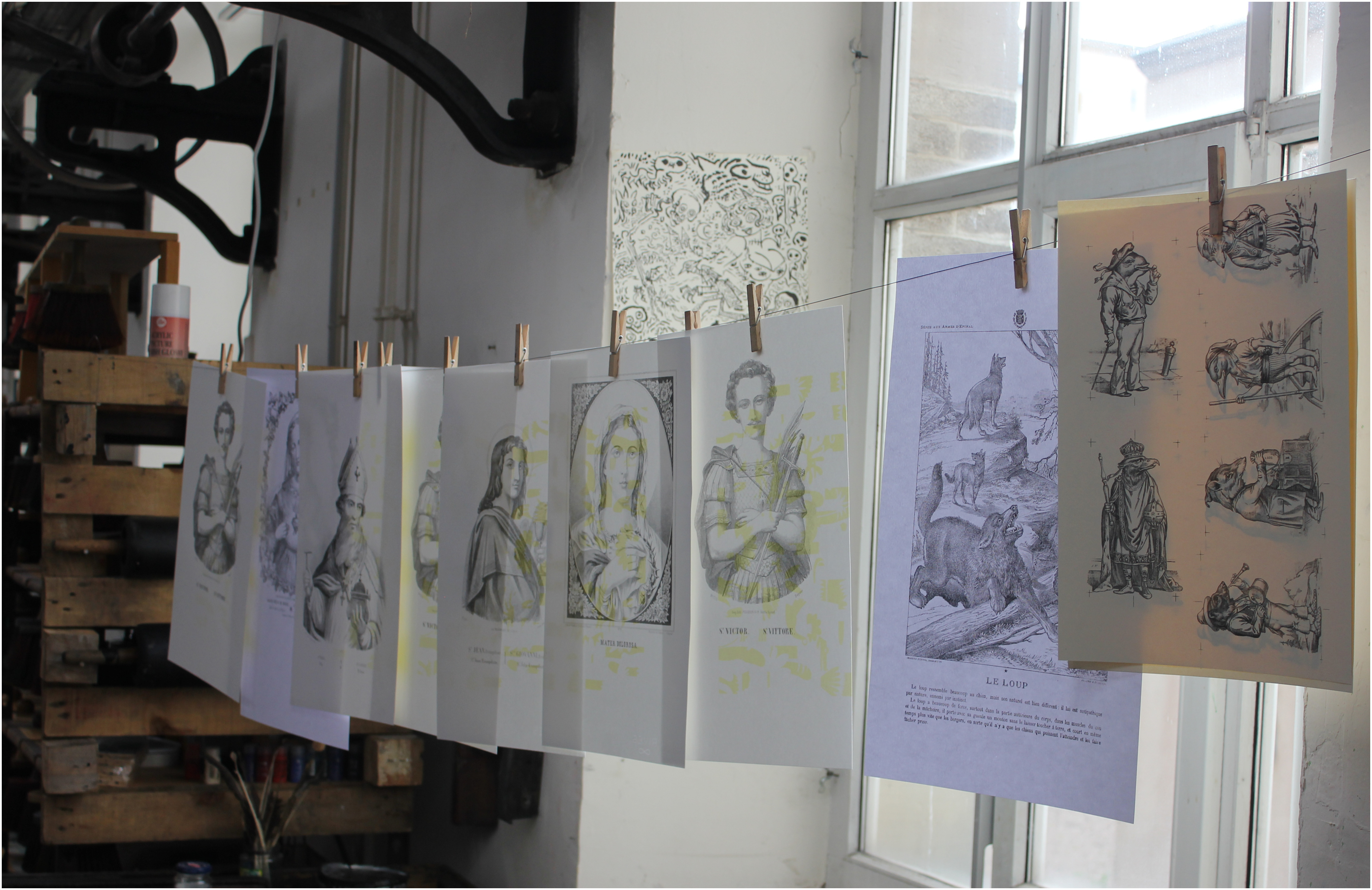
Séchage des images.

### Épinal dans les arts et la culture
- Marc Rivière : Le Censeur du lycée d'Épinal, téléfilm français de 1997
 Si le téléfilm prend Épinal pour cadre, c'est un Épinal reconstitué, le téléfilm ayant été réalisé dans la ville de Versailles.

### Vie militaire
Unités ayant tenu garnison à Épinal :
- État-major de la 4e division d'infanterie nord-africaine, 1939-1940 ;
- 149e régiment d'infanterie, 1906 ;
- 170e régiment d'infanterie, 1913-1914, 1939, 1968-1994 ;
- 1er bataillon du 21e régiment d'infanterie, 1906 ;
- 1er bataillon du 44e régiment d'infanterie, 1906 ;
- 1er bataillon du 60e régiment d'infanterie, 1906 ;
- 1er bataillon du 109e régiment d'infanterie, 1906 ;
- 1er régiment de tirailleurs, depuis le 1er mai 1994 ;
- 21e régiment de tirailleurs algériens, 1939-1940 ;
- 8e bataillon de chasseurs à pied, 1906 ;
- 4e régiment de chasseurs, 1906 ;
- 33e régiment d'artillerie nord-africain, 1939-1940 ;
- 18e régiment de transmissions.

Le 7e régiment de tirailleurs algériens-1962-1964-devient 170 RI en 1964.
Sous l'impulsion de Philippe Séguin, le 170e RI est rebaptisé pour donner naissance au 1er régiment de tirailleurs en 1994. Il tient garnison au Quartier Varaigne.

### Personnalités liées à la commune
- Joseph Fratrel (1727 ou 1730-1783), peintre et graveur né dans cette ville.
- Claude Launoy (1748-1830), minéralogiste et inventeur, créateur avec François Bienvenu du premier hélicoptère, maire à plusieurs reprises d'Épinal où il finit sa vie.
- Jean-Baptiste Jacopin (1755-1811), général des armées de la République et de l'Empire.
- Joseph Augustin Crassous de Médeuil (1755-1830), député à la Convention nationale, mort à Épinal.
- Jean-Charles Pellerin (1756-1836), né à Épinal, dessinateur, illustrateur et imprimeur français, célèbre pour les images populaires qu’il imprima à partir de 1800.
- Pierre Joseph Alexis Roussel (1758-1815), écrivain.
- Simon Lefebvre (1768-1822), né à Épinal, général des armées de la République et de l'Empire.
- Charles Hingray (1796-1870), homme politique né à Épinal, député des Vosges de 1848 à 1849.
- Émile Perreau (1798-1850), homme politique né à Épinal, maire de Remiremont de 1841 à 1848, député des Vosges de 1849 à 1850.
- Charles-Joseph, comte Bresson (1798-1847), diplomate et homme politique, ministre des Affaires étrangères, ambassadeur à Madrid.
- Victor Magnien (1802-1885), né à Épinal, violoniste, guitariste, chef d'orchestre, professeur, compositeur et directeur du conservatoire de Lille
- Lucien Boullangier (1803-1873), curé d'Epinal, instigateur de la restauration de la basilique Saint-Maurice.
- Jacques-Eugène Defranoux (1803-1883), professeur de latin, inspecteur des impôts indirectes, géologue, agronome, pédagogue.
- Pierre Guilgot (1803-1867), homme politique né et décédé à Épinal, député des Vosges de 1850 à 1851.
- Eugène Jeanmaire, né le 17 juillet 1808 à Épinal (Vosges) et mort le 9 mars 1886 à Épinal, homme politique.
- Henri Hogard (1808-1880), né à Épinal, agent voyer et géologue français.
- Jean-François Cerquand (1816-1888), né à Épinal, découvreur du monument de La Turbie.
- Félix-Arthur Ballon (1816-1883), avocat, journaliste et bibliothécaire, également préfet des Vosges et du Lot-et-Garonne.
- Léon Louis (1847-1913), né à Épinal, fonctionnaire administrateur de la préfecture, rédacteur de l'Annuaire des Vosges
- Paul Chevreux (1854-1913), archiviste et historien du département des Vosges.
- Joseph-Jules-Julien Goujon (22 mai 1854 à Épinal - 18 mars 1912 à Paris 16e), avocat, homme politique, député et sénateur, auteur de pièce de théâtre.
- Émile Durkheim (1858-1917), né à Épinal, fondateur de la sociologie moderne.
- Louis-Ernest Mougenot-Méline (1862-1929), né à Épinal, architecte français.
- Clémentine Delait (1865-1939), décédée à Épinal, tenancière de bar française connue pour être une femme à barbe.
- Louis Lapicque (1866-1952), né à Épinal, physiologiste français, spécialiste du système nerveux et connu pour sa découverte de la chronaxie.
- Marcel Mauss (1872-1950), né à Épinal, père de l'anthropologie française moderne et neveu d'Émile Durkheim.
- Marc Boegner (1881-1970), né à Épinal, écrivain, penseur et pasteur, président de la Fédération protestante de France et du Conseil œcuménique des Églises, membre de l'Académie française.
- Maurice Garçot (1883-1969), né à Épinal, écrivain.
- Louis Guillon (1887-1947), homme politique français, député de la IIIe République.
- Roger Gardet (1900-1989), né à Épinal, commandant la 2e brigade française libre, Compagnon de la Libération.
- Henry Daniel-Rops (1901-1965), né à Épinal, écrivain et historien français.
- André Jacquemin (1904-1992), né à Épinal, peintre et graveur, membre de l’Académie des Beaux-arts de l'Institut de France.
- Marie-Antoinette Gout (1906-1986), infirmière et résistante.
- Christian Mégret de Devise (1908-1986), né à Épinal, Compagnon de la Libération.
- Léo Valentin (1919-1956), né à Épinal, militaire et aventurier français, surnommé « l'homme-oiseau ».
- Marceline Loridan-Ivens (1928-2018), née à Épinal, cinéaste française.
- Jeanne Cressanges[227] (1929), romancière, essayiste française.
- Odile Redon (1936-2007), née à Épinal, historienne française, spécialiste du Moyen Âge.
- Jean-Marie Cavada (1940), né à Épinal, journaliste et homme politique français.
- Philippe Séguin (1943-2010), maire d’Épinal, homme politique français, président de la Cour des comptes sous la Ve république.
- Bernard-Nicolas Aubertin (1944), né à Épinal, archevêque de Tours.
- Ségolène Royal (1953), a effectué ses études secondaires à Charmes, avant d'intégrer le lycée Saint-Joseph d'Épinal en 1968.
- Christophe Bourdin (1964-1997), né à Epinal, écrivain.
- Laetitia Masson (1966), née à Épinal, réalisatrice et scénariste française.
- Jean-Sébastien Petitdemange (1966), né à Épinal, auteur et animateur de radio et télévision.
- Laurent Mariotte (1969), né à Épinal, animateur et journaliste culinaire.
- Valérie Donzelli (1973), née à Épinal, actrice et réalisatrice française.
- Nicolas Mathieu (1978), né à Épinal[228], écrivain, Prix Erckmann-Chatrian 2014, Prix Goncourt 2018.
- Levalet, artiste plasticien.

#### Sportifs célèbres
- Henri Lepage (1908-1996), escrimeur (épéiste) champion olympique, y est né et mort.
- Noël Tijou (1941-2023), coureur de fond licencié à l'ES Épinal de 1968 à 2001.
- Patrice Vicq (1944- ), ancien footballeur professionnel français de 1967 à 1978, a été licencié au Stade athlétique spinalien.
- Guillaume Cecutti, (1970-2010), joueur de football français, y est né et mort, et a été licencié au Stade athlétique spinalien.
- Damien Nazon (1974- ), un cycliste professionnel français, y est né.
- Fabrice Lepaul (1976-2020), footballeur français, y est né et a été licencié au Stade athlétique spinalien.
- Jean-Patrick Nazon (1977- ), cycliste français, professionnel de 1997 à 2008, y est né.
- Julien Bontemps (1979- ) est un véliplanchiste renommé de Gérardmer, y est né.
- Grégory Gaultier (1982- ), joueur professionnel de squash représentant la France, vice-champion du monde et ancien numéro 1 mondial, y est né.
- Estelle Vuillemin (1984- ), cycliste française spécialiste du VTT.
- Maxime Mermoz (1986- ), joueur international français de rugby à XV qui évolue au poste de centre, y est né.
- Abel Aber, (1986- ), boxeur et un athlète français de paracanoë  vit et y est né.
- Matthieu Péché (1987- ), céiste français pratiquant le slalom avec son coéquipier Gauthier Klauss, y est né.
- Gauthier Klauss, né le 17 décembre 1987 à Épinal, est un céiste français pratiquant le slalom.
- Nacer Bouhanni (1990- ), coureur cycliste français, professionnel de 2011 à 2023, champion de France de cyclisme sur route 2012, y est né.
- Romain Febvre (1991- ), pilote français de motocross, champion du monde de motocross MXGP en 2015 et quatre fois vainqueur du Motocross des nations, y est né.
- Rayane Bouhanni (1996- ), frère de Nacer Bouhanni, coureur cycliste français des années 2010, y est né

### Héraldique, logotype et devise

Logotype de la ville jusqu'en 2009.

| Blason de Épinal | Blason  | De gueules à la tour crénelée de quatre pièces d’argent, maçonnée et ajourée de sable, accostée de deux fleurs de lys d’or. |
| Blason de Épinal | Détails | Armes actuelles de la ville, réalisés par Robert Louis (O 1902 + 1965). La ville d’Épinal utilise de fait ces armoiries depuis l’année 1957. |
| Blason de Épinal | Alias   | D’argent, à une tour de sable à trois créneaux, au contour de laquelle est écrit : SCEL DES QUATRE GOUVERNEMENTS DE LA VILLE D’ÉPINAL Armes de la ville avant l'annexion française, selon Malte-Brun, la France illustrée, tome V, 1884 |
| Blason de Épinal | Alias   | De gueules, à la tour crénelée et tourellée (donjonnée) d'argent, maçonnée de sable Armorial des Villes, Bourg et Villages de la Lorraine, du Barrois et des 3 évêchés, de 1868, de Constant Lapaix, graveur héraldiste d’après un manuscrit œuvre de Claude Charles (O 1661 + 1747) peintre du duc Léopold et héraut d’armes de lorraine et du Barrois |

Logotype de la ville.

Le logotype actuel se compose de la lettre E accompagnée de son accent, première lettre du mot Épinal, formant visuellement un cercle symbolisant la notion de ville-centre, chef-lieu de département.

### Blason populaire
Les habitants étaient appelés « les Pinaudréyes » (Pi-nô-dreille) et les Pinaudrères ; toutefois, Nicolas Haillant fait remarquer que ce gentilé lorrain est prononcé « avec une pointe d'ironie ».
Outre leur gentilé dialectal, les habitants de la ville étaient surnommés « les gens d'Épinal » ce qui sous-entendait du dédain de leur part vis-à-vis des autres vosgiens ; Jean Vartier fait remarquer que ce « titre » est cependant moins prestigieux que ceux des villes en aval : « les Messieurs » de Charmes et « les Seigneurs » de Châtel-sur-Moselle. Le sobriquet des Spinaliens a été repris en 1891 comme titre d'un roman historique qui se déroule à Épinal, dans la première moitié du XVe siècle.

#### Histoire
- Reportage photographique, par l'INA, demandé par son excellence Monseigneur Blanchet, évêque de Saint-Dié :

Ruines et deuil ou les Vosges sinistrées, INA 01 janvier 1944.
Image amateur, Jean Mengin : Image'Est. Hiver 1944 : film sur les destructions massives causées par les allemands dans la région des Vosges lors de la Seconde Guerre Mondiale, en particulier dans les villes de Rehaincourt, Saint Dié, Épinal, Rochesson, et La Bresse. Le film est légendé par des cartons titres. Il se termine sur des scènes de combats dans le massif des Vosges ainsi que sur des images de personnes fuyant les bombardements qui se réfugient dans un camp dans la forêt vosgienne en plein hiver. Suit une séquence sur une cérémonie (le 2 avril 1945) en hommage aux victimes fusillées par les allemands.
- Dominique Armand, « Épinal situation et site » in Épinal du château à la préfecture, Annales de l'Est, société d’émulation des Vosges p. 13-16. 3e trimestre 2000
- Jean Bossu, Chronique des rues d'Epinal (3 volumes), Jeune Chambre Economique d'Épinal, avril 1984
- Michel Bur, Le château d’Épinal XIIIe et XIVe siècles, Comité des travaux historiques scientifiques, 2002  (ISBN 2-7355-0500-6)
- Robert Javelet, Épinal, Images de mille ans d’histoire, Presses des établissements Braun et cie Mulhouse, 1972 (Pas d’ISBN)
- Philipe Kuchler, « L’origine de la ville d’Épinal d’après les fouilles archéologiques du palais de justice (VIIIe-XIIIe) » in Journées d’études vosgiennes, Épinal du château à la préfecture, Annales de l’Est, société d’émulation des Vosges, p. 27-43 – 3e trimestre 2000
- Michel Pernod, « Épinal au XVIIIe siècle, le premier apogée de la ville et les malheurs de la guerre » in Épinal du château à la préfecture. Annales de l’Est, société d’émulation des Vosges page 67 à 80. 3e trimestre 2000
- Albert Ronsin, « Imprimeurs et libraires à Épinal du XVIe au XVIIIe siècle » in Épinal du château à la préfecture. Annales de l’Est, société d’émulation des Vosges page 81 à 102. 3e trimestre 2000
- Rémy Thiriet, « Épinal sous la IIIe république » in Épinal du château à la préfecture. Annales de l’Est, société d’émulation des Vosges page 81 à 102. 3e trimestre 2000
- François Weymuller, Histoire d’Épinal des origines à nos jours, Éditions Horvath, 1985  (ISBN 2-7171-0340-6)

#### Autres
- Jeanne Cressanges, Je vous écris d'Épinal, Metz, Serge Domini éd., 2009.
- Michel Guidat, Bernard Hestin : Saint-Laurent, du terroir à la cité – Éditions Sapin d’or – Dépôt légal 3e trimestre 1989 (pas d’ISBN)
- René Fetet : la chapelle Notre-Dame de consolation, la Quarante semaine Épinal, 1910-2000, 90 ans d’histoire – 2000. Publié à compte d’auteur (pas d’ISBN)
- Charles-Laurent Salch, Dictionnaire des châteaux et fortifications de la France au Moyen Âge, Strasbourg, éditions Publitotal, 1978, reprint 1991, 1287 p. (ISBN 978-2-86535-070-4 et 2-86535-070-3)Une vision d’ensemble de l’architecture castrale. Pages 447 - 448 : Épinal
- Association d’Étude pour la Coordination des Activités Musicales (ASSECARM), Orgues Lorraine Vosges, Metz, Éditions Serpenoise, 1991, 677 p. (ISBN 2-87692-093-X), p. 650 Présentation de l’orgue de la maison Gonzalès à Epinal
- Inventaires des 7 orgues d'Épinal
- Michel Hérold, Françoise Gatouillat, Les vitraux de Lorraine et d'Alsace, Corpus vitrearum, Inventaire général des monuments et des richesses artistiques  de la France, CNRS Editions Inventaire général, 1994 (ISBN 2-271-05154-1)Recensement des vitraux anciens de la France, Volume V, Épinal. Musée départemental des Vosges, pages 125; et 130 (vitraux disparus)